# Liste der Kulturdenkmale in Oetzsch
In der Liste der Kulturdenkmale in Oetzsch sind sämtliche Kulturdenkmale von Oetzsch, einem Ortsteil der sächsischen Stadt Markkleeberg, verzeichnet. Die denkmalgeschützten Objekte wurden in der Denkmalliste vom Landesamt für Denkmalpflege Sachsen mit Stand von 2017 erfasst. Sie ist eine Teilliste der Liste der Kulturdenkmale in Sachsen.

## Legende
- Bild: Bild des Kulturdenkmals, ggf. zusätzlich mit einem Link zu weiteren Fotos des Kulturdenkmals im Medienarchiv Wikimedia Commons. Wenn man auf das Kamerasymbol klickt, können Fotos zu Kulturdenkmalen aus dieser Liste hochgeladen werden:
- Bezeichnung: Denkmalgeschützte Objekte und ggf. Bauwerksname des Kulturdenkmals
- Lage: Straßenname und Hausnummer oder Flurstücknummer des Kulturdenkmals. Die Grundsortierung der Liste erfolgt nach dieser Adresse. Der Link (Karte) führt zu verschiedenen Kartendiensten mit der Position des Kulturdenkmals. Fehlt dieser Link, wurden die Koordinaten noch nicht eingetragen. Sind diese bekannt, können sie über ein Tool mit einer Kartenansicht einfach nachgetragen werden. In dieser Kartenansicht sind Kulturdenkmale ohne Koordinaten mit einem roten bzw. orangen Marker dargestellt und können durch Verschieben auf die richtige Position in der Karte mit Koordinaten versehen werden. Kulturdenkmale ohne Bild sind an einem blauen bzw. roten Marker erkennbar.
- Datierung: Baubeginn, Fertigstellung, Datum der Erstnennung oder grobe zeitliche Einordnung entsprechend des Eintrags in der sächsischen Denkmaldatenbank
- Beschreibung: Kurzcharakteristik des Kulturdenkmals entsprechend des Eintrags in der sächsischen Denkmaldatenbank, ggf. ergänzt durch die dort nur selten veröffentlichten Erfassungstexte oder zusätzliche Informationen
- ID: Vom Landesamt für Denkmalpflege Sachsen vergebene, das Kulturdenkmal eindeutig identifizierende Objekt-Nummer. Der Link führt zum PDF-Denkmaldokument des Landesamtes für Denkmalpflege Sachsen. Bei ehemaligen Kulturdenkmalen können die Objektnummern unbekannt sein und deshalb fehlen bzw. die Links von aus der Datenbank entfernten Objektnummern ins Leere führen. Ein ggf. vorhandenes Icon  führt zu den Angaben des Kulturdenkmals bei Wikidata.

## Liste
| Bild                                    | Bezeichnung | Lage                                    | Datierung                                               | Beschreibung | ID       |
| --------------------------------------- | --- | --------------------------------------- | ------------------------------------------------------- | --- | -------- |
|                                         | Villa | Albrecht-Dürer-Straße 3 (Karte)         | 1912                                                    | in Ecklage Wolfgang-Heinze-Straße, repräsentativer Bau im Reformstil der Zeit um 1910, kubischer Baukörper mit Putzgliederungen, verschiedene Vor- und Anbauten, ortsentwicklungsgeschichtliche und baugeschichtliche Bedeutung 2 Geschosse, Putzfassade, Stock- und Traufgesims, Zeltdach, überdachter Eingang mit Freitreppe mit geschwungener Brüstung, halbrunder Vorbau mit Balkon im Obergeschoss zur Wolfgang-Heinze-Straße, geschweifte Gaube mit Thermenfenster zur Wolfgang-Heinze-Straße, Garage im Kellergeschoss, Fenster alt | 09256371 |
|                                         | Villa mit Einfriedung | Albrecht-Dürer-Straße 8 (Karte)         | 1911–1912                                               | malerischer Putzbau mit hohem Schweifgiebel, ortsentwicklungsgeschichtliche und baugeschichtliche Bedeutung 1911/12 im Auftrag des Oberpostassistenten Ludwig Kobbe errichtete Villa, Planung durch den Leipziger Architekten Arthur Starke.1929/30 Erweiterung des Hauses an der Rückseite für die Einrichtung einer Garage und Chauffeurswohnung, damaliger Besitzerin Carolina Paulina Wiedemann. Eingeschossiger Bau, gekennzeichnet durch malerische Grundkonzeption: Bereicherung des Baukörpers durch verschiedenartige Anbauten und bewegte Dachlandschaft mit hohen geschweiften Giebeln. Zeit- und stiltypisch ist die zurückhaltende, Akzente setzende Ornamentierung der Putzfassaden (Perlstäbe, ovale Putzspiegel und Kartuschen). Der straßenseitige Standerker mit Lisenengliederung. Einfriedung Kunststeinpfosten und schmiedeeiserne Feldern, Zackenornamente in den Formen der 1920er Jahre. Das Villengebäude ist ein bauliches Zeugnis der örtlichen Bauentwicklung um 1900, als auf den Fluren von Oetzsch unter anderem großzügige Villengebiete entstanden. Unter diesem Gesichtspunkt erlangt das Objekt ortsentwicklungsgeschichtliche Aussagekraft. Als qualitätvolles Beispiel der Villenarchitektur des frühen 20. Jh. verkörpert es auch einen baugeschichtlichen Aussagewert. Zudem verweist es auf das Schaffen des Architekten Emil Arthur Starke, der mit seinem ehemaligen Kompagnon Paul Möbius, bedeutendster Jugendstilbaumeister in Leipzig, zu den Trägern der damaligen hohen Baukultur in Messestadt gehörte. LfD/2012 1 Geschoss, ausgebautes Mansardgiebeldach, Klinkersockel, Putzfassade mit Putzgliederung, Stock- und Traufgesims, mächtiger geschweifter Jugendstilgiebel mit Putzmedaillons an Hauptfassade, halbrunder Vorbau mit Balkon im ersten Obergeschoss, überdachter Eingang mit Freitreppe, Fenster alt, Haustür mit geschliffenen Scheiben. DENKMALBEGRÜNDUNG | 09256372 |
|                                         | Mietshaus in offener Bebauung | Alt Oetzsch 4 (Karte)                   | 1887                                                    | historistischer Putzbau mit Stuckornamenten, ortsentwicklungsgeschichtliche Bedeutung 1887 durch den Bauunternehmer Louis Rossberger errichtet, Bauherr war Karl Friedrich Wilhelm Lehmann. Dreigeschossiger, kubischer Bau mit Walmdach, an der Straßenfront erkerartiger Risalit, Putzfassade über Klinkersockel, Gliederungen und Schmuckelementen teils in Putz, teils in Stein und Stuck, im ersten Obergeschoss profilierte Fensterverdachungen und mit Festons geschmückte Brüstungsfelder, kräftiges Traufgesims auf Stuckkonsolen. Hauseingang an der Nordseite, davor Freitreppe. Das Gebäude verweist auf die bauliche Entwicklung von Oetzsch im ausgehenden 19. Jh. Damals begann sich das ehem. Dorf zum städtischen Vorort zu verändern, wobei die entsprechende Bautätigkeit vor allem außerhalb des alten Dorfkerns erfolgte, allerdings war auch dieser Bereich davon nicht ausgenommen, wie das Objekt dokumentiert. Im lokalen Rahmen gehört es außerdem zu den frühen Beispielen der neuen städtischen Mietshausbebauung, die fortan das Erscheinungsbild von Oetzsch nachhaltig prägte. Somit verkörpert der Bau einen wichtigen ortsentwicklungsgeschichtlichen Aussagewert. LfD/2011 3 Geschosse, polygonaler Mittelrisalit, Klinkersockel, Putzfassade mit einfacher Putzgliederung, Stockgesimse, im 1. Obergeschoss Fensterverdachungen, Putzspiegel mit Fruchtgehängen unterhalb der Fenster, im 2. Obergeschoss Sohlgesims auf Putzkonsolen, Traufgesims mit Stuckkonsolen. Innen nicht gesehen. Bauherr: Wilhelm Lehmann auf Grundstück des ehemaligen Gut 3 des Dorfes Oetzsch, Datierung der Literatur entnommen, Stallgebäude: 1 Geschoss, verputzt, Traufgesims. | 09256312 |
|                                         | Wohnhaus | Alt Oetzsch 7 (Karte)                   | bez. 1831                                               | schlichter Putzbau mit Krüppelwalmdach, ortsgeschichtliche Bedeutung 1831 errichtetes Wohngebäude, damaliger Eigentümer der Gutsbesitzer Carl Gottlieb Richter (damit wohl Besitzer eines Bauerngutes gemeint), der das Haus wohl an den Pächter Johann August Weißhahn vermietet hat. Es handelt sich um einen eingeschossigen Putzbau mit Krüppelwalmdach und einfacher Putzgliederung, Dachgaupen. Das Gebäude ist ein Zeugnis für die historische Bebauung des alten Ortskerns von Oetzsch. Es dokumentiert die Wohn- und Lebensverhältnisse in der ersten Hälfte des 19. Jh., als Oetzsch noch ausschließlich dörflich geprägt war. Hierdurch erlangt das Objekt ortsgeschichtliche Bedeutung. LfD/2011 1 Geschoss, Putzfassade mit einfacher Putzgliederung, Krüppelwalmdach mit Gauben, Fenster alt (mit Winterfenstern im Erdgeschoss), typisch für die ehemals dörfliche Bebauung im alten Ortskern Oetzsch mit Winterfenstern im Erdgeschoss | 09256314 |
|                                         | Wohnhaus eines Bauernhofes, mit Anbau und Außenkeller | Alt Oetzsch 10 (Karte)                  | um 1800                                                 | Fachwerkbauten, Zeugnisse der ursprünglich dörflichen Bebauung im Ortskern von Oetzsch, später wohl Gärtnerei der Herfurthschen Villa (Weißes Haus, Raschwitzer Straße 11a, 13), ortsgeschichtliche und baugeschichtliche Bedeutung Wohnhaus: 2 Geschosse, Erdgeschoss verputzt, im Obergeschoss Fachwerk, Satteldach, Vordach über der Haustür, Fenster alt, Fensterläden, Anbau um 1800, mit Krüppelwalmdach. Seitengebäude: verputzter Klinker, profiliertes Traufgesims, Fledermausgaube. Außenkeller: Sandstein, rundbogige Tür, oberer Abschluss Gewände mit Fries. | 09256315 |
|                                         | Villa mit Einfriedung und Garten | Alt Oetzsch 18 (Karte)                  | 1895–1896                                               | repräsentativer Bau im Landhausstil in parkähnlicher Gartenanlage, ortsentwicklungsgeschichtliche und baugeschichtliche Bedeutung Die Villa wurde 1895/96 nach Plänen des Architekten G. Bock ausgeführt, Bauherr war Otto Beyer, Inhaber der Firma August Polich, Leipzig. Der zweigeschossige Bau hat eine malerische Gesamterscheinung, wozu der durchgliederte Baukörper und die Materialvielfalt der Fassadengestaltung beitragen. Die Fassaden über Bruchstein-Klinker-Sockel verputzt, Giebel- und Traufzone mit reichem Zierfachwerk, überdachter Holzbalkon, Veranda, Fenstereinfassungen in Kunststein, runder Treppenturm mit spitzem Dachhelm (dieser rekonstruiert), an historischer Ausstattung bleiverglaste Farbfenster (Jugendstil) erhalten. Der Villenbau ist ein Vertreter des „Landhausstils“, im Sinne des Späthistorismus zeigt er Bezüge zu „altdeutschen“ Bauformen. An der ehemaligen Dorfstraße von Oetzsch wird das Villenanwesen durch eine Einfriedung, bestehend aus Putzpfeilern mit Löwenkopfreliefs und Ziegelverdachungen sowie schmiedeeisernen Zaunsfeldern, begrenzt. Dazu eine repräsentative Toranlage mit Wagendurchfahrt und Fußgängerpforte. Der Villenbau ist ein Zeugnis der baulichen Entwicklung von Oetzsch in der Zeit um 1900, die durch die Wandlung des einstigen Dorfes zum städtischen Vorort gekennzeichnet war. Neben den zahlreichen Mietshausbauten in Blockbebauung entstanden damals auch einige vornehme Villenanwesen wie dieses Objekt, wodurch es ortsentwicklungsgeschichtliche Aussagekraft erlangt. Als qualitätvolles und charakteristisches Beispiel der Villenarchitektur des ausgehenden 19. Jh. ist es auch baugeschichtlich von Bedeutung. LfD/2011 Villa: Bruchstein-Klinker-Sockel, Putzfassade, Giebel- und Traufzone mit Fachwerk, überdachter Holzbalkon, Veranda, Kunststeinfenstereinfassungen, Wendelstein, seitlich bleiverglaste farbige Fenster (Jugendstil), alle beschädigt. Ruinös, weil unbewohnt. „Landhausstil“ im Park bzw. großem Garten gelegen. Einfriedung: Putzklinkersockel, Putzpfeiler mit Löwenkopfreliefs und Ziegelverdachung, schmiedeeisernes Gitter, Toranlage verputzt mit Wagen- und Fußgängertor und 2 fensterartigen Öffnungen, Gitter alle erhalten. Zur Anlage gehört auch die Kastanienallee und Toranlage, die von der Raschwitzer Straße 20 zur Villa führt. schmiedeeiserner Zaun mit verdachten Putzpfeilern mit Löwenkopfreliefs und Torbogen | 09256316 |
| Direkt Bild zu diesem Denkmal hochladen | Schule mit ehemaliger Turnhalle | Am Festanger 1 (Karte)                  | 1901                                                    | im Stil der neuen Sachlichkeit zur Schule umgebautes Fabrikgebäude (ehemals Fa. Sinsel & Co), flachgedeckte Putzbauten mit horizontalen Putzbändern und betontem Treppenhaus, ortsgeschichtliche, baugeschichtliche und sozialgeschichtliche Bedeutung 1929/30 baute das Leipziger Architekturbüro Bock, Paatzsch & Thier das Gebäude der ehemaligen Fa. „Kunstanstalt Sinsel & Co.“ (1901 durch den Leipziger Baumeister Eduard Steyer errichtet) zur Berufsschule um. Der Turnhallenanbau wurde neu errichtet. 2010/11 Sanierung. Das Schulgebäude ist ein dreigeschossiger Bau mit Pultdach, durch Attika Eindruck eines Flachdachs erzielt. Klinkersockel, darüber Putzfassaden, horizontale Gliederung durch farbig abgesetzte, durchlaufende Bänder, dazu ebenfalls umlaufende Sohlbankgesimse. Die Leibungen der gleichmäßig gereihten Fenster in den Seiten schräg anlaufendatiert Auf der Westseite seitlich angeordneter Treppenhausvorbau, dessen Mitte durch vertikal betonte Fensterachse expressiv hervorgehoben, Eingang mit Vorbau in Klinker seitlich versetzt. Südwestlich des Schulgebäudes die eingeschossige Turnhalle mit Flachdach, beide durch Zwischenbau verbunden, die Fassaden der Turnhalle ebenfalls über Klinkersockel verputzt. Im Innern Teil der historischen Ausstattung erhalten. Das ehem. Fabrik- und spätere Schulgebäude ist ein Zeugnis der baulichen Entwicklung von Oetzsch in der Zeit um 1900 und um 1930, die zu starken Veränderungen im Erscheinungsbild des ehem. Dorfes führte. Hierdurch erlangt es ortsgeschichtliche Aussagekraft. Zudem gehört es im Ort und in der Region zu den nicht allzu häufigen Beispielen von Bauten, die die für die 1920er Jahre moderne Strömung des Neuen Bauens entschieden vertreten. Damit hat das Objekt eine wichtige baugeschichtliche Bedeutung. Weiterhin verweist es auf die Schulverhältnisse seiner Zeit, besonders unter dem Aspekt der Berufsbildung, und ist deshalb auch sozialgeschichtlich von Belang. LfD/2012 Berufsschule: 3 Geschosse, Klinkersockel, Putzfassade mit einfacher Klinkergliederung, Treppenhaus betont durch vertikale Putzgliederung Turnhalle: 1 Geschoss, Fassadengliederung wie Berufsschule Berufsschule ehemals Firma „Kunstanstalt Sinsel & Co.“, 1929/1930 Umbau zu Berufsschule, dabei Reduzierung der Putzgliederung, Umgestaltung im Stil des Neuen Bauens und Anbau der Turnhalle, dazugehöriges Verwaltungsgebäude (Rathausplatz 2) als Spar- und Girokasse umgenutzt, 1930 Umzug der Kinderbewahranstalt „Laurastift“ von Altes Dorf (heute Alt-Oetzsch) 20 in Berufsschule | 09256516 |
|                                         | Wohnhaus in offener Bebauung mit Einfriedung | Am Obstgarten 1 (Karte)                 | 1934–1935                                               | Putzbau in den typischen Formen der 1930er Jahre, Blickpunkt im Straßenraum, ortsentwicklungsgeschichtliche und baugeschichtliche Bedeutung 1935 als Zweifamilienhaus errichtet, Planung durch das Markkleeberger Architekturbüro Fischer & Fiedler, Ausführung durch die Baumeister Voigt & Böhme, Bauherrin war Gertrud Marianne Schneeweiß. Zweigeschossiger, kubischer Bau mit hohem Walmdach. Fassaden über Klinkersockel verputzt, Fassadenaufteilung in geschickter Asymmetrie, an der Vorderfront rundbogiger Hauseingang mit kleiner, durchaus repräsentativer Treppenanlage, im Obergeschoss kleiner, seitlich angeordneter Austritt. An der Gebäuderückseite durch beide Geschosse reichender Standerker mit abgeschrägten Seiten. An der Westseite, zum Garten hin, Veranda, die im Obergeschoss als Balkon ausgebildet ist. Das Walmdach mit Gaupen. Einfriedung Staketenzaun über Steinsockel. Das Wohnhaus gehört zum südlichen Teil eines um 1900 begonnenen Villengebietes zwischen Koburger Straße und Eisenbahn. Es zeigt dessen bauliche Entwicklung und Fortführung in den 1930er Jahren, wodurch es ortsentwicklungsgeschichtliche Bedeutung erlangt. Durch seine der Bauaufgabe gemäße und qualitätvolle architektonische Gestaltung, die auch für die stilistische Haltung der ersten Hälfte der 1930er Jahre – zwischen Moderne und Heimatstil – typisch ist, verkörpert es zudem einen baugeschichtlichen Aussagewert. Weiterhier verweist es auf die Bautätigkeit des Architekturbüros Fischer & Fiedler, das schon im frühen 20. Jh. das örtliche Baugeschehen wesentlich prägte, wobei hier vor allem Hermann Fischer zu nennen ist. Als Blickpunkt in der verlängerten Achse der Gustav-Freytag-Straße hat es auch eine straßenbildprägende Funktion. LfD/2012 2 Geschosse, Walmdach mit Gaube, Klinkersockel, Putzfassade, Garage in Untergeschoss, rundbogige Haustür betont durch Klinkerrahmung und Kunststeinbogen und Freitreppe mit Klinkereinfassunge, Fenster und Fensterläden alt rundbogiger Eingang mit Schmuckgesims, Freitreppe mit aufgesetzten Kugeln, Fenster und Fensterladen aus der Erbauungszeit | 09256415 |
|                                         | Mietvilla | Breitscheidstraße 4 (Karte)             | 1910–1911                                               | Putzbau in den Formen der Reformarchitektur um 1910, straßenbildprägende Lage, ortsentwicklungsgeschichtliche und baugeschichtliche Bedeutung 1910/11 durch das Baugeschäft Gebr. Franz und Karl Schilling im eigenen Auftrag errichtete Mietvilla, Entwurf durch den Architekten Hermann Fischer. Dreigeschossiger Bau mit Walmdach, abwechslungsreiche Gestaltung durch Staffelung des Baukörpers und verschiedene Anbauten. Die Schmalseite zur Breitscheidstraße als weit nach vorn springender Risalit ausgebildet, davor zweigeschossiger, polygonaler Standerker. Hauptansicht zur Leipziger Straße, asymmetrisch gegliedert, in der Mitte gerundeter, zweigeschossiger Vorbau, darüber Balkon mit Eisengitter, südlich daneben ebenfalls zweigeschossiger Wintergarten, der auch Balkon trägt. Die Balkongitter in geometrisierenden Formen. An der Nordostecke im dritten Obergeschoss angedeuteter Erker. Die Dachansicht durch einen aus der Mitte verschobenen Dreieckgiebel belebt. Fassadendekor entsprechend den bauästhetischen Absichten der Reformarchitektur um 1910 stark stilisiert und nur akzentuierend eingesetzt. Hauseingang auf der Westseite, gemauertes Vorhaus mit bogigen Öffnungen. Treppenausgestaltung aus der Erbauungszeit. Die Mietvilla ist Teil eines hochrangigen Villengebiets, das mit der baulichen Entwicklung von Oetzsch um 1900 entstand und bis heute seinen ursprünglichen Charakter bewahrt hat. Unter diesem Aspekt verweist das Objekt auf einen prägenden Abschnitt der Ortsgeschichte. Zudem ist es ein Beispiel der Villenarchitektur um 1910, das in überzeugender Weise eine auf schlichte Vornehmheit und Solidität abzielende Baugesinnung erkennen lässt. Damit erlangt die Villa baugeschichtliche Bedeutung. Diese hat sie auch als Zeugnis für das Schaffen des Architekten Hermann Fischer, der seinerzeit im örtlichen Baugeschehen eine tragende Rolle spielte. LfD/2012 3 Geschosse, zweigeschossiger Altan mit Balkon, ebenso an der rechten Seite, linke Seite Vordach für den Eingang, Putzfassade mit einfacher Putzgliederung, Stockgesims, halbrunde Dachgaube im Mansarddach, Giebel auf der rechten Seite mit Putzgliederung. DENKMALBEGRÜNDUNG. – Stand bis 2003 irrtümlich unter „Breitscheid-Straße“ in Liste. mit Putzgliederung, Vorbauten mit aufgesetzten Balkonen und halbrunder Dachgaube | 09256350 |
|                                         | Mietvilla mit Einfriedung | Breitscheidstraße 6 (Karte)             | 1909–1910                                               | Putzbau mit Stuckornamentik im Jugendstil und zweigeschossiger hölzerner Veranda, ortsentwicklungsgeschichtliche und baugeschichtliche Bedeutung Mietvilla: 3 Geschosse, Putzfassade mit Stuckornamentik an der linken Seite (Jugendstil), im 1. und 2. Obergeschoss hölzerne Veranden an der Mittelachse. Einfriedung: schmiedeeisernes Gitter. – Stand bis 2003 irrtümlich unter „Breitscheid-Straße“ in Liste. | 09256349 |
|                                         | Villa mit Einfriedung | Breitscheidstraße 8 (Karte)             | 1925–1926                                               | Putzbau mit Schmuckformen des Art déco, Holzzaun mit verputzten Pfosten mit Sandsteinabdeckung, ortsentwicklungsgeschichtliche und baugeschichtliche Bedeutung Villa: 2 Geschosse, im Erdgeschoss zwei polygonale Vorbauten mit geometrisierendem Schmuckband, seitlicher Eingang, halbrunder Vorbau auf der Seite, Putzfassade, Stockgesims, Mansardwalmdach, Dachgeschoss mit Fensterläden. Einfriedung: Klinker (verputzt) mit Sandsteinabdeckung, Staketenzaun. – Stand bis 7/2003 irrtümlich unter „Breitscheid-Straße“ in Liste. | 09256348 |
| Direkt Bild zu diesem Denkmal hochladen | Mietshaus in halboffener Bebauung | Dammstraße 8 (Karte)                    | um 1890                                                 | zeittypische Putz-Klinker-Fassade mit stark plastischer Kunststeingliederung, Teil der geschlossenen gründerzeitlichen Bebauung, ortsentwicklungsgeschichtliche Bedeutung Mietshaus: 3 Geschosse, 6 Achsen, Klinkersockel, Erdgeschoss verputzt mit Putznutung, 1. u. 2. Obergeschoss Klinker mit Putzgliederung, profiliertes Traufgesims, Eckrisalite mit Eckquaderung. aus der Erbauungszeit: Haustür, Treppenhaus, Wohnungstüren, Außentoiletten, Kellertür (alt). | 09256226 |
| Direkt Bild zu diesem Denkmal hochladen | Doppelmietshaus in offener Bebauung | Dammstraße 9; 11 (Karte)                | 1896–1897                                               | späthistoristischer Putz-Klinker-Bau mit vereinheitlichender Fassadengestaltung, Teil der geschlossenen gründerzeitlichen Bebauung, ortsentwicklungsgeschichtliche und baugeschichtliche Bedeutung Doppelmietshaus, 3 Geschosse, 13 Achsen, ausgebautes Dachgeschoss, Bruchstein-Klinker-Sockel, Erdgeschoss verputzt (vermutlich geglättet) 1. und 2. Obergeschoss Klinker, Eck- und Mittelrisalit verputzt, schlichte Kunststeineinfassung der Fenster, aus der Erbauungszeit: Haustür, Bodenfliesen im Eingangsbereich, Treppenhaus | 09255764 |
| Direkt Bild zu diesem Denkmal hochladen | Mietshaus in offener Bebauung mit Einfriedung | Dammstraße 12 (Karte)                   | 1897–1898                                               | historisierende Putzfassade mit Eckrisaliten sowie Pilaster- und Blendbogengliederung in den Obergeschossen, baugeschichtliche und ortsentwicklungsgeschichtliche Bedeutung Mietshaus: 3 Geschosse, 10 Achsen, über den mittleren 4 Achsen 4 Geschosse, Eckrisalite mit Balkonen, Putzfassade, Stockgesimse, im 2. Obergeschoss profilierte Rundbogen über den Fenstern. aus der Erbauungszeit: Bodenfliesen im Eingangsbereich, Treppenhaus, Wohnungstüren, Außentoiletten, Kellertür, Außenkellertreppe | 09256224 |
| Direkt Bild zu diesem Denkmal hochladen | Mietshaus in offener Bebauung | Dammstraße 15 (Karte)                   | 1898/1899                                               | späthistoristischer Putz-Klinker-Bau mit schmiedeeisernen Balkonen, als Eckgebäude straßenbildprägend, Teil der geschlossenen Bebauung der Zeit um 1900, ortsentwicklungsgeschichtliche und baugeschichtliche Bedeutung Mietshaus: 3 Geschosse, 9-1-4 Achsen, Klinkersockelgeschoss, Erdgeschoss mit Putznutung, Obergeschoss Putz-Klinker-Fassade, Eckbalkone aus der Erbauungszeit: Hoftür, Bodenfliesen im Eingangsbereich, Treppenhaus, Wohnungstüren, Außentoiletten, Kellertür, Fenster alt, Balkongitter, Tor mit schmiedeeisernem Gitter. | 09256182 |
|                                         | Villa mit Einfriedung | Dölitzer Straße 1 (Karte)               | 1908                                                    | Putzbau im Landhausstil mit Zierfachwerk, Teil der geschlossenen Villenbebauung, ortsentwicklungsgeschichtliche und baugeschichtliche Bedeutung Die zweigeschossige Villa wurde 1908 im Auftrag des Kaufmanns Franz Richard Richter nach Plänen des Baumeisters Rudolf Dübelt errichtet. Es handelt sich um einen Bau großbürgerlichen Zuschnitts. Baukörper im Grundriss und Aufriss asymmetrisch gegliedert, zahlreiche Anbauten, ausgebautes Krüppelwalmdach, Fassaden verputzt, an den Giebeln Zierfachwerk, auch Erker in Fachwerk, Fenstereinfassungen profiliert. aus der Erbauungszeit Bleiglasfenster erhalten. Einfriedung: schmiedeeiserne Zaunsfelder über Steinsockel, Torpfosten gemauert, verputzt, an der gerundeten Ecke des Anwesens Mauerstück, oben ebenfalls mit schmiedeeisernen Gittern, zur Lößniger Straße Fußgängertor mit den Initialen „RR“. Die Villa ist Teil des Villengebiets, das um 1900 auf der nördlichen Flur des später in die Stadt Markkleeberg eingegangenen Dorfes Oetzsch entstandatiert Damit verkörperte sie einen Aussagewert zu diesem wichtigen Abschnitt der Ortsgeschichte. Als qualitätvolles Beispiel des Villenbaus des frühen 20. Jh. erlangt sie zudem baugeschichtliche Bedeutung. Durch die Ecklage entfaltet das Villenanwesen schließlich auch eine straßenbildprägende Wirkung. LfD/2011 Villa: 2 Geschosse, ausgebautes Dachgeschoss, Fachwerkerker, Bruchsteinsockel, Putzfassade, Giebel mit Fachwerk und Holzverblendung, Stockgesims, profilierte Fenstereinfassungen. aus der Erbauungszeit: zum Teil Fenster (alt), zum Teil farbige Fenster. Einfriedung: Sandsteinsockel, Torpfosten verputzter Klinker, Fußgängertor mit den Initialen „RR“, schmiedeeisernes Gitter. Begegnungsstätte der Volkssolidarität (ehem.) | 09256353 |
|                                         | Villa mit Einfriedung | Dölitzer Straße 3 (Karte)               | um 1912                                                 | klar gegliederter Putzbau in einer sich weitgehend vom Historismus abwendenden Formensprache, Teil der geschlossenen Villenbebauung, ortsentwicklungsgeschichtliche und baugeschichtliche Bedeutung, Um 1910 erbaute Villa. Zweigeschossiger, kubischer Bau mit Walmdach, Fassaden mit Kammputz, einfasst und gegliedert durch Glattputzstreifen, straßenseitig einachsiger Mittelrisalit mit geschweiftem Giebel, daneben eingeschossiger Vorbau mit Balkon im Obergeschoss, gekehlte Fenstergewände in Sandstein, Erdgeschossfenster mit Bogenschlüssen. Traufbereich mit ebenfalls in Putz ausgeführtem Würfelfries geschmückt. Am Risalit Berufszeichen der Maler und Lackierer (Drei Schilde), darüber die Inschrift „IN ARTE VOLUPTAS“ Ochsenauge mit geschwungenem Keilstein und Girlande. An der Westseite Eingangsvorbau mit Freitreppe und originaler Haustür, darüber Balkon. An der Nordostecke auf der Rückseite reich geschmückter Wintergartenvorbau aus Holz. Die Einfriedung mit Steinpfosten und schmiedeeisernen Gittern. Die Villa ist Teil des Villengebiets, das um 1900 auf der nördlichen Flur des später in die Stadt Markkleeberg eingegangenen Dorfes Oetzsch entstandatiert Sie verweist damit auf diesen prägenden Abschnitt der Ortsgeschichte und erlangt somit ortsentwicklungsgeschichtliche Aussagekraft. Als markantes Beispiel des Villenbaus im frühen 20. Jh. erlangt sie zudem baugeschichtliche Bedeutung. LfD/2012 Um 1910 erbaute Villa. Zweigeschossiger, kubischer Bau mit Walmdach, Fassaden mit Kammputz, einfasst und gegliedert durch Glattputzstreifen, straßenseitig einachsiger Mittelrisalit mit geschweiftem Giebel, daneben eingeschossiger Vorbau mit Balkon im Obergeschoss, Erdgeschossfenster mit Bogenschlüssen, Rundbogenfenster und Balkon, verputzter Klinker mit waagerechten Schraffuren und Putzgliederung (Ecklisenen, Klötzchenfries unter Traufgesims), auffällige Putzgliederung am Mittelrisalit (Wappenschild, Inschrift „in arte voluptas“, ovales Fenster mit halbem Lorbeerkranz), profilierte Fenstereinfassungen, Rückseite: Wintergarten- bzw. Balkonvorbau aus Holz (reich geschmückt), Fenster alt Einfriedung: schmiedeeisernes Gitter Mittelrisalit mit geschweiftem Giebel, geschwungener Vorbau und reiche Stuckgliederung mit Inschrift, Wappenschild, Lorbeerkranz und Klötzchenfries | 09256364 |
|                                         | Villa mit Einfriedung | Dölitzer Straße 5 (Karte)               | 1899                                                    | repräsentativer Putzbau in Formen des Späthistorismus und Jugendstils, Eckturm und aufwändiges Zierfachwerk, schmiedeeiserner Zaun mit Jugendstiltor, Teil der geschlossenen Villenbebauung, ortsentwicklungsgeschichtliche und baugeschichtliche Bedeutung Zweigeschossiger Villenbau, 1899 im Auftrag des Buchbindereibesitzers Rudolf Legler errichtet, Pläne von den Architekten Augustin & Sackermann. Zeittypisches malerisches Erscheinungsbild durch unregelmäßige Grund- und Aufrissgestaltung sowie Materialvielfalt in der Fassadenausbildung. Bruchsteinsockel, Erdgeschoss verputzt, Fenster mit Klinkerrahmungen, im Obergeschoss reiches Zierfachwerks, akzentuierend eingesetzt, Walmdach entsprechend der Grundrissbildung durchgliedert, oktogonaler Eckturm mit Laterne und geschweifter Gaube aus Kupfer und Wetterfahne, zwei seitliche Eingänge, jeweils mit ein- bzw. zweigeschossigem Vorbau und über Treppe zu erreichen. Einfriedung: Klinkersockel und – pfosten, schmiedeeisernes Gitter, aufwendiges Tor mit Jugendstilornamentik. Die authentisch erhaltene Villa ist Teil des Villengebiets, das um 1900 auf der nördlichen Flur des später in die Stadt Markkleeberg eingegangenen Dorfes Oetzsch entstandatiert Sie verweist damit auf diesen wichtigen Abschnitt der Ortsgeschichte. Hieraus ergibt sich ihre ortsentwicklungsgeschichtliche Bedeutung. Überdies dokumentiert sie Qualität und Anspruch im Villenbaus der Zeit um 1900, wodurch sie baugeschichtliche Bedeutung erlangt. Im Zusammenspiel mit den benachbarten Villengebäude entfaltet sie ortsbildprägende Bedeutung. LfD/2011 Villa: 2 Geschosse, ausgebautes Dachgeschoss, Bruchsteinsockel, Putzfassade mit Klinkergliederung, Fachwerkschmuck im ersten Obergeschoss und Dachgeschoss (Giebel und Turm), Ecktürmchen mit Laterne und geschweifter Gaube aus Kupfer und Wetterfahne, zwei Eingänge (jeweils seitlich und mit Freitreppe), links zweigeschossiger Vorbau mit Eingang, rechts eingeschossiger Vorbau mit Eingang, rechter Eingang ursprünglich für Lieferanten?, renoviert aus der Erbauungszeit: Fenster und beide Haustüren alt, Kellerfenstergitter Einfriedung: Klinkersockel und -pfosten, schmiedeeisernes Gitter, aufwendiges Tor mit Jugendstilornamentik | 09256363 |
|                                         | Wohnhaus in offener Bebauung, mit Garage, Pfosten der Einfriedung und Garten | Dölitzer Straße 8 (Karte)               | 1926                                                    | repräsentativer, landhausartiger Wohnbau nach Entwurf des Architekten Paul Schultze-Naumburg, Teil eines hochwertigen Villengebietes, ortsentwicklungsgeschichtliche, baugeschichtliche und künstlerische Bedeutung Das landhausartige Wohngebäude wurde 1926 nach Entwurf des Architekten Paul Schultze-Naumburg (Saaleck) errichtet, der Bauherr hieß Schünichen. Zweigeschossiges, breitgelagertes Gebäude, verputzt, deutlich überstehendes Walmdach. Fassaden symmetrisch gegliedert und mittenbetont: zur Straße einachsige, giebellose Vorlage, die den Hauseingang aufnimmt, darüber kleiner Austritt mit Ziergitter, zum Garten dreiachsiger, durch Dreieckgiebel bekrönter Mittelrisalit, in dessen Mittelachse zweiflüglige, in den Garten führende Tür. Als Gliederungs- und Rahmenelemente der Risalite Putzlisenen. Die regelmäßig angeordneten Fenster mit Stichbögen und Fensterläden. Das ausgebaute Dach mit Gaupen und kaminartigen Schornsteinen (rekonstruiert). An den Schmalseiten eingeschossige Anbauten (Veranda, Küche), die im Obergeschoss als Balkon dienen. Torpfosten: verputzt, Sandsteinabdeckungen mit Zapfen. Garage: an der Grundstücksostseite, mit dem Haus korrespondierende Putzgestaltung, Einfahrt korbbogig geschlossen, mit Walmdach. Garten: Gelände leicht gestuft, halbrundes Rasenparterre als prägendes Element. Das Anwesen verweist auf die Bauentwicklung des um 1900 auf Oetzscher Flur begonnenen Villengebietes in den 1920er Jahren, hierin liegt sein ortsentwicklungsgeschichtlicher Aussagewert. Zudem ist es ein Zeugnis für das Bauschaffen des Architekten Paul Schultze-Naumburg, der die deutsche Baugeschichte der ersten Hälfte des 20. Jh. in verschiedener Weise beeinflusste. Unter diesem Aspekt hat das Objekt eine wichtige baugeschichtliche Bedeutung. Es zeigt sich als typischer Vertreter der von Schultze-Naumburg initiierten Bauströmung „Um 1800“, die sich an biedermeierlichen Bauformen orientierte. Bei einer solchen stark auf ästhetische Qualitäten ausgerichteten Architektur ist zudem ein baukünstlerischer Wert zu konstatieren. LfD/2012 Villa: 2 Geschosse, 7 Achsen, Mittelrisalit mit Eingang, Balkon, Freitreppe und Ecklisenen, Walmdach mit Gauben, Putzfassade, Traufgesims, Korbbogenfenster, Fensterläden, renoviert Torpfosten: verputzt, Sandsteinabdeckung mit Zapfen Garage: Fassadengliederung wie Haus, Putzfassade, Traufgesims, Fledermausgauben, ovales Fenster, Rundbogen-Tür Architekt: Schulze-Naumburg. | 09256366 |
|                                         | Villa mit Einfriedung | Dölitzer Straße 9 (Karte)               | 1900–1901                                               | repräsentativer Putzbau im Landhausstil mit Blendfachwerk, rundem Eckturm und aufwendig gestaltetem Eingangsbereich mit Rundpfeilern, Teil der geschlossenen Villenbebauung, ortsentwicklungsgeschichtliche und baugeschichtliche Bedeutung Villa: runder Eckturm mit Fachwerkaufsatz, Fachwerkgiebel, überdachte Freitreppe, Eingang mit verputzten Rundpfeilern, halbrunder Altan mit Balkon und Schmuckgitter, Wintergartenvorbau, Bruchsteinsockel, Putzfassade, Stock- und Traufgesims, an vorkragenden Fassadenelementen, Fenstergitter im Erdgeschoss, profilierte Fensterrahmungen aus der Erbauungszeit: Fenster alt. Einfriedung: Bruchsteinsockel, verputzte Torpfosten mit Sandsteinabdeckung, schmiedeeisernes Gitter. | 09256362 |
|                                         | Wohnhaus in offener Bebauung | Dölitzer Straße 10 (Karte)              | 1926                                                    | qualitätvoller Putzbau nach Entwurf des Architekten Paul Schultze-Naumburg, Teil eines hochwertigen Villengebietes, ortsentwicklungsgeschichtliche und baugeschichtliche Bedeutung 1926 im Auftrag von Direktor Ernst Wolf errichtetes Wohnhaus, Entwurf Paul Schultze-Naumburg, Ausführung durch Baumeister Erich Weist (Bad Kösen). Zweigeschossiger, kubischer Bau mit Walmdach, Fassaden rau verputzt und symmetrisch gegliedert, Fenster mit schlichten Steingewänden und Fensterläden. Hauseingang in der Mittelachse, hölzernes Vordach auf schlanken Stützen, dessen Traufe mit elegantem Zahnschnitt, die Haustürrahmung mit Stichbogenabschluss und Schlussstein. Seitlich des Hauseingangs je ein schmales Fenster mit Ziergitter. Auf der Gartenseite in der Erdgeschossmitte leicht vortretender Erker. An den Seitenfronten einstöckige Anbauten (östlich Garage und Veranda, westlich Küche), über dem Garagenanbau Balkon. Küchenanbau schließt unmittelbar an die Garage des Nachbargrundstücks Nummer 8 an. Das Walmdach relativ flach geneigt, jede Seite mit einer lukenartigen Gaupe bekrönender Kamin. Das Anwesen verweist auf die Bauentwicklung des um 1900 auf Oetzscher Flur begonnenen Villengebietes in den 1920er Jahren, hierdurch erlangt es ortsentwicklungsgeschichtliche Aussagekraft. Zudem ist es ein Dokument für das Bauschaffen des Architekten Paul Schultze-Naumburg, der die deutsche Baugeschichte der ersten Hälfte des 20. Jh. in verschiedener Weise beeinflusste. Unter diesem Aspekt hat das Objekt eine wichtige baugeschichtliche Bedeutung. Hervorzuheben ist überdies das Zusammenspiel von drei durch Schultze-Naumburg entworfenen Landhausbauten (Nummer 8, 10, 12), die unmittelbar nebeneinander liegen und dadurch zusätzlich eine eindrucksvolle Gruppenwirkung entfalten. LfD/2012 2 Geschosse, 3 Achsen, Walmdach, Garagenanbau mit Balkon mit Gitterbrüstung, Eingangsvordach auf profilierten Stützen un mit Fries, Putzfassade, profiliertes Traufgesims, Kunststein-Fenstereinfassungen. aus der Erbauungszeit: Fensterläden (auch für Haustür), Fenster und Haustür alt, schmiedeeisernes Gitter für Fenster neben Haustür. Denkmal unter anderem wegen Lage im Villengebiet Architekt Paul Schultze-Naumburg laut DDR-Liste | 09256367 |
|                                         | Westphalsches Haus: Wohnhaus (mit bauzeitlicher Ausstattung) in offener Bebauung, zwei daran angebaute Nebengebäude, mit Einfriedung und Toranlage, auf dem Hofgelände ein sogenannter Ein-Mann-Bunker | Dölitzer Straße 12 (Karte)              | 1925                                                    | repräsentative dreiflügelige Anlage des Architekten Paul Schultze-Naumburg, Teil eines hochwertigen Villengebietes, ortsentwicklungsgeschichtliche, baugeschichtliche und künstlerische Bedeutung Das dreiflüglige Landhaus wurde 1925–1927 für den Direktor der Thüringer Gasgesellschaft Carl Westphal errichtet. Der Entwurf geht auf Paul Schultze-Naumburg (Saaleck) zurück, die Ausführung erfolgt durch die Leipziger Architekten Zweck & Voigt. Seit 1993 Veranstaltungsort der Stadt Markkleeberg. 2007 Sanierung. Es handelt sich um eine dreiflügelige Anlage in Form eines kleinen Landschlosses, das Hauptgebäude zweigeschossig, die Flügel eingeschossig, alle verputzt und mit Walmdächern, die Fenster mit Kunststeineinfassungen und im Stichbogen geschlossen, im Erdgeschoss kunstvolle Fenstergitter, im Obergeschoss Läden. Haupteingang in der Hauptachse, betont durch halbrundes Vordach auf Säulen, Haustür in barocken Formen, im Dachbereich über dem Hauseingang kleiner Dreieckgiebel. Flügelbau rechter Hand mit zwei Garagen. Die Einfriedung mit Toranlage, die den Ehrenhof zur Straße abschließt, Bruchsteinmauer mit Abdeckungen, Türeinfassungen und Torpfosten aus Sandstein, Sandsteinkugeln auf Torpfosten, hohes schmiedeeisernes Tor mit den Initialen „CW“. Im Hofgelände als Relikt aus dem II. Weltkrieg sogenannter Ein-Mann-Bunker. Die größtenteils erhaltene originale Innenausstattung des Hauses wie Holzvertäfelungen, Türen und Wandschränke sowie Decken und Wandleuchter von hoher handwerklicher Qualität, ausgeführt nach Entwürfen der von Schultze-Naumburg gegründeten „Saalecker Werkstätten“. Das Anwesen verweist auf die Bauentwicklung des um 1900 auf Oetzscher Flur begonnenen Villengebietes in den 1920er Jahren, hierin liegt sein ortsentwicklungsgeschichtlicher Aussagewert. Als Bau des Architekten Paul Schultze-Naumburg, der die deutsche Baugeschichte der ersten Hälfte des 20. Jh. in verschiedener Weise beeinflusste, erlangt das Landhaus hohe baugeschichtliche Bedeutung. Es zeigt sich als typischer Vertreter der von Schultze-Naumburg initiierten Bauströmung „Um 1800“, die sich an biedermeierlichen Bauformen orientierte. Durch seine qualitätvolle kunsthandwerkliche Ausstattung, die mit der Architektur eine harmonische Einheit bildet, spricht das Landhaus überdies das ästhetische Empfinden in besonderem Maße an, sodass es sich hier auch um ein Denkmal mit künstlerischem Wert handelt. LfD/2011 Villa: dreiflügelige Anlage, Putzfassade, Walmdächer, Korbbogenfenster mit Kunststeineinfassungen, Fenster im Erdgeschoss vergittert, Fenster und Türen alt, Haustür barockisierend Hauptbau: 2 Geschosse, 5 Achsen, Mittelachse mit Dreiecksgiebel und Portal (rundes Vordach auf Säulen und mit Freitreppe), 2 Gauben mit Oculi, Traufgesims, Fensterläden Flügelbauten: 1 Geschoss, Fledermausgauben, rechter Bau: 2 Garagen Einfriedung: Bruchsteinmauer mit Abdeckungen, Türeinfassungen und Torpfosten aus Sandstein, Sandsteinkugeln auf Torpfosten, hohes schmiedeeisernes Tor mit den Initialen „CW“, Relikt aus dem II. Weltkrieg im Hofgelände des Westphalschen Hauses, ein sogenannter Ein-Mann-Bunker Datierung 1925 und Architekt Paul Schultze-Naumburg laut DDR-Liste; | 09256368 |
|                                         | Wohnhaus in offener Bebauung, mit Einfriedung | Forststraße 3 (Karte)                   | 1927                                                    | individuell gestalteter Bau der 1920er Jahre in den Formen des Art déco, baugeschichtliche, ortsentwicklungsgeschichtliche und künstlerische Bedeutung zweigeschossiger Bau, massiv, verputzt, Satteldach mit hohen Schmuckgiebeln, äußere und innere Gestaltung im Stil des Art déco, Bauherr Alwin Friedrich Hermann Kropf, Bezirksdirektor der Alten Leipziger Versicherung | 08967713 |
|                                         | Doppelwohnhaus (Wolfgang-Heinze-Straße 13 und Forststraße 4) in offener Bebauung | Forststraße 4 (Karte)                   | 1914–1915                                               | Putzbau in ansprechender zeittypischer Gestaltung, ortsentwicklungsgeschichtliche und baugeschichtliche Bedeutung 2 Geschosse, Putzfassade mit aufwendigem Stuck, Traufgesims, Walmdach mit Gauben Hauptfassade zur Wolfgang-Heinze-Straße achsensymmetrisch und zusammen mit Forststraße 4: Eckrisaliten mit Dreiecksgiebel und halbrundem eingeschossigen Vorbau mit figürlichem Stuckfries, zurückgesetzte Fensterachse mit Fruchtgehänge unter erstem Obergeschoss, Terrassen mit Holzgitter, Eingänge seitlich und überdacht, Dach auf Stützen mit kapitellähnlichem Stuck und mit Freitreppe | 09256378 |
|                                         | Villa mit Einfriedung | Forststraße 5 (Karte)                   | 1911–1912                                               | repräsentativer Putzbau, an der Hauptfront Risalit mit Rundgiebel, Stuckdekor mit Anklängen an den Zopfstil, ortsentwicklungsgeschichtliche und baugeschichtliche Bedeutung Villa: 2 Geschosse, ausgebautes Mansardwalmdach, Putzfassade mit einfacher Putzgliederung, Stock- und Traufgesims, Fassade Forststraße: polygonaler Anbau mit Balkon und Putzfries, Dachgaube mit Fachwerkgliederung, Stuckmedaillons im Eingangsbereich, Fassade Wolfgang-Heinze-Straße: Mittelrisalit mit Stuckornamentik (Vasen, Kranz und Girlanden), links hölzerner Wintergarten, Fenster alt | 09256377 |
|                                         | Villa mit Einfriedung und Gartenpavillon | Friedrich-Ebert-Straße 4 (Karte)        | 1910                                                    | Putzbau mit Putzgliederung, noble Gestaltung im Sinne der Reformarchitektur um 1910, Holzpavillon im Garten, Staketenzaun zwischen verputzten Pfosten als Einfriedung, ortsentwicklungsgeschichtliche und baugeschichtliche Bedeutung Wohnhaus: 2 Geschosse, Klinkersockel, Putzfassade, Wintergarten (Holz über Klinker), überdachter Eingang mit Freitreppe, Walmdach, Fledermausgaupe, an Rückseite verschiefertes aufgesetztes Türmchen, verschiefertes Zwerchhaus, Fenster und Haustür alt. Baugenehmigung 1910 erteilt. Einfriedung: Staketenzaun, Pfosten und Sockel verputzter Klinker, Torpfosten fehlen zum Teil Pavillon: Holzpavillon im Garten (linke vordere Ecke) | 09256396 |
|                                         | Villa mit Pfeilern der Einfriedung und Gartenpavillon | Friedrich-Ebert-Straße 6 (Karte)        | 1910                                                    | interessant gestalteter Putzbau im Reformstil um 1910, sparsame Putzgliederungen und bemerkenswerte Giebelgestaltung, verputzter Gartenpavillon, Einfriedung Putzpfeiler mit Sandsteinabdeckungen, ortsentwicklungsgeschichtliche und baugeschichtliche Bedeutung Wohnhaus: 2 Geschosse, Putzfassade mit Putzgliederung (Spiegel über Fenstern), verdachter polygonaler Vorbau, Eingangsbereich mit Freitreppe und Thermenfenster über Haustür, Wintergartenanbau links, Giebel: zum Teil verschiefert, Mittelteil vorgewölbt, oberer Bereich vorkragend und auf Knaggen, Fenster alt. Pavillon: Putzfassade, geschossene Wände, an linker Grundstücksecke Pfosten: verputzt, Sandsteinabdeckung | 09256397 |
|                                         | Wohnhaus in offener Bebauung | Friedrich-Ebert-Straße 11 (Karte)       | 1925                                                    | villenartiger Bau mit Holzverblendung, gestalterisch noch den Prinzipien des Reformstils um 1910 verpflichtet, polygonaler Eckerker, Ovalfenster und Loggia, ortsentwicklungsgeschichtliche und baugeschichtliche Bedeutung 1 Geschoss, Mansardgiebeldach, Putzsockel, Fassade mit Holzverblendung, rechte Ecke polygonal gebrochen, links Eingangsvorbau mit aufgesetztem Balkon und Freitreppe, Balkon im Giebelbereich, ovales Fenster im Giebel, Fenster zum Teil alt, zum Teil alte Fensterläden. zur Fassadengestaltung vgl. Friedrich-Ebert-Straße 17 | 09256398 |
|                                         | Wohnhaus in offener Bebauung | Friedrich-Ebert-Straße 13 (Karte)       | 1924                                                    | villenartiger Putzbau in den Formen des Art déco, akzentuierende Putzgliederungen, polygonale Eckerker, ortsentwicklungsgeschichtliche und baugeschichtliche Bedeutung 1 Geschoss, Putzfassade mit einfacher Putzgliederung, Traufgesims, Mansardwalmdach, Ecken im Erdgeschoss polagonal ausgeformt, links Eingangsvorbau mit Freitreppe, Giebel zur Straße mit profilieren Gesimsen, Zwerchhaus zur rechten Seite mit Gesimsen | 09256382 |
|                                         | Mietshaus in offener Bebauung | Friedrich-Ebert-Straße 23 (Karte)       | 1913                                                    | Putzbau mit geschweiftem Giebel, Gestaltung im Sinne des Reformstils und 1910/15 und der Heimatschutzarchitektur, ortsentwicklungsgeschichtliche und baugeschichtliche Bedeutung 2 Geschosse, ausgebautes Mansardwalmdach und Souterrain, achsensymmetrische Fassadengestaltung, Putzfassade, Erdgeschoss mit Putzritzung, Mittelachse betont durch Balkone in Erdgeschoss und 1. Obergeschoss mit Putto in Mitte, Balkon mit Holzverblendung im Dachgeschoss und geschweiften Giebel, Eingang mit Vordach auf Säulen mit Putzgliederung. aus der Erbauungszeit: Haustür alt und mit geschliffenen Scheiben, Fenster zum Teil alt, Fensterläden | 09256387 |
|                                         | Mietshaus in offener Bebauung | Friedrich-Ebert-Straße 25 (Karte)       | 1912                                                    | Putzbau mit rustiziertem Sockelgeschoss und polygonalem Mittelrisalit, Gestaltung unter Einfluss der Reformarchitektur um 1910/15, ortsentwicklungsgeschichtliche und baugeschichtliche Bedeutung 2 Geschosse, ausgebautes Dachgeschoss und Souterrain, vielteilige Dachlandschaft, rustizierter Sockel, Putzfassade mit einfacher Putzgliederung, polygonaler Mittelrisalit mit Rundbogenfenstern im Dachbereich, Haustür alt, Fenster zum Teil alt | 09256388 |
| Weitere Bilder                          | Verwaltungsgebäude | Friedrich-Ebert-Straße 26 (Karte)       | 1912                                                    | repräsentativer Bau mit aufwändiger Fassadengestaltung mit kannelierten Pilastern, Rundgiebel und Eingang mit Vordach auf kannelierten dorischen Säulen und flankierenden Figuren, Teile der Ausstattung aus der Erbauungszeit, baugeschichtliche, orts- und regionalgeschichtliche sowie städtebauliche Bedeutung 1909 wurde der Gemeindeverband für das Elektrizitätswerk Leipzig-Land zur Energieversorgung der Städte und Gemeinden in der Amtshauptmannschaft Leipzig gegründet. Der Verband nahm seinen Hauptsitz in dem damals noch eigenständigen Ort Oetzsch. 1911/12 wurde auf dem großen Betriebsgelände das Verwaltungsgebäude errichtet, Planung durch Theodor Kösser (Leipzig). Der stattliche, dreigeschossige Bau ist ein typischer Vertreter des Reformstils um 1910. Die beiden Hauptgeschosse durch kannelierte Lisenen zusammengefasst, drittes Geschoss über schmalem Fußwalm (in diesem Geschoss ursprünglich Fensterläden), Mansarddach mit Türmchen. Mittenbetonung durch Eingangsportikus und Segmentgiebel (an den Fenstern des Giebels früher ebenfalls Fensterläden). Vor den dorischen Säulen des Eingangsportikus antikisierende Skulpturen (Mann und Frau mit Attributen). Im Innern Ausstattungselemente der Erbauungszeit (Stuckpilaster und Kassettendecke). Auf der Südseite Verbindungsbau zur 1925 errichteten Direktorenvilla der „Energie-A. G. Leipzig“ (Friedrich-Ebert-Straße 26a). Das Verwaltungsgebäude des ehem. Gemeindeverbandes für das Elektrizitätswerk Leipzig-Land (später Teil der Energie-A. G. Leipzig) ist ein Zeugnis zur Geschichte der Energieversorgung im Leipziger Umland, hierdurch erlangt es orts- und regionalgeschichtliche Aussagekraft. Als hervorragender Bau des Reformstils um 1910 und Werk des namhaften Leipziger Architekten Theodor Kösser hat es ebenso eine hohe baugeschichtliche Bedeutung. Zudem ist der Bau ein dominierender Bestandteil in dem ehemaligen Oetzscher Villengebiet, wodurch er auch einen städtebaulichen Wert verkörpert. LfD/2011 3 Geschosse, ausgebautes Mansarddach mit zentralem halbrundem Giebel, 11 Achsen, Putzfassade mit aufwendiger Putzgliederung im Erdgeschoss und 1. Obergeschoss (kannelierte Pilaster, Fensterverdachungen auf Konsolen im 1. Obergeschoss), Traufgesims, Mittelachse betont durch Rundgiebel, dorische Kolossalordnung und Skulpturen (links Mann, rechts Frau), die das Portal flankieren. aus der Erbauungszeit: Haustür alt, Hoftür alt, Fenster alt, Stuckpilaster und Kassettendecke im Inneren, Windfangtür alt. Anbau kein Denkmal, Datierung aus Literatur | 09256386 |
|                                         | Villa mit Verbindungsgang | Friedrich-Ebert-Straße 26a (Karte)      | bez. 1925                                               | ehemalige Direktorenvilla der Energie-A. G. Leipzig, repräsentativer Bau mit polygonalen Eckrisaliten, Balkon mit schmiedeeisernem Gitter auf kannelierten dorischen Säulen und Teilen der wertvollen Ausstattung aus der Erbauungszeit, Verbindungsgang zum benachbarten Verwaltungsgebäude (Friedrich-Ebert-Straße 26) mit Arkaden im Erdgeschoss, baugeschichtliche, orts- und regionalgeschichtliche sowie in Verbindung mit dem Verwaltungsgebäude städtebauliche Bedeutung Villa: 2 Geschosse, Mansardwalmdach, mit Fledermausgauben, polygonale turmartige Eckrisaliten, Putzfassade mit einfacher Putzgliederung, Stock- und Traufgesims, Gartenfassade: Terrasse, 1. Obergeschoss geschwungener Balkon mit schmiedeeisernem Gitter auf dorischen Säulen ruhend, Haustür und Windfangtür aus der Erbauungszeit, Fenster alt. Verbindungsgang: Erdgeschoss Arkadengang, Obergeschoss verglaster Verbindungsgang, Putzfassade, betonte Mittelachse mit Wappenschild, Stuck am überdachten Eingang im Obergeschoss und Putzgliederung mit Lisenen und Kartusche | 09256385 |
|                                         | Villa mit Gartenpavillon und Einfriedung | Friedrich-Ebert-Straße 27 (Karte)       | 1908                                                    | repräsentatives Anwesen im Reformstil um 1910, erstes Bauprojekt des Straßenzugs, ortsentwicklungsgeschichtliche und baugeschichtliche Bedeutung 1908 durch den Baumeister Rudolph Dübelt im eigenen Auftrag errichtet. Eingeschossiger, kubischer Bau mit hohem, ausgebautem Mansarddach, Giebel an der Straßenseite mit Krüppelwalm, Putzfassaden mit eingelassenen Sandsteinquadern, verschiedene An- und Vorbauten, Hauseingang auf der Südseite mit Überdachung und Treppe, Fenster zum Teil mit Läden. Die aufwändig gestaltete Einfriedung (Sockel und Pfeilern in verputztem Mauerwerk, die schmiedeeisernen Zaunsfelder neu) in Einheit mit der Villa geplant und ausgeführt. Der Zugang zum Grundstück durch Bogen überfangen. Sehr reizvoll auch der offene Gartenpavillon an der Nordecke des Grundstücks, Satteldach auf vier Pfeilern. Das Villenanwesen dokumentiert die um 1900 begonnene Entwicklung des einstigen Dorfes Oetzsch zum hochwertigen Villenvorort, damit hat es ortsentwicklungsgeschichtlichen Aussagewert. Als gestalterisch anspruchsvolles und zeittypisches Beispiel des Villenbaus um 1910 erlangt es auch baugeschichtliche Bedeutung. LfD/2011 Villa: 1 Geschoss, zweigeschossiges Krüppelmansardgiebeldach, Putzfassade mit in die Fassade eingelassenen Sandsteinquadern, auf dem Dach schmiedeeisernes Geländer am Austritt für den Schornsteinfeger, 2 Eingänge aus der Erbauungszeit: Fenster, Fensterladen, Eisenkonsolen für Blumenkästen, Türen mit Glas, Ziegel, Relief-Eck-Firststein am Vordach, Treppenhaus, Innen nicht gesehen. Einfriedung: Ziegel, verputzt, Holztor, späterer Holzzaun, Eckpavillon. DENKMALBEGRÜNDUNG | 09256646 |
| Direkt Bild zu diesem Denkmal hochladen | Mietshaus in offener Bebauung | Gartenstraße 2 (Karte)                  | 1903                                                    | ansprechend gestaltete Putzfassade mit Stuckgehängen und Holzverblendung im Dachgeschossbereich, Einzelformen teilweise im Jugendstil, ortsentwicklungsgeschichtliche und baugeschichtliche Bedeutung 3 Geschosse, 7 Achsen, ausgebautes Dachgeschoss, Klinkersockel, Putzfassade mit Putzgliederung, Mittelachse mit verbrettertem Giebel, ebenso oberer Bereich des 2. Obergeschosses verbrettert, 6 vertikale Vertiefungen mit Stuckkartuschen und floralen Motiven, profilierte Fenstersohlbänke und Fenstereinfassungen mit einfachem Stuck, Vordach mit Ziegeleindeckung und Schmuckziegeln an den Firstenden und Metallaufsatz mit Blumenmotiv (ruinös), aufwendige Holzstützen. aus der Erbauungszeit: Haus- und Hoftür, Windfang mit Tür, Treppenhaus, Wohnungstüren, Außentoiletten, Kellertür. | 09256308 |
| Direkt Bild zu diesem Denkmal hochladen | Mietshaus in offener Bebauung | Gartenstraße 4 (Karte)                  | 1901                                                    | Lisenengliederung und aufwendiger Eingangsbereich mit Vordach, Jugendstil-Haustür mit bleiverglasten Fenstern im Oberlicht, ortsentwicklungsgeschichtliche und baugeschichtliche Bedeutung 3 Geschosse, 7 Achsen, ausgebautes Dachgeschoss, Klinkersockel, Putzfassade mit einfacher Putzgliederung, aufwendiges Vordach (geschwungen, Krüppelwalmdach, geschnitzte Knaggen). aus der Erbauungszeit: Haustür (Jugendstil!), Fenster im Oberlicht der Haustür, Hoftür, Wandstuck im Eingangsbereich, Windfang mit Tür, Treppenhaus, Außentoiletten. | 09256307 |
| Direkt Bild zu diesem Denkmal hochladen | Mietshaus in offener Bebauung mit seitlicher Einfriedung | Gartenstraße 6 (Karte)                  | 1902                                                    | einfach gegliederte gründerzeitliche Fassade, Putzpilaster und Putzspiegel, baugeschichtlich von Bedeutung Mietshaus: 3 Geschosse, 3 Achsen, Klinkersockel, Putzfassade mit Putzgliederung, im Erdgeschoss mit Putznutung auf Lisenen, Putzspiegeln unterhalb der Fenster, im Obergeschoss Pilaster, im 1. Obergeschoss Fensterverdachungen, profilierte Fenstereinfassungen und Fenstersohlbänke, Stockgesims. Kellerfenstergitter aus der Erbauungszeit. Innen nicht gesehen. Einfriedung: schmiedeeisernes Gitter. | 09256306 |
| Direkt Bild zu diesem Denkmal hochladen | Wohnhaus in offener Bebauung | Hauptstraße 1 (Karte)                   | 1936                                                    | in Ecklage Dölitzer Straße, Putzbau in den typischen Formen der 1930er Jahre, einfache Putzgliederung, mächtiges Traufgesims und Fensterläden, exponierte Lage am Anfang der Hauptstraße, ortsentwicklungsgeschichtliche und baugeschichtliche Bedeutung 2 Geschosse, 9 Achsen, Klinkersockel, Putzfassade m. einfacher Putzgliederung um die Fenster, profiliertes Traufgesims, Fensterläden im Obergeschoss, Betonung der Mitte durch Tür und Treppenhausfenster, Haustür alt. Bau steht auf ursprünglich geplanter Straße von Kreuzung/Stern zum Herrenhaus Raschwitz | 09256330 |
|                                         | Villa mit Toranlage | Hauptstraße 3 (Karte)                   | 1913                                                    | Putzbau mit den Merkmalen des Reformstils um 1910/15 in anspruchsvoller Ausprägung, Teil der geschlossenen Villenbebauung, ortsentwicklungsgeschichtliche und baugeschichtliche sowie künstlerische Bedeutung 1913 errichteter Villenbau, Bauherr war der Fabrikbesitzer Max König, die Pläne erarbeitete der Architekt Hermann Fischer und die Ausführung besorgte der Eduard Naumann. Es handelt sich um einen zweigeschossigen kubischen Bau mit Walmdach. Entsprechend den Prinzipien der Reformarchitektur um 1910/15 setzt die architektonische Gestaltung auf ausgewogene Proportionierung, hochwertige Materialien und den geschmackvollen Einsatz von Schmuckelementen. Die Fassaden des Villenbaus mit einem zeittypischen Edelputz versehen, Blendbögen gliedern das Erdgeschoss, an der Straßenfront wölbt sich in dessen Mitte ein Standerker hervor, der im Obergeschoss einen Balkon trägt. Die Blendbögen am Erker von kannelierten Pilastern getragen. Zwischen den Fenstern des Obergeschosses breite Lisenen, auf denen das Traufgesims ruht. Charakteristisch die floralen und figürlichen Schmuckelemente über den Fenstern des Erdgeschosses und an den mittlern Fensterachsen des Obergeschosses sowie die Vasen auf der Balkonbrüstung, sie verleihen dem Fassadenbild noble Akzente. Der Hauseingang liegt auf der Nordseite, erreichbar über eine Freitreppe, sein Vordach mit Bogen stützt sich auf eine gedrungene Säule. An der Südseite befindet sich ein weiterer Standerker, dieser ist flach und seitlich verschoben. Von der Einfriedung ist die Toranlage mit gemauerten Wangen und Vasenaufsätzen in ursprünglicher Form erhalten. Die Villa verweist auf die bauliche Entwicklung von Raschwitz und Oetzsch im frühen 20. Jh. Gekennzeichnet ist diese unter anderem durch die bereits Ende des 19. Jh. begonnene Entstehung eines ausgedehnten Villengebietes auf den Fluren der beiden Orte. Das Objekt ist Teil der großzügigen Villenbebauung, die diesen Bereich von Markkleeberg heute noch prägt. Unter diesem Aspekt erlangt der Bau ortsentwicklungsgeschichtliche Aussagekraft. Baugeschichtliche und künstlerische Bedeutung hat das Gebäude als hochwertiger Vertreter des Villenbaus im Sinne der Reformarchitektur um 1910/15. Zudem ist es ein Zeugnis für das Schaffen des Architekten Hermann Fischer, der das lokale Baugeschehen jener Zeit wesentlich mitgeprägt hat. LfD/2011 2 Geschosse, Putzfassade mit Putzgliederung, über den Fenstern Relief, Mittelbetonung durch Verandenvorbau mit Balkon, Balkonbekrönung durch Vasen, Schmuckornamentik, Stockgesimse, Eingang Loggienartig, Dachgaube. figürliche und ornamentale Stuckgliederung und halbrunder Vorbau mit aufgesetzten Vasen | 09256332 |
|                                         | Wohnhaus in offener Bebauung mit Einfriedung | Hauptstraße 5 (Karte)                   | 1924–1925                                               | traditionalistisch geprägter Putzbau der 1920er Jahre, architektonische Gestaltung im Sinne des Deutschen Werkbunds und des Heimatschutzgedankens, Teil der geschlossenen Villenbebauung, ortsentwicklungsgeschichtliche und baugeschichtliche Bedeutung Das Wohnhaus wurde 1924/25 nach Plänen des Leipziger Architekten Adolf Warnstorff errichtet, Ausführung durch Baumeister Heinrich Mette. Bauherr war der Gastwirt Fritz Pechmann („Patrizier“ Leipziger Böttchergäßchen). Der zweigeschossige Bau steht giebelseitig zur Straße. Seine Straßenfront ist symmetrisch gestaltet, in der Mitte durch Säulen getragene Loggia, diese beidseits von polygonalen Standerkern flankiert. Im Obergeschoss über der Loggia Balkon. Prägendes Element der Straßenansicht des Gebäudes ist der hoch aufsteigende Giebel des Satteldaches, der sich heute allerdings etwas verändert zeigt, so war ursprünglich in der Giebelspitze nur eine kleine ovale Öffnung vorhanden (heute zu Bogenfenster erweitert). Zeit- und stiltypisch ist die zurückhaltende einfache Putzgliederung, die sich auf eine lineare Betonung der Fassadenteilung beschränkt. Belebendes Element des Fassadenbildes sind die Fensterläden. Rückwärtig (ostseitig) wurde der Bau bei seiner jüngsten Sanierung in angepasster Form um ein Drittel erweitert. Die bauzeitliche Einfriedung besteht aus Sockel und Pfeilern in Mauerwerk, verputzt, und hölzernen Zaunsfeldern. Originell an der Einfriedung ist die in Schwüngen geführte Sockellinie. Das Wohnhaus dokumentiert die bauliche Entwicklung des Villengebietes von Raschwitz und Oetzsch in den 1920er Jahren. Das Objekt ist Teil der großzügigen Villenbebauung, die seit dem ausgehenden 19. Jh. auf den Fluren der beiden genannten Orte entstand und die diesen Bereich von Markkleeberg heute noch prägt. Unter diesem Gesichtspunkt ist das Objekt ortsentwicklungsgeschichtlich von Bedeutung. Als typisches und überzeugendes Beispiel der gehobenen Wohnarchitektur der 1920er Jahre erlangt es auch baugeschichtliche Aussagekraft. LfD/2011 Villa: 2 Geschosse, seitlich polygonale Pavillons im Erdgeschoss, in der Mitte Loggia und Balkon, erhöhter Eingangsbereich mit Eisengitter, Putzfassade, Stockgesims, ausgebautes Dachgeschoss. aus der Erbauungszeit: Fenster (alt), Fensterläden. Einfriedung: verputzter Sockel, Holzstaketenzaun. Putzbau mit einfacher Putzgliederung, polygonalen Eckvorbauten und säulengestützten Balkonen | 09256340 |
|                                         | Villa mit Einfriedung | Hauptstraße 6 (Karte)                   | 1900                                                    | zeittypischer roter Klinkerbau in späthistoristischen Formen, Teil der geschlossenen Villenbebauung, ortsentwicklungsgeschichtliche und baugeschichtliche Bedeutung Die Villa entstand 1900 nach Plänen des Leipziger Architekten Richard Sachse, Bauherr war der Musikverleger Carl Rühle. Zweigeschossiger, reich gestalteter Bau. Hoher verputzter Sockel mit Nutung, darüber Fassaden mit roten Klinkern verkleidet, Gliederungs- und Schmuckelemente aus Stein und Stuck hergestellt. Zur Straße stark vorspringender Risalit, davor polygonaler Standerker, der im Obergeschoss Balkon trägt, weit vorkragendes Mansarddach. Im Giebel des Risalits kleines Gesprenge. Betonung der Gebäudeecken durch Bossen, die Fensterrahmungen profiliert und von Stuckreliefs bekrönt. Die Balkontür des Risalits mit flankierenden Fenstern und besonders reicher Rahmung, Leier im kleinen Dreiecksgiebel verweist auf die Profession des Bauherrn. Hauseingang auf der Nordseite, davor Freitreppe, südlich neben dem Risalit und an der südlichen Hausfront Wintergärten in Holzkonstruktion. Die Einfriedung besteht aus Klinkersockel und -pfosten und schmiedeeisernen Gittern. Die Pfosten mit steinernen Bekrönungen, diese mit Triglyphen geschmückt. Der Villenbau verweist auf die bauliche Entwicklung von Raschwitz und Oetzsch um 1900, die unter anderem durch die Entstehung eines ausgedehnten Villengebietes auf den Fluren der beiden Orte gekennzeichnet ist. Das Objekt ist Teil der großzügigen Villenbebauung, die diesen Bereich von Markkleeberg heute noch prägt. Unter diesem Aspekt erlangt der Bau ortsentwicklungsgeschichtliche Aussagekraft. Als repräsentatives Beispiel der Villenarchitektur um 1900 ist er auch baugeschichtlich von Belang. LfD/2012 Villa: 2 Geschosse, Mittelrisalit mit Altan und Balkon (mit Brüstung und Stuckornamentik), auf der linken Seite Wintergarten (Holz), Eckbetonung durch bossierte Steine, Putzfassade mit einfacher Putzgliederung und Putzbändern, Stock- und Traufgesims, einfache Fensterrahmungen aus Kunststein. aus der Erbauungszeit: bleiverglaste farbige Fenster im Erker, Kellerfenstergitter. „Landhausstil“. Einfriedung: Klinkersockel und -pfosten mit Ornament, schmiedeeisernes Gitter. Laut DDR-Liste reiche historisierende und Jugendstilausstattung | 09256331 |
|                                         | Mietvilla mit Garage und Einfriedung | Hauptstraße 9 (Karte)                   | 1907–1908                                               | malerischer Bau im Reformstil um 1910, Teil der geschlossenen Villenbebauung, ortsentwicklungsgeschichtliche und baugeschichtliche Bedeutung Der Villenbau wurde 1907/08 durch den Architekten Rudolph Dübelt im Auftrag des Apothekters Johannes Schmid errichtet. Der zweigeschossige Baukörper ist unregelmäßig gegliedert und trägt ein mächtiges, ausgebautes Dach, das Formen des Walm- und Satteldachs in sich vereint. Der Sockelbereich verklinkert, die Fassaden verputzt. An der Straßenseite prägt ein großer, über einem Fußwalm aufragender Dachgiebel das Erscheinungsbildatiert Die Straßenfassade liegt im Schatten das Fußwalms. Ihr südlicher Bereich risalitartig ausgebildet, wobei sich die drei Fensterachsen hier zusätzlich vorwölben. Im anderen Fassadenteil ist der Eingang zum Erdgeschoss angeordnet, darüber ein Balkon mit Brüstung und Stützen aus Holz. An der Nord- und Südseite des Gebäudes seitlich verschobene Vorsprünge, von denen der nördliche das mit einem großen Fenster geöffnete Treppenhaus enthält. Zum Anwesen gehört ein verputzter Garagenbau mit Mansarddach, der tief eingerückt an der Südgrenze des Grundstücks steht. Die Einfriedung besteht aus Sockel und Pfeilern in Mauerwerk und eisernen Zaunsfeldern. Bemerkenswert die Gestaltung der übergiebelten Pforten, die durch einen gemauerten Wandabschnitt zu den Hauseingängen führen. Das Villengebäude verweist auf die bauliche Entwicklung von Raschwitz und Oetzsch im frühen 20. Jh. Gekennzeichnet ist diese unter anderem durch die bereits Ende des 19. Jh. begonnene Entstehung eines ausgedehnten Villengebietes auf den Fluren der beiden Orte. Das Objekt ist Teil der großzügigen Villenbebauung, die diesen Bereich von Markkleeberg heute noch prägt. Hierdurch verkörpert der Bau einen ortsentwicklungsgeschichtlichen Aussagewert. Baugeschichtliche Bedeutung hat das Objekt als Beispiel des Villenbaus im Sinne der Reformarchitektur um 1910. Zudem ist es ein Zeugnis für das Schaffen des Architekten Rudolph Dübelt, der im lokalen Baugeschehen seiner Zeit mit sehr qualitätvollen Lösungen, insbesondere im gehobenen Wohnbau, hervortrat. LfD/2012 Mietvilla: 2 Geschosse, rechts halbrunder Vorbau über dem Eingang, überdachter Balkon, Putzfassade, Dreiecksgiebel, ausgebautes Dachgeschoss. aus der Erbauungszeit: Haustür (alt), zum Teil Fenster. Garage: Putzfassade, Mansardwalmdach. Einfriedung: verputzter Klinkersockel mit Stuck über der Pforte, schmiedeeisernes Gitter. | 09256344 |
|                                         | Villa mit Einfriedung | Hauptstraße 10 (Karte)                  | 1896                                                    | repräsentativer, späthistoristischer Putz-Klinker-Bau mit aufwändiger Stuckgliederung, Teil der geschlossenen Villenbebauung, ortsentwicklungsgeschichtliche und baugeschichtliche Bedeutung Die Villa wurde 1896 durch den Leipziger Architekten Otto Peter errichtet, Bauherr war der Optiker Richard Paul Riedel. Es handelt sich um ein zweigeschossiges Gebäude mit reicher Fassadengestaltung und Mansarddach. Entsprechend dem Stilpluralismus in der späthistoristischen Architektur weist der Bau renaissancistische und barockisierende Formenelemente auf, vereinzelt finden sich sogar neugotische Motive. Insgesamt zeigt er sich vor allem der französischen Palaisarchitektur verpflichtet. Verputzter Sockel mit Nutung, Fassaden mit Klinkerverkleidung, Gebäudeecken abgerundet und durch kräftige Putzquaderung betont, profilierte Fensterrahmungen, im Obergeschoss mit Dreiecksverdachungen, an der Straßenfront Mittelrisalit, davor reicher, mit Pilastern gegliederter Erker durch beide Geschosse, der im Dachgeschoss Balkon trägt, geschweifter Giebel als oberer Abschluss des Risalits. Inschrift unterhalb des Balkones: „Mon Repos“. Auf der Südseite Treppenhausanbau mit Hauseingang. Eingangstür und Ausstattungselemente im Treppenhaus aus der Erbauungszeit. Schmiedeeiserner Zaun über Steinsockel, Toreinfahrt mit Klinkerpfosten und reichen schmiedeeisernen Torflügeln. Die Villa dokumentiert die bauliche Entwicklung von Raschwitz und Oetzsch um 1900, die unter anderem durch die Entstehung eines ausgedehnten Villengebietes auf den Fluren der beiden Orte gekennzeichnet war. Das Objekt ist Teil der großzügigen Villenbebauung, die diesen Bereich von Markkleeberg heute noch prägt. Unter diesem Gesichtspunkt erlangt es ortsentwicklungsgeschichtliche Aussagekraft. Als anspruchsvolles und sehr anschauliches Beispiel für die späthistoristische Villenarchitektur ist der Bau auch baugeschichtlich von Bedeutung. LfD/2011 Villa: 2 Geschosse, Mittelbetonung durch Altan (mit Pilaster) und Balkon sowie Giebelfeld, Sockel mit Putznutung, Klinkerfassade, Eckbetonung durch farblich abgesetzte Quaderung, Fenster mit Kunststeinrahmung, Inschrift unterhalb des Balkones: „Mon Repos“. Renoviert. aus der Erbauungszeit: Haustür (alt). Einfriedung: Klinkerpfosten mit Abdeckung, schmiedeeisernes Gitter. | 09256336 |
|                                         | Mietvilla mit Einfriedung | Hauptstraße 12 (Karte)                  | 1907 (Mietvilla)                                        | stattlicher Bau mit repräsentativer Fassadengliederung, kunstreiche schmiedeeiserne Eingangstür, Teil der geschlossenen Villenbebauung, Einfriedung in Schmiedeeisen, ortsgeschichtliche, ortsentwicklungsgeschichtliche und baugeschichtliche Bedeutung Villa: 2 Geschosse, Eck- und Mittelrisalit im Obergeschoss mittels Balkon verbunden, seitlicher Eingang, Putzfassade, Stock- und Traufgesims. Renoviert. Nebengebäude: eingeschossig, Putzfassade. Einfriedung: schmiedeeisernes Gitter. 1941 Wettbewerbsausschreibung für Trauungszimmer, Vorhalle und Eingang Standesamt nur an Markkleeberger Architekten! EG: Standesamt/SA-Nachrichtensturm Obergeschoss: SA-Standarte Gewinner Baurat Dr. Walter Born, aber durch kriegsbedingte Mängel keine Realisierung, im November 1946 Polizei mit Häftlingszelle | 09256337 |
|                                         | Mietvilla | Hauptstraße 15 (Karte)                  | 1891–1892 (Mietvilla)                                   | in Ecklage Parkstraße, reicher späthistoristischer Putzbau in städtebaulich wichtiger Lage, Teil der geschlossenen Villenbebauung, ortsentwicklungsgeschichtliche und baugeschichtliche Bedeutung Die Villa wurde 1891/92 durch den Leipziger Architekten Max Werner im Auftrag des Buchbindereibesitzers Paul Rudolph Föste errichtet. Zweigeschossiger Bau auf einem Eckgrundstück zur Parkstraße, unregelmäßiger Grundriss, Fassaden über Bruchsteinsockel verputzt, Mansarddach. Entsprechend der Ecksituation die beiden Straßenfassaden in weitgehend gleicher Aufteilung (jeweils ein Seitenrisalit) und Betonung der Ecke durch stark vorspringenden zweigeschossigen Erker. Fassadenabschnitte durch genutete Eckstreifen gerahmt, die Seiten des Erkers vollständig genutet, Fenster mit aufwändig gestalteten Einfassungen in Kunststein. Hauseingang auf der Nordseite mit Treppe und Überdachung. Haustür aus der Erbauungszeit. Auf der Ostseite zweigeschossiger Verandaanbau. Insgesamt zeigt sich der Bau barockisierend, wobei die Einzelformen auch einen renaissancistischen Einschlag haben. Im Zusammenhang mit der umliegenden Villenbebauung ist das Objekt ein Zeugnis für die bauliche Entwicklung von Raschwitz und Oetzsch um 1900. Diese war unter anderem durch die Entstehung eines ausgedehnten Villengebietes auf den Fluren der beiden Orte gekennzeichnet. Noch heute prägen die großzügigen Villenbauten jener Zeit diesen Bereich von Markkleeberg. Unter diesem Aspekt verkörpert der Bau einen ortsentwicklungsgeschichtlichen Aussagewert. Als zeittypischer und anspruchsvoller Vertreter der späthistoristischen Villenarchitektur hat er auch baugeschichtliche Bedeutung. LfD/2012 Villa: 2 Geschosse, ausgebautes Dachgeschoss, Bruchsteinsockel Eckbetonung durch Putznutung, verputzt, Eckrisalit, Kunststeineinfassung der Fenster, vielteilige Dachlandschaft, Haustür aus der Erbauungszeit, Fenster zum Teil alt repräsentative Fassadengestaltung mit Risaliten und Putz- und Kunststeingliederung | 09256229 |
|                                         | Villa mit Einfriedung | Hauptstraße 16 (Karte)                  | 1898                                                    | späthistoristischer Bau in Formen der Neurenaissance, Teil der geschlossenen Villenbebauung, ortsentwicklungsgeschichtliche und baugeschichtliche Bedeutung 1898 für den Kaufmann Otto Eccardt errichtete Villa. Zweigeschossiger, durchgliederter Bau mit Walmdach. Putzfassaden über Bruchsteinsockel mit Klinkerelementen. An der Straßenfront vortretendes Erdgeschoss, im Obergeschoss Seitenrisalit mit Schweifgiebel und Balkon mit Ziergitter. Auf der Nordseite Hauseingang, über Freitreppe erreichbar, dahinter turmartiges Treppenhaus mit Schweifhaube. Auf der Südseite eingeschossiger Standerker. Relativ einfache, renaissancistische Schmuckformen (Fensterrahmungen, Giebelzier), auffällig das dreiteilige Fenster im Erdgeschoss. Zweiflüglige Haustür aus der Erbauungszeit, im Innern vermutlich weitere bauzeitliche Ausstattungselemente erhalten. Einfriedung schmiedeeiserner Zaun mit gemauerten Pfosten an der Einfahrt und Mauerstück an der südlichen Grundstücksgrenze. Die Villa ist ein Zeugnis der baulichen Entwicklung von Raschwitz und Oetzsch um 1900, die unter anderem durch die Entstehung eines ausgedehnten Villengebietes auf den Fluren der beiden Orte gekennzeichnet war. Das Objekt ist Teil der großzügigen Villenbebauung, die diesen Bereich von Markkleeberg heute noch prägt. Unter diesem Gesichtspunkt erlangt es ortsentwicklungsgeschichtliche Aussagekraft. Als typischer Vertreter der späthistoristischen Villenarchitektur ist der Bau auch baugeschichtlich von Belang. LfD/2012 Villa: 2 Geschosse, auf der linken Seite Anbau mit Balkon, auf der rechten Seite turmartige Eingangszone, hinterm Haus Wintergarten mit Balkon, Bruchsteinsockel, Putzfassade mit einfacher Kunststeingliederung, Stock- und Traufgesims. Garage: Putzfassade, Dreiecksgiebel. Einfriedung: schmiedeeisernes Gitter. Mittelrisalit mit Neorenaissance-Giebel und Treppenturm mit geschweifter Haube | 09256339 |
|                                         | Mietvilla mit Einfriedung | Hauptstraße 17 (Karte)                  | 1912–1913                                               | in Ecklage Parkstraße, repräsentativer Putzbau mit den Merkmalen der Reformarchitektur um 1910, Teil der geschlossenen Villenbebauung, ortsentwicklungsgeschichtlich und baugeschichtlich von Bedeutung 1912/13 von Zimmermeister Franz Harnisch im eigenen Auftrag ausgeführte Mietvilla. 1926 führte der Baumeister Rudolph Dübelt Umbauten aus. Zweigeschossiger Bau mit Mansarddach. Fassaden verputzt, entsprechend der Ecklage zwei Straßenfronten ausgebildet, beide mittenbetont. An der etwas schmaleren Hauptstraßen-Fassade angedeuteter Mittelrisalit mit steilem Dreieckgiebel als oberer Abschluss, vor dem Risalit polygonaler Standerker, darüber Balkon mit Steinbrüstung. An der Parkstraße deutlich hervortretender Mittelrisalit, dieser in der Mitte leicht ausgebaucht und von genuteten Pilastern eingefasst. Über dem Risalit Dachhaus mit loggiaartigem Austritt. Entsprechend den Gestaltungsprinzipien des Reformstils um 1910/15 zurückhaltender, geschmackvoll gestalteter Bauschmuck, der einzelne Fassadenbereiche wie die Risalite akzentuierend hervorhebt. An der Ostseite Wintergartenanbau über beide Geschosse. Hauseingang an der Südfront, steinernes Vorhäuschen, dahinter vorspringendes Treppenhaus und Balkone. Das Villengebäude verweist auf die bauliche Entwicklung von Raschwitz und Oetzsch um 1900, die unter anderem durch die Entstehung eines ausgedehnten Villengebietes auf den Fluren der beiden Orte gekennzeichnet ist. Als Teil der großzügigen Villenbebauung, die diesen Bereich von Markkleeberg heute noch prägt, ist das Objekt ein Dokument für diesen wesentlichen Abschnitt der Ortsgeschichte. Damit erlangt es ortsentwicklungsgeschichtliche Aussagekraft. Als überzeugendes Beispiel für die Villenarchitektur seiner Entstehungszeit stellt es auch einen baugeschichtlichen Aussagewert dar. LfD/2012 Villa: 2 Geschosse, Putzfassade, ausgebautes Dachgeschoss, Vorbau mit Balkon, vielgestaltige Dachlandschaft, Fenster z. T. original, Jalousieblenden. Putzgliederung städtebaulich wichtige Lage, repräsentative Fassadengestaltung mit Putzgliederung und Vorbauten mit aufgesetzten Balkonen | 09256230 |
|                                         | Mietvilla mit Einfriedung | Hauptstraße 21 (Karte)                  | 1898                                                    | repräsentativer Putzbau mit origineller Gestaltung in gotisierenden und renaissancistischen Formen, Teil der geschlossenen Villenbebauung, ortsentwicklungsgeschichtliche und baugeschichtliche Bedeutung Die Mietvilla wurde 1898 durch den Baumeister Emil Richard Weber im eigenen Auftrag errichtet. Zweigeschossiger Putzbau mit symmetrisch gegliederter Hauptfront und Walmdach. Betonung der Mitte durch zweigeschossigen, polygonalen Erker, darüber Balkon und reicher Stufengiebel. Für die originelle architektonische Wirkung die kontrastreiche Farbgebung von entscheidender Bedeutung, Architekturglieder in Bolusrot vor weißen Putzflächen, dazu akzentuierend blaue Fliesen, der Erker im Erdgeschoss vollständig mit blauen Fliesen verkleidet. Die Farbigkeit verleiht dem Gebäude einen orientalisierenden Einschlag, auch die Kielbögen der Fensterrahmungen mit ihren tauartigen Profilierungen zeigen eine Gestaltung in diesem Sinne. Hauseingang mit bauzeitlicher Haustür auf der Nordseite, dahinter turmartig überhöhtes Treppenhaus mit spitzer Haube, Vordach auf Pfeiler. Einfriedung in Schmiedeeisen über steinernem Sockel, Einfahrt mit gemauerten Pfosten und schmiedeeisernen Torflügeln. Der Villenbau verweist auf die bauliche Entwicklung von Raschwitz und Oetzsch um 1900. Gekennzeichnet ist diese unter anderem durch die Entstehung eines ausgedehnten Villengebietes auf den Fluren der beiden Orte. Das Objekt ist Teil der großzügigen Villenbebauung, die diesen Bereich von Markkleeberg heute noch prägt. Unter diesem Aspekt erlangt der Bau ortsentwicklungsgeschichtliche Aussagekraft. Baugeschichtliche Bedeutung hat das Bauwerk als Vertreter einer Strömung in der späthistoristischen Baukunst, die durch ihre Farb- und Formgebung einen modischen Hang zum Exotischen zeigte. LfD/2011 Mietvilla: 2 Geschosse, verputzt, aufwendiger Fassadenschmuck im maurischen Stil (blaue Fliesen etc), orientalisch inspirierte Kunststeinschmuckformen (Kielbögen über gedrehten Säulen an den Fenstern, Traufgesims mit Dreipassfries), renaissansistischer Giebel. Jalousieblenden, Haustür und Fenster alt. Einfriedung: schmiedeeisernes Gitter, Torpfosten mit blauen Fliesen und roter Abdeckung. Ruinös! | 09256234 |
| Direkt Bild zu diesem Denkmal hochladen | Doppelmietshaus in offener Bebauung | Hauptstraße 23; 25 (Karte)              | 1895–1896                                               | Putz-Klinker-Fassade in späthistoristischen Formen mit Kunststeinelementen, Teil der geschlossenen gründerzeitlichen Bebauung, ortsentwicklungsgeschichtliche und baugeschichtliche Bedeutung Doppelmietshaus: 4 Geschosse, 14 Achsen, Erdgeschoss verputzt geglättet, im Obergeschossen Putz-Klinker-Fassaden (rot), Stockgesimse, Fenstereinfassungen in Putz und andersfarbigem Klinker, saniert. aus der Erbauungszeit: Hausnr. 23: Hoftür alt, Bodenfliesen im Eingangsbereich, Treppenhaus, Wohnungstüren, Außentoiletten, Kellertür, Fenster alt, 3 Jalousieblenden Hausnr. 25: Hoftür alt, Bodenfliesen im Eingangsbereich, Wandpaneele, Treppenhaus, Wohnungstüren, Außentoiletten, Kellertür, Fenster neu! | 09256237 |
|                                         | Villa | Hauptstraße 24 (Karte)                  | 1896–1897                                               | historistischer Putz-Klinker-Bau im Landhausstil, Teil der geschlossenen Villenbebauung, ortsentwicklungsgeschichtliche und baugeschichtliche Bedeutung Die Villa entstand 1896/97, ausgeführt durch die Baufirma Ohme & Bechert. Bauherr war Adolf Scharf. Anderthalbgeschossiger Bau mit unregelmäßiger Grundriss- und Aufrissgestaltung, abgeflachtes, ausgebautes Walmdach. Der durchgliederte Baukörper und die stiltypische Materialvielfalt erzielen eine malerische Gesamterscheinung. Sockel in Bruchsteinmauerwerk mit Klinkerrahmungen an den Kellerfenstern, Fassaden verputzt, die Ecken mit Klinkergliederungen, im Halbgeschoss Blendfachwerk. Profilierte Fensterrahmungen in Kunststein, überfangen durch Korbbögen, in Klinker ausgeführt. Straßenfront mit Seitenrisalit, der im Halbgeschoss einen flachen Holzbalkon aufweist. Der Balkon durch weit überstehendes Giebeldach geschützt, unterhalb des Daches schleierartiges, gebogenes Schmuckbrett. Der Hauseingang an der Nordseite, über Freitreppe zu erreichen. Auf der Südseite Wintergartenanbau. Die Villa im Landhausstil ist ein ortsentwicklungsgeschichtliches Zeugnis. Es verweist auf umfangreiche bauliche Erweiterung von Raschwitz und Oetzsch um 1900. Damals entstand auf den Fluren der beiden Orte ein ausgedehntes Villengebiet, das noch heute das Erscheinungsbild von Markkleebergs in diesem Bereich bestimmt. Als Teil der großzügigen Villenbebauung veranschaulicht das Objekt diesen wichtigen Abschnitt der Ortsgeschichte. Als charakteristisches Beispiel für eine Vorortvilla um 1900 ist es auch bautypologisch und baugeschichtlich von Bedeutung. LfD/2012 1 Geschoss, Bruchsteinsockel, Putzfassade mit Eckgliederung in Klinker, im Obergeschoss Fachwerk mit Holzbalkon, einfache Kunststeinfensterrahmung, Inschrift: „Mit Gott wird Pflicht zur Freude“ „ÖkuTheo“. Auf der linken Seite Wintergartenanbau, auf der rechten Seite überdachter Eingang. „Landhausstil“. Renoviert. Einfriedung: Klinkersockel, schmiedeeisernes Gitter. | 09256342 |
|                                         | Villa mit Einfriedung | Hauptstraße 26 (Karte)                  | 1892                                                    | Putzbau in späthistoristischen Formen mit Eckturm und Zierfachwerk, Teil der geschlossenen Villenbebauung, ortsentwicklungsgeschichtliche und baugeschichtliche Bedeutung 1892 durch den Architekten Oswald Jahn errichtete Villa, Bauherr war August Prindt. Zweigeschossiger, kubischer Bau mit Mansarddach. Verschiedene Anbauten und Materialvielfalt verleihen dem Gebäude ein abwechslungsreiches, malerisches Erscheinungsbild, Putzfassaden über Natursteinsockel, Fenster stichbogig geschlossen, mit Gewänden in teils kräftigen Formen, an der Nordostecke turmartiger, dreigeschossiger Vorbau, dessen oberstes Geschoss mit Blendfachwerk, auch der Traufbereich des Gebäudes umlaufend mit Zierfachwerk bereichert. An der Straßenfront Seitenrisalit mit Erker im Obergeschoss, dieser von dem weit vorkragenden, mit hölzernem Zierrat ausgeschmückten Giebeldach überfangen, an der Südseite verandaartiger Anbau. Die Villa ist ein Zeugnis der baulichen Entwicklung von Raschwitz und Oetzsch um 1900. Gekennzeichnet ist diese Entwicklung unter anderem durch die Entstehung eines ausgedehnten Villengebietes auf den Fluren der beiden Orte. Das Objekt ist Teil der großzügigen Villenbebauung, die diesen Bereich von Markkleeberg heute noch prägt. Unter diesem Aspekt hat der Bau einen ortsentwicklungsgeschichtlichen Aussagewert. Als charakteristischer Vertreter der späthistoristischen Villenarchitektur ist der Bau auch baugeschichtlich von Belang. LfD/2011 Villa: 2 Geschosse, Eckrisalit, links risalitartiger Vorbau, im Obergeschoss vorkragend mit Balkon und Dreiecksgiebel (Holzbalustrade, Holzknaggen), Eckrisalit im 3. Obergeschoss mit Fachwerk und turmartiger Bekrönung, Bruchsteinsockel, Putzfassade, Stock- und Traufgesims. „Landhausstil“. Einfriedung: verputzter Klinkersockel, schmiedeeisernes Gitter. | 09256343 |
| Direkt Bild zu diesem Denkmal hochladen | Mietshaus in offener Bebauung | Hauptstraße 27 (Karte)                  | 1897–1898                                               | in Ecklage Werner-Rummelt-Straße, späthistoristische Putz-Klinker-Fassade mit Kunststeinelementen, Teil der geschlossenen gründerzeitlichen Bebauung, ortsentwicklungsgeschichtliche und baugeschichtliche Bedeutung Mietshaus: 4 Geschosse, 9-1-3 Achsen, Erdgeschoss Putz (geglättet), Obergeschosse Putz-Klinker-Fassade, Stockgesimse, Kunststeinfenstereinfassungen, Eckrisalite. aus der Erbauungszeit: Hoftür alt, Fliesen im Eingangsbereich, Treppenhaus, Wohnungstüren, Außentoilette, Kellertür, Fenster alt. | 09256206 |
|                                         | Villa mit Garage und Einfriedung | Hauptstraße 28 (Karte)                  | 1893–1894                                               | zeittypischer, ansprechend gestalteter Putzbau mit Klinkergliederungen, Teil der geschlossenen Villenbebauung, ortsentwicklungsgeschichtliche und baugeschichtliche Bedeutung Die Villa wurde 1893/94 nach Plänen des Leipziger Architekten Paul Richter erbaut, Bauherr war Friedrich Max Schleussing, Inhaber einer Transportfirma. Zweigeschossiger, asymmetrisch gegliederter Bau mit abgeplattetem, ausgebautem Walmdach. Zum abwechslungsreichen Erscheinungsbild des Gebäudes trägt auch die Vielfalt der verwendeten Baumaterialien bei. Hoher Sockel in Naturstein und Klinker, darüber glatt verputzte Fassaden, im Bereich der Traufe Zierelemente in Holz, Einfassung der Fenster durch gelbe Klinkerrahmungen, verschiedene in Holz ausgeführte Balkone, Belebung der Dachlandschaft durch Zwerchhäuser und Gaupen. An der Straßenfront im Erdgeschoss erkerartiger, in Klinker ausgeführter Vorbau über bogiger Stützkonstruktion, am Schlussstein des Bogens Löwenmaske. Auf der Nordseite überdachter Hauseingang mit Freitreppe, im Obergeschoss trägt das Vordach einen ebenfalls überdachten Balkon. Architektonisch interessant ist die rund ausgebildete Südostecke mit dreiteiliger Fenstergruppe in den Geschossen. Gebäuderückseite (Westseite) durch verschiedene Anbauten geprägt. Zum Grundstück gehört ein bauzeitliches Nebengebäude, das auf der Nordseite steht und in gelben Klinkern ausgeführt ist. Die in Anlehnung an den Ursprungszustand erneuerte Einfriedung besteht aus Sockel und -pfosten in gelben Klinkern und eisernen Zaunsfeldern. Die Villa verweist auf die bauliche Entwicklung von Raschwitz und Oetzsch um 1900, die unter anderem durch die Entstehung eines ausgedehnten Villengebietes auf den Fluren der beiden Orte gekennzeichnet ist. Als Teil der großzügigen Villenbebauung, die diesen Bereich von Markkleeberg heute noch prägt, ist das Objekt ein Dokument dieses einschneidenden Abschnitts der Ortsgeschichte. Unter diesem Aspekt erlangt es ortsentwicklungsgeschichtliche Aussagekraft. Zudem ist es ein gutes Beispiel für Anspruch und Qualität im Villenbau seiner Entstehungszeit, wodurch es auch einen baugeschichtlichen Zeugniswert verkörpert. LfD/2011 Villa: 2 Geschosse, ausgebautes Dachgeschoss, Vorbau mit Schmuckstein (Löwenkopf), auf der rechten Seite Eingang (Aufgang mit originalem Geländer) mit Balkon (überdacht), Putzfassade mit gelber Klinkergliederung und Putzornamentik, Dreiecksgiebel mit Fensterläden. Garage: gelber Klinker. Einfriedung: gelber Klinkersockel und -pfosten, schmiedeeisernes Gitter. Ruinös. | 09256345 |
| Direkt Bild zu diesem Denkmal hochladen | Mietshaus in offener Bebauung mit seitlicher Toreinfahrt | Hauptstraße 33 (Karte)                  | 1897–1898                                               | in Ecklage Hermann-Landmann-Straße, zeittypische Putz-Klinker-Fassade in späthistoristischen Formen, Teil der geschlossenen gründerzeitlichen Bebauung, ortsentwicklungsgeschichtliche Bedeutung Mietshaus: 4 Geschosse, 8-1-6 Achsen, Klinkersockel, Erdgeschoss Putzfassade (geglättet), Obergeschosse Putz-Klinker-Fassade (Putz geglättet), Stockgesims, aus der Erbauungszeit: Treppenhaus, Wohnungstüren, Außentoiletten, Kellertür. Waschhaus: 1 Geschoss, Putzfassade | 09256410 |
|                                         | Mietvilla mit Einfriedung | Hauptstraße 34 (Karte)                  | 1894                                                    | Putzbau in späthistoristischer Gestaltung mit gotisierenden Formen, Teil der geschlossenen Villenbebauung, ortsentwicklungsgeschichtliche und baugeschichtliche Bedeutung Die Mietvilla entstand 1894 nach Entwurf des Leipziger Architekten Paul Richter, Ausführung durch Maurermeister Friedrich Neubert, der auch Bauherr war. Zweigeschossiger Bau mit Mansarddach und asymmetrischer Grundriss- und Aufrissgestaltung. Verputzte Fassaden über gelbem Klinkersockel. Die profilierten Fensterrahmungen zeigen Vorhangbogenmotive und stilisiertes Ornament. Die Straßenfront ist durch einen dreigeschossigen Seitenrisalit geprägt, dessen Giebelabschluss rekonstruiert ist. Vor dem Risalit zweigeschossiger erkerartiger Vorbau. Die Fassadenabschnitte durch genutete Eckstreifen betont. An der Südseite zweigeschossiger Wintergarten in Fachwerk mit Klinker, an der Nordseite Hauseingang und turmartiges, polygones Treppenhaus mit spitzer Dachhaube. Bauzeitliche Haustür. Einfriedung mit gelbem Klinkersockel und schmiedeeisernen Zaunsfeldern, an der Toreinfahrt Posten in gelben Klinkern und eiserne Torflügel. Die Mietvilla ist ein Zeugnis der baulichen Entwicklung von Raschwitz und Oetzsch um 1900. Damals entstand auf den Fluren der beiden Orte ein ausgedehntes Villengebiet, das noch heute das Erscheinungsbild von Markkleebergs in diesem Bereich bestimmt. Als Teil der großzügigen Villenbebauung veranschaulicht das Objekt diesen wichtigen Abschnitt der Ortsgeschichte und erlangt damit ortsentwicklungsgeschichtliche Aussagekraft. Als charakteristisches Beispiel der zeittypischen Bauaufgabe Vorortvilla ist es auch baugeschichtlich von Bedeutung. LfD/2011 Mietvilla: 2 Geschosse, gelber Klinkersockel, verputzt, Ecktürmchen, Eckbetonung durch Putznutung, Wintergarten in Fachwerk mit Klinker, Fenster mit Vorhangbogenmotiv und Ornament, Dachgeschoss entstellend verändert. Haustür und Fenster aus der Erbauungszeit. Einfriedung:Gitter | 09256231 |
| Direkt Bild zu diesem Denkmal hochladen | Mietshaus in offener Bebauung | Hauptstraße 35 (Karte)                  | 1904–1912                                               | in Ecklage Hermann-Landmann-Straße, Putzfassade mit Stuckreliefs in zeittypischen stilisierten Formen, entsprechend der städtebaulichen Situation Eckbetonung durch dreigeschossigen Erker und bekrönenden Giebel, Teil der geschlossenen gründerzeitlichen Bebauung, ortsentwicklungsgeschichtliche und baugeschichtliche Bedeutung Mietshaus: 4 Geschosse, 7-3-4 Achsen, Putzfassade, Putzreliefs in den Fensterachsen (zum Teil zerstört), Stockgesims, Eckerker, Balkone zur Hauptstraße aus der Erbauungszeit: Treppenhaus, Wohnungstüren, zum Teil bleiverglaste farbige Fenster im Treppenhaus | 09256177 |
|                                         | Villa mit Kutscherhaus und Einfriedung | Hauptstraße 36 (Karte)                  | 1902                                                    | malerischer Putzbau mit Fachwerkgiebel und polygonalem Eckrisalit, Teil der geschlossenen Villenbebauung, ortsentwicklungsgeschichtliche und baugeschichtliche Bedeutung 1902 durch die Baumeister Gustav Hempel und Franz Schöbel errichtete Villa. Eingeschossiger Putzbau mit hohem Kellergeschoss und ausgebautem Krüppelwalmdach. Die Fassaden weisen zurückhaltende Putzgliederungen auf. Zur Straße turmartig überhöhter Seitenrisalit über polygonalem Grundriss (Dachaufbau neu). Die Fenster mit steinernen Sohlbänken. Neben dem Risalit Zwerchhaus mit jugendstiligem Zierfachwerk im Traufbereich. Auch der Giebel der Nordseite mit Fachwerk geschmückt. An der Südseite Wintergarten, Hauseingang im Norden, über Freitreppe zu erreichen. Das ehem. Kutscherhaus steht weiter eingerückt an der Nordgrenze des Grundstücks, massiver Putzbau mit reichem Blendfachwerk. Einfriedung aus Klinkerpfosten mit Abdeckung und aufwändigen schmiedeeisernen Gittern. Die Villa ist ein Zeugnis der Ortsentwicklung. Sie verweist auf umfangreiche bauliche Erweiterung von Raschwitz und Oetzsch um 1900. Damals entstand auf den Fluren der beiden Orte ein ausgedehntes Villengebiet, das noch heute das Erscheinungsbild von Markkleebergs in diesem Bereich bestimmt. Als Teil der großzügigen Villenbebauung veranschaulicht das Objekt diesen prägenden Abschnitt der Ortsgeschichte. Als charakteristisches Beispiel für eine Vorortvilla um 1900 ist es auch bautypologisch und baugeschichtlich von Bedeutung. Zudem verweist es auf die Bautätigkeit der ortsansässigen Baumeister Hempel und Schöbel im Villenbau. Insbesondere Hempel spielte einst im Baugeschehen der später zur Stadt Markkleeberg vereinigten Vororte eine wichtige Rolle. LfD/2012 Villa: 2 Geschosse, verputztes Sockelgeschoss, Stockgesims, Putzfassade, Eckbetonung durch polygonalem Eckrisaliten, einfache Putzgliederung, Wintergarten in Fachwerk, Giebelfeld mit Fachwerk Kutscherhaus: eingeschossig, massiv mit reichem Blendfachwerk Einfriedung: verputzter Sockel, Klinkerpfosten mit Abdeckung, schmiedeeisernes Gitter | 09256232 |
| Direkt Bild zu diesem Denkmal hochladen | Mietshaus in offener Bebauung | Hauptstraße 37 (Karte)                  | 1893                                                    | späthistoristische Putz-Klinker-Fassade mit Eckrisaliten und Kunststeinelementen, Teil der geschlossenen gründerzeitlichen Bebauung, ortsentwicklungsgeschichtliche und baugeschichtliche Bedeutung Mietshaus: 4 Geschosse, 10 Achsen, Erdgeschoss verputzt, geglättet, Obergeschosse gelbe und rote Klinkerfassade, Blendbogengliederung, Stockgesimse, aus der Erbauungszeit: Toreinfahrt mit Gitter, Treppenhaus, Wohnungstüren, Außentoilette, Kellertür, 3 Jalousieblenden | 09256174 |
|                                         | Mietvilla | Hauptstraße 38 (Karte)                  | bez. 1899                                               | späthistoristische Putz-Klinker-Fassade mit Neorenaissance-Giebel, Teil der geschlossenen Villenbebauung, ortsentwicklungsgeschichtliche und baugeschichtliche Bedeutung Mietvilla: 2 Geschosse, Sockelgeschoss mit Putznutung, Putz-Klinker-Fassade, ausgebautes Dachgeschoss, links Eckrisalit mit Giebel, Fenster zum Teil alt Einfriedung: Klinkerpfosten, Zaun erneuert. | 09256235 |
| Direkt Bild zu diesem Denkmal hochladen | Doppelmietshaus in offener Bebauung | Hauptstraße 40; 42 (Karte)              | 1895–1896                                               | Putz-Klinker-Fassade, Teil der geschlossenen gründerzeitlichen Bebauung, ortsentwicklungsgeschichtliche Bedeutung Die beiden, durch eine einheitliche Fassadengestaltung zum Doppelmietshaus zusammengefassten Gebäude wurden 1895/96 durch Maurermeister Richard Weber errichtet. Viergeschossige Bauten mit gebrochenen Dächern (seit letzter Sanierung mit Mansarden), Erdgeschoss über Klinkersockel verputzt, durchgehende Putznutung (rekonstruiert), Obergeschoss mit ledergelben Klinkern verkleidet, akzentuierend verwendete Fensterverdachungen des zweiten Obergeschosses in Kunststein, dazu Schmuck- und Gliederungselemente in Putz und roten Klinkern, rhythmische Gliederung der Fassade durch gering vortretenden, dreiachsigen Mittelrisalit und einachsige Seitenrisalite, im nördlichen Seitenrisalit im ersten und zweiten Obergeschoss Fenstertüren mit schmiedeeisernen Schutzgittern. Im Innern bauzeitliche Ausstattung (Bodenfliesen im Eingangsbereich, Treppenhaus, Wohnungstüren). Das Doppelmietshaus ist ein Zeugnis der Entwicklung von Oetzsch um 1900. Gekennzeichnet war diese von einer umfangreichen baulichen Erschließung und Verstädterung des einstigen Bauerndorfes. Unter diesem Aspekt erlangt das Objekt ortsentwicklungsgeschichtliche Bedeutung. Außerdem dokumentiert es die Umsetzung der zeittypischen Bauaufgabe Mietshaus im Rahmen der Wandlung des Dorfes zum Vorort, wodurch es auch einen baugeschichtlich von Belang ist. LfD/2011 Doppelmietshaus: 4 Geschosse, 13 Achsen, Klinkersockel, Erdgeschoss verputzt (geglättet), in den Obergeschossen Putz-Klinker-Fassade (rot/gelb), Stockgesims, Mittel- und Eckrisalit. aus der Erbauungszeit:Hausnr.40: Hoftür, Bodenfliesen im Eingangsbereich, Treppenhaus, Wohnungstüren, Außentoiletten, Kellertür, Kellerfenstergitter, Fenster alt. Hausnr. 42: Hoftür neu, Wandpaneele im Eingangsbereich neu. | 09256236 |
| Direkt Bild zu diesem Denkmal hochladen | Mietshaus in halboffener Bebauung | Hauptstraße 41 (Karte)                  | 1896–1897                                               | in Ecklage Rathausstraße, Putz-Klinker-Fassade in zeittypischer, späthistoristischer Gestaltung, Teil der geschlossenen gründerzeitlichen Bebauung, ortsentwicklungsgeschichtliche und baugeschichtliche Bedeutung 1896/97 durch den Baumeister Hermann Döge für die Bauherren Emil Döge und Friedrich Koppehl errichtetes Mietshaus. Viergeschossiger Bau in Ecklage Rathausstraße, Erdgeschoss verputzt mit Nutung (erneuert), vorwiegend Ladennutzung, Obergeschosse mit gelber Klinkerverkleidung, Schmuck- und Gliederungselemente in Kunststein, Putz und Stuck, entsprechend der städtebaulichen Situation Ecke risalitartig gestaltet, Gebäudefronten von unterschiedlicher Ausdehnung, Fassade an der Rathausstraße drei Achsen breiter, Traufgesims auf Stuckkonsolen, seit der letzten Sanierung Mansarddach, vorher Walmdach. Insbesondere um die Fensterrahmungen typische späthistoristische Dekorationen. Die Fassadengestaltung im ersten und zweiten Obergeschoss der abgefasten Ecke bei jüngster Erneuerung wiederhergestellt (Rekonstruktion der zugemauerten Öffnungen und verlorenen Balkone). Im Innern bauzeitliche Ausstattung (Wand- und Bodenfliesen im Eingangsbereich, Treppenhausfenster mit Ätzglas, Wohnungstüren). Das Mietshaus ist ein Dokument der baulichen Entwicklung von Oetzsch um 1900, die durch die Wandlung des einstigen Dorfes zum städtisch geprägten Vorort gekennzeichnet war. Damit erlangt das Objekt ortsentwicklungsgeschichtliche Bedeutung. Darüber hinaus dokumentiert es die Umsetzung der zeittypischen Bauaufgabe Mietshaus im Rahmen dieser Vorortentwicklung, wodurch es auch einen baugeschichtlichen Aussagewert verkörpert. LfD/2011 Mietshaus: 4 Geschosse, 5-1-8 Achsen, Stockgesims, Traufgesims auf Stuckkonsolen, Klinkersockel, Erdgeschoss verputzt, 1.-3. Obergeschoss gelber Klinker, Eckrisalit, Kunststeineinfassung der Fenster, Erdgeschoss durch Ladeneinbauten entstellt, abgefasste Ecke ist zugesetzt. aus der Erbauungszeit: Haustür, Wand- und Bodenfliesen im Eingangsbereich, Treppenhaus, Wohnungstüren, Kellertür, Fenster im Treppenhaus zum Teil mit geätzten Scheiben. | 09256153 |
| Direkt Bild zu diesem Denkmal hochladen | Mietshaus in halboffener Bebauung | Hauptstraße 43 (Karte)                  | um 1895                                                 | in Ecklage Rathausstraße, Putz-Klinker-Fassade in späthistoristischer Gestaltung mit Kunststein- und Stuckelementen, Teil der geschlossenen gründerzeitlichen Bebauung, ortsentwicklungsgeschichtliche und baugeschichtliche Bedeutung Mietshaus: 4 Geschosse, 6-1-7 Achsen, Erdgeschoss verputzt, geglättet, durch Ladeneinbauten entstellt, 1.- 3. Obergeschoss gelbe Klinkerfassade, Eckbetonung durch Eckrisalit mit aufgesetztem Turmgeschoss, Stockgesimse, Traufgesims mit Knaggen, Kunststeineinfassungen der Fenster und Fensterverdachungen, Innen nicht gesehen. | 09256152 |
| Direkt Bild zu diesem Denkmal hochladen | Mietshaus in halboffener Bebauung | Hauptstraße 46 (Karte)                  | um 1895                                                 | in Ecklage Werner-Rummelt-Straße, späthistoristische Putzfassade mit Kunststein- und Stuckelementen, Teil der geschlossenen gründerzeitlichen Bebauung, ortsentwicklungsgeschichtliche Bedeutung Mietshaus:4 Geschosse, 8-1-5 Achsen, Klinkersockel, Putzfassade, Stockgesimse, Traufgesims mit Stuckkonsolen, Kunststeinfensterrahmungen (Konsolen und aufwendige Verdachungen) aus der Erbauungszeit: Bodenfliesen im Eingangsbereich, Treppenhaus, Wohnungstüren, Kellertür, Fenster zum Teil alt. | 09256180 |
| Direkt Bild zu diesem Denkmal hochladen | Mietshaus in offener Bebauung | Hauptstraße 47 (Karte)                  | 1901–1903                                               | in Ecklage Schulstraße, Putz-Klinker-Fassade, Betonung der städtebaulich wichtigen Ecksituation durch Eckrisalit mit Jugendstilstuck, geschweiften Giebeln und Turmaufsatz, Teil der geschlossenen gründerzeitlichen Bebauung, ortsentwicklungsgeschichtliche und baugeschichtliche Bedeutung 3 Geschosse, 4-1-8 Achsen, Eckrisalit, aufwendige Dachgestaltung (Eckturm, 3 geschweifte Gauben am Eckrisalit, dreiachsige geschweifte Gaube an der Schulstraße), Putz-Klinker-Fassade (rot), Stockgesimse, Traufgesims, farbige Putzgliederung. aus der Erbauungszeit: Fenster zum Teil alt, Kellerfenstergitter im Hof, bleiverglaste Fenter im Treppenhaus, Innen nicht gesehen | 09256258 |
| Direkt Bild zu diesem Denkmal hochladen | Villa | Hauptstraße 51a (Karte)                 | 1904                                                    | Putzbau im Landhausstil, Putzgliederungen, Fensterrahmungen mit historisierendem Dekor, Blendfachwerk in den Giebeln, Teil des Villenensembles Hauptstraße 51a-c und 53a, b, ortsentwicklungsgeschichtliche und baugeschichtliche Bedeutung Sockel mit Putznutung, Putzfassade, seitlicher Mittelrisalit mit Eckquaderung und Fachwerkgiebel mit geschnitzten Verblendungen, ebenso der vordere Risalit, der jedoch ohne Quaderung, Ecklisenen, profiliertes Traufgesims, aufwendige Fensterkunststeineinfassungen (profilierte Rahmungen, Stuckkartuschen), Fenster im Haupthaus alt. „Landhausstil“. Anbau kein Denkmal! vergleiche auch Hauptstraße 53 a (korrespondierend). | 09256301 |
|                                         | Villa mit Einfriedung | Hauptstraße 51b (Karte)                 | 1904                                                    | Putzbau im Landhausstil, Blendfachwerk, Teil des Villen-Ensembles Hauptstraße 51a- c und 53a, b, ortsentwicklungsgeschichtliche und baugeschichtliche Bedeutung Villa: 2 Geschosse, Obergeschoss, Zwerchhausgiebel und Anbau in Fachwerk, mit Altan und Balkon, Klinkersockel, Putzfassade, profilierte Fenstereinfassungen, Schmuckziegel als Eckbetonung auf dem Dachfirst des Anbaues, geschnitzte Knaggen. „Landhausstil“. aus der Erbauungszeit: Fenster, Kellerfenstergitter, Haustür, schmiedeeisernes Gitter der Freitreppe zum Eingang. Einfriedung: Klinkersockel, schmiedeeisernes Gitter und Tor. | 09256300 |
|                                         | Villa | Hauptstraße 51c (Karte)                 | 1905                                                    | Putzbau im Landhausstil mit Klinkerelementen und Blendfachwerk, Teil des Villen-Ensembles Hauptstraße 51a-c und 53a, b, ortsentwicklungsgeschichtliche und baugeschichtliche Bedeutung Villa: Klinkersockel, Putzfassade mit Klinkergliederung um die Fenster, Dachgeschoss, Zwerchhaus und Anbau in Fachwerk, polygonaler Altan, Stockgesimse, überdachter Eingang mit Freitreppe, Fenster aus der Erbauungszeit."Landhausstil". | 09256299 |
| Direkt Bild zu diesem Denkmal hochladen | Mietshaus in offener Bebauung | Hauptstraße 52 (Karte)                  | 1898                                                    | in Ecklage Hermann-Landmann-Straße, Putz-Klinker-Bau in späthistoristischer Gestaltung, Teil der geschlossenen Bebauung um 1900 in straßenbildprägender Lage, ortsentwicklungsgeschichtliche Bedeutung 4 Geschosse, 7-1-8 Achsen, Eckrisalite, Klinkersockel, Erdgeschoss Putzfassade (geglättet), Obergeschosse Putz-Klinker-Fassade (Putz geglättet), bei Sanierung 2005/06 Wiederherstellung verlorener Fassadenelemente, Stockgesimse. aus der Erbauungszeit: Haustür, Hoftür alt, Bodenfliesen im Eingangsbereich, Treppenhaus, Wohnungstüren, Kellertür, Fenster zum Teil, restaurierte und rekonstruierte Treppenhausausmalung | 09256411 |
|                                         | Villa | Hauptstraße 53a (Karte)                 | 1905                                                    | Putzbau im Landhausstil, Putzgliederungen, Fensterrahmungen mit historisierendem Dekor, Blendfachwerk in den Giebeln, Teil des Villenensembles Hauptstraße 51a-c und 53a, b, ortsentwicklungsgeschichtliche und baugeschichtliche Bedeutung Villa: Sockelgeschoss mit Putznutung, Putzfassade, Eckquaderung, seitlicher Risalit mit Fachwerkgiebel, Anbau mit Fachwerk im Erdgeschoss und Holz im 1. Obergeschoss, Fenstereinfassungen wie bei Hauptstraße 51a, „Landhausstil“. Fenster zum Teil aus der Erbauungszeit, im Dach jedoch neue liegende Fenster, wird zurzeit renoviert. 1907 wurden alle Weber-Eigentumshäuser zwangsversteigert (von Witwe Louise Weber) an verschiedene Besitzer. | 09256303 |
| Direkt Bild zu diesem Denkmal hochladen | Villa mit Einfriedung | Hauptstraße 53b (Karte)                 | 1905                                                    | Putzbau im Landhausstil mit Fachwerkanbauten, Teil des Villenensembles Hauptstraße 51a-c und 53a, b, ortsentwicklungsgeschichtliche Bedeutung Villa: Klinkersockel, Putzfassade (darunter zum Teil noch Fachwerk wie bei den seitlichen Nachbargebäuden), Eingang und hinterer Anbau in Fachwerk, profilierte Fenstersohlbänke, Fenster zum Teil alt. Gitter der Freitreppe zum Eingang aus der Erbauungszeit. „Landhausstil“. Einfriedung: Klinkersockel, schmiedeeisernes Gitter und Tor. | 09256302 |
| Direkt Bild zu diesem Denkmal hochladen | Mietshaus in halboffener Bebauung | Hauptstraße 54 (Karte)                  | 1898–1900                                               | in Ecklage Hermann-Landmann-Straße, reiche Putz-Klinker-Fassade des Späthistorismus, mit Kunststein- und Stuckelementen, Ecktürmchen mit Spitzhaube, Teil der geschlossenen Bebauung um 1900, ortsentwicklungsgeschichtliche und baugeschichtliche Bedeutung Mietshaus: 4 Geschosse, 5-1-7 Achsen, gelber Klinkersockel, Erdgeschoss verputzt, geglättet, Obergeschoss gelber Klinker mit Putzgliederung, Stockgesims, Traufgesims auf Stuckkonsolen, Kunststeinfensterrahmungen, Ecktürmchen, innen nicht gesehen. | 09256176 |
| Direkt Bild zu diesem Denkmal hochladen | Mietshaus in offener Bebauung, ehemaliges Gemeindeamt | Hauptstraße 56 (Karte)                  | 1898–1899                                               | späthistoristische Putz-Klinker-Fassade, repräsentativer Eingangsbereich mit Balustradenmotiv und Stuckvoluten, Teil der geschlossenen Bebauung um 1900, ehemals Gemeinde-Amt und Sparkasse, ortsgeschichtliche, ortsentwicklungsgeschichtliche und baugeschichtliche Bedeutung Mietshaus: 4 Geschosse, 11 Achsen, roter Klinker mit Putzgliederung, Kunststeinfenstereinfassungen, aufwendiges Mittelportal aus Putz, Stockgesims aus der Erbauungszeit: Haustür, Eingangsbereich mit Windfang und Stuckgliederung (Pilaster), zum Teil Bodenfliesen, Fenster und Balkone auf der Hofseite alt, ursprünglich 6 Holzbalkone und Inschrift: „Gemeinde-Amt und Sparkasse Oetzsch“, Nutzung als Gemeindeamt 1905–1921 | 09256175 |
| Direkt Bild zu diesem Denkmal hochladen | Mietshaus in halboffener Bebauung | Hauptstraße 58 (Karte)                  | 1899–1900                                               | in Ecklage Rathausstraße, aufwändige Putz-Klinker-Fassade mit Betonung der städtebaulich wichtigen Situation durch Eckrisalit mit Balkonen, Teil der geschlossenen gründerzeitlichen Bebauung, ortsentwicklungsgeschichtliche und baugeschichtliche Bedeutung 1899/1990 durch den Leipziger Architekten F. Otto Gerstenberger errichtetes Mietshaus. Viergeschossiger, repräsentativer Bau in Ecklage Rathausstraße, Erdgeschoss verputzt über gelbem Klinkersockel, überwiegend Ladennutzung, Obergeschosse mit gelber Klinkerverkleidung, Traufgesims auf Stuckkonsolen, Mansarddach, entsprechend der städtebaulichen Situation Ecke abgefast und risalitartig mit turmartiger Überhöhung (diese nicht in ursprünglicher Form erhalten) gestaltet, an der Ecke in allen drei Obergeschossen Balkone. Der Fassadenschmuck in kräftigen neubarocken Formen, die in gewisser Weise an die Dekoration der barocken Leipziger Kaufmannshöfe erinnern. Im Innern bauzeitliche Ausstattung (Bodenfliesen und Stuckkehle im Eingangsbereich, Treppenhaus, Wohnungstüren). Das anspruchsvoll gestaltete Mietshaus ist ein wichtiges Zeugnis der baulichen Entwicklung von Oetzsch um 1900, die von der Wandlung des ehemaligen Dorfes zum städtisch geprägten Vorort gekennzeichnet war. Es dokumentiert mit welchem Anspruch und in welcher Weise der damalige städtische Ausbau erfolgte. Damit verkörpert das Objekt einen ortsentwicklungsgeschichtlichen Aussagewert. Als qualitätvolles, charakteristisches Beispiel des Mietshausbaus der Zeit um 1900 ist das Gebäude auch baugeschichtlich von Bedeutung. Zudem verweist es auf die Bautätigkeit des Leipziger Architekten Gerstenberger, der seinerzeit vor allem im Baugeschehen des Leipziger Südens eine wichtige Rolle spielte. Es zeigt, dass er auch im stadtnahen Umland beachtenswerte Aufträge erhielt. LfD/2011 Mietshaus: 4 Geschosse, 8-1-7 Achsen, gelber Klinkersockel, Erdgeschoss verputzt, Obergeschosse in gelbem Klinker, Traufgesims auf Konsolsteinen, Stockgesims, Eckrisalit mit Balkonen, Fenster mit Kunststeineinfassungen, Fensterverdachungen, aus der Erbauungszeit: Haus- und Hoftür, Bodenfliesen und Stuckkehle im Eingangsbereich, Treppenhaus, Wohnungstüren, renoviert. | 09256151 |
| Direkt Bild zu diesem Denkmal hochladen | Mietshaus in halboffener Bebauung | Hauptstraße 62 (Karte)                  | 1898–1899                                               | in Ecklage Rathausstraße, aufwändige Putz-Klinker-Fassade in späthistoristischer Gestaltung, mit Eckerker sowie Stuck- und Kunststeinelementen, Teil der geschlossenen Bebauung um 1900, wichtige straßenbildprägende Lage, ortsentwicklungsgeschichtliche und baugeschichtliche Bedeutung Mietshaus: 4 Geschosse, 7-1-5 Achsen, roter Klinkersockel, Erdgeschoss verputzt, Obergeschosse: Klinker, Stockgesims, Traufgesims auf Konsolen, Eckrisalite, Kunststeineinfassung der Fenster, Fensterverdachung, Erdgeschoss geglättet aus der Erbauungszeit: Hoftür, Treppenhaus Wohnungstüren | 09256150 |
| Direkt Bild zu diesem Denkmal hochladen | Mietshaus in offener Bebauung | Hauptstraße 64 (Karte)                  | 1897–1898                                               | abwechslungsreich gestaltete, späthistoristische Putz-Klinker-Fassade mit Stuck- und Kunststeinelementen, Teil der geschlossenen Bebauung um 1900, ortsentwicklungsgeschichtliche und baugeschichtliche Bedeutung 3 Geschosse, 5 Achsen, Klinkersockel, Erdgeschoss Putzfassade (geglättet), Obergeschosse gelber Klinker, Stockgesims, aufwendiges farbiges Stuck-Traufgesims, Fensterrahmungen glasierte Klinker, 1. Obergeschoss aufwendige farbige Kunststein-Fensterverdachungen. aus der Erbauungszeit: Haustür alt, Treppenhaus, Wohnungstüren, Kellertür | 09256257 |
| Direkt Bild zu diesem Denkmal hochladen | Mietshaus in offener Bebauung | Hauptstraße 66 (Karte)                  | um 1900                                                 | in Ecklage Schulstraße, Putzbau in späthistoristischen und Jugendstilformen, mit Kunststeinelementen, Teil der geschlossenen Bebauung um 1900, ortsentwicklungsgeschichtliche und baugeschichtliche Bedeutung 3 Geschosse, 5-1-8 Achsen, Putzfassade (Erdgeschoss vermutlich geglättet), Stockgesimse, Traufgesims, in den Obergeschossen profilierte Kunststein-Fenstereinfassungen und -Verdachungen. aus der Erbauungszeit: Haustür alt, Bodenfliesen im Eingangsbereich, Treppenhaus, Wohnungstüren, Kellertür, Fenster zum Teil alt | 09256259 |
| Direkt Bild zu diesem Denkmal hochladen | Villa mit Einfriedung | Hauptstraße 71 (Karte)                  | 1904                                                    | Putzbau im Landhausstil, Putzgliederungen, Blendfachwerk und verbretterter Schwebegiebel, ortsentwicklungsgeschichtliche und baugeschichtliche Bedeutung Villa: 2 Geschosse, Klinkersockel, Putzfassade mit einfacher Putzgliederung, auf der linken Seite vorspringender Anbau zum Eingang, rechts Verandenvorbau mit Balkon und steinernen Brüstung, Eckrisalit mit Holzgiebel. „Landhausstil“. Einfriedung: Klinkersockel, schmiedeeisernes Gitter. | 09256320 |
| Direkt Bild zu diesem Denkmal hochladen | Mietshaus in offener Bebauung mit seitlicher Einfriedung | Hauptstraße 72 (Karte)                  | um 1915                                                 | Putzfassade mit ansprechender Putzgliederung in den stilisierten Formen der Zeit um 1915, ortsentwicklungsgeschichtliche und baugeschichtliche Bedeutung Mietshaus: 3 Geschosse, 10 Achsen, verputzter Klinkersockel mit Putznutung, Putzfassade mit Putzgliederung·(zum Beispiel Fruchtgehänge unterhalb der Fenster im 1. Obergeschoss), 2 Risalite mit Eckrustika. Aus der Erbauungszeit: Haustür, Treppenhaus, Bodenfliesen im Eingangsbereich, Wohnungstüren, Holzveranden Einfriedung: schmiedeeiserne Gitter der Tore beiderseits des Hauses. | 09256250 |
| Direkt Bild zu diesem Denkmal hochladen | Mietshaus in offener Bebauung | Hauptstraße 74 (Karte)                  | 1896–1897                                               | in Ecklage Gartenstraße, Putzbau in späthistoristischen Formen, Gliederungs- und Schmuckelemente in Kunststein und Stuck, Teil der geschlossenen gründerzeitlichen Bebauung, ortsentwicklungsgeschichtliche Bedeutung 3 Geschosse, 8-1-8 Achsen, 3 Eckrisalite mit Eckrustika, Klinkersockel, Putzfassade, im Erdgeschoss mit Putznutung (fehlt zum Teil im Ladenbereich), im Obergeschoss profilierte Fenstersohlbänke mit Stuckkonsolen, im 1. Obergeschoss Fensterverdachungen mit Konsolen (bei den Risaliten mit aufwendigerem Schmuck), stuckierte Schlusssteine, Stockgesims, aufwendig stuckiertes Traufgesims auf Konsolen. aus der Erbauungszeit: Haustür, Wandfliesen im Eingangsbereich (alt), Treppenhaus, Wohnungstüren, Außentoiletten, Kellertür. | 09256304 |
| Direkt Bild zu diesem Denkmal hochladen | Doppelmietshaus in offener Bebauung | Hermann-Landmann-Straße 4; 6 (Karte)    | um 1915                                                 | ansprechender Putzbau im Reformstil um 1910/15, gestalterische Akzente durch figürliche und ornamentale Reliefs, ortsentwicklungsgeschichtliche und baugeschichtliche Bedeutung Mietshaus: 3 Geschosse, 10 Achsen, ausgebautes Dachgeschoss, Klinkersockel, Putzfassade, Stockgesims, Mittelrisalit mit überdachter Eingangstür und beidseitigem figürlichem Schmuck, Eckbetonung durch Putzspiegel, auf der Hofseite Balkone aus der Erbauungszeit: Hoftür, Haustür, Treppenhaus, Wohnungstüren, Außentoilette, Kellerfenstergitter, zum Teil Fenster, Torpfosten. Bei Hausnr. 6 zusätzlich Bodenfliesen im Eingangsbereich, vergleiche auch Hermann-Landmann-Straße 6, Hinterhaus: 2 Geschosse, Putzfassade (geglättet), ausgebautes Dachgeschoss, Stockgesims, Tor, aus der Erbauungszeit: 2 Jalousieblenden, Balkon, Fensterverdachung, innen nicht gesehen. Hinterhaus gehört grundstücksmäßig auch mit zu Hermann-Landmann-Straße 6. | 09256199 |
| Direkt Bild zu diesem Denkmal hochladen | Mietshaus in offener Bebauung | Hermann-Landmann-Straße 7 (Karte)       | um 1895                                                 | charakteristische Putz-Klinker-Fassade des Späthistorismus mit Kunststein- und Stuckelementen, Teil der geschlossenen Bebauung um 1900, ortsentwicklungsgeschichtliche und baugeschichtliche Bedeutung Mietshaus: 3 Geschosse, 6 Achsen, ausgebautes Dachgeschoss, Klinkersockel, Erdgeschoss Putznutung, in Obergeschossen Klinkerfassade, Kunststeinfenstereinfassungen und -eckrustizierung, Putzkonsolen, Traufgesims, zerstörter Schriftzug im Erdgeschoss aus der Erbauungszeit: Hoftür, Treppenhaus, Wohnungstüren, Außentoilette, Kellertür | 09256188 |
| Direkt Bild zu diesem Denkmal hochladen | Mietshaus in offener Bebauung | Hermann-Landmann-Straße 8 (Karte)       | 1899                                                    | in Ecklage Mittelstraße, späthistoristischer Putz-Klinker-Bau mit Kunststeinelementen, Ecklage durch Eckrisalit und Balkone betont, Teil der geschlossenen Bebauung um 1900, ortsentwicklungsgeschichtliche und baugeschichtliche Bedeutung Mietshaus: 3 Geschosse, 8-1-7 Achsen, ausgeb. Dachgeschoss, Klinkersockel, Erdgeschoss: Putz (zum Teil geglättet, zum Teil mit Putznutung), Obergeschoss: Putz-Klinker-Fassade, Stockgesims, Kunststeinfenstereinfassungen, Eckbalkone, Torpfosten zu beiden Seiten aus der Erbauungszeit: Hoftür alt, Treppenhaus, Wohnungstüren, Außentoiletten, Kellertür | 09256190 |
| Direkt Bild zu diesem Denkmal hochladen | Mietshaus in halboffener Bebauung | Hermann-Landmann-Straße 9 (Karte)       | um 1895                                                 | Putz-Klinker-Fassade in späthistoristischer Gestaltung, mit Kunststein- und Stuckelementen, Teil der geschlossenen Bebauung um 1900, ortsentwicklungsgeschichtliche Bedeutung Mietshaus: 3 Geschosse, 6 Achsen, ausgebautes Dachgeschoss, Klinkersockel, Erdgeschoss Putzfassade, im Obergeschoss Putz-Klinker-Fassade (rot), Kunststeinfensterrahmungen, Stockgesims aus der Erbauungszeit: Hoftür alt, Treppenhaus, Wohnungstüren, Außentoilette, Kellertür | 09256187 |
| Direkt Bild zu diesem Denkmal hochladen | Toranlage zu einem Gartengrundstück | Hohe Straße 2 (Karte)                   | um 1907                                                 | massives Torhäuschen mit geschweifter Haube mit aufgesetzter Dachzier, baugeschichtlich von Bedeutung verputzt, profiliertes Gesims, geschweifte Haube mit Ziegeleindeckung, Grundstück gehört zu Straße „Ring“, Haus dazu existiert nicht | 09256455 |
| Direkt Bild zu diesem Denkmal hochladen | Doppelwohnhaus in offener Bebauung | Im Lumbsch 5; 7 (Karte)                 | um 1925                                                 | Putzbau in den traditionellen Formen der 1920er Jahre, eingeschossige Vorbauten mit Giebeln und dreiteiligen Fenstern, ortsentwicklungsgeschichtliche und baugeschichtliche Bedeutung achsensymmetrisch zur Mittelachse, 2 Geschosse, Putzfassade mit Putzgliederung (Putznutung im Erdgeschoss), Walmdach, kupfergedeckter Vorbau im Erdgeschoss mit abgeschnürten Stützen im Fensterbereich, seitliche Eingänge mit Windfang und Freitreppe, Fenster in Nummer 5 zum Teil alt, Fenster und Fensterläden in Nummer 7 alt | 09256384 |
|                                         | Doppelwohnhaus (Koburger Straße 21 und Albrecht-Dürer-Straße 7), Nebengebäude zu Koburger Straße 21 und Einfriedung | Koburger Straße 7 (Karte)               | um 1910                                                 | villenartiger Putzbau im Reformstil um 1915, Nebengebäude zu Koburger Straße 21 (ehemals Büro des Architekten Hermann Fischer), weitgehend symmetrisch gegliedert, zurückhaltende Putzgliederungen und akzentuierender Stuckdekor, bau- und ortsentwicklungsgeschichtliche Bedeutung Fassade zusammen mit Albrecht-Dürer-Straße 7 achsensymmetrisch, Putzfassade mit Putzgliederung, überdachtem Eingang und Vorbau, Nebengebäude: eingeschossiger Putzbau, Toranlage: verputzter Klinker, Putzornamentik, Verdachung, Staketenzaun mit verputztem Tor mit pflanzlicher Putzornamentik, ursprünglich dazugehörige Garage jetzt Bestandteil von Koburger Straße 23 Albrecht-Dürer-Straße 7: 2 Geschosse, Klinkersockel, Putzfassade mit einfacher Putzgliederung, Hauptfassade zur Koburger Straße achsensymmetrisch: Eckrisalit mit polygonalem Vorbau mit geschweiften Dach, Gaube mit halbrundem Giebel, seitlicher Eingang: Dach auf Stützen mit kapitellartiger, Freitreppe zum Eingang, rückwärtiger eingeschossiger Wintergarten aus Holz mit farbigen Fenstern, Haustür und Fenster alt. Einfriedung: Staketenzaun, Sockel und Pfosten verputzt | 09256374 |
| Direkt Bild zu diesem Denkmal hochladen | Wohnhaus | Koburger Straße 9 (Karte)               | um 1890                                                 | Putzbau in den kubischen Formen des Neuen Bauens, entstanden durch Umbau eines älteren Gebäudes, baugeschichtliche und baukünstlerische Bedeutung Das Wohnhaus entstand in seiner jetzigen Form 1928/29 durch einen Umbau eines älteren Gebäudes, das um 1890 errichtet wurde und zu einer Keksfabrik gehörte. Die Pläne zu dem Umbau lieferte der Leipziger Architekt Arthur Hoh (Mitglied DWB), als Bauherrschaft traten G. A. Jauck und Dr. Nitzelnadel auf. Der Bau besteht aus einem zweigeschossigen Hauptteil, der auf das ältere Gebäude zurückgeht (ablesbar u. a. am Bruchsteinsockel mit Klinker), und dem mit dem Umbau errichteten westlichen eingeschossigen Anbau. Die kubischen Formen, die der Bau durch seine Umgestaltung erhielt, entsprechen den Prinzipien der modernsten Architekturströmung der 1920er Jahre, genannt Neues Bauen oder Bauhausstil. Dazu gehören auch die Gliederung der Fassaden mit dekorativen Putzstreifen, die ursprünglich vielleicht farbig gefasst waren, oder die Verwendung von Glasbausteinen (siehe Pläne). Das Gebäude ist weitgehend im historischen Bestand mit originalen Ausstattungselementen wie Haustür erhalten. Das Wohnhaus ist eines der wenigen Beispiele für die Architektur des Neuen Bauens in Markkleeberg. In der Spannbreite der Lösung einer ortstypischen Bauaufgabe (gehobener Wohnbau) verweist es auf die seinerzeit fortschrittlichste Variante. Damit verkörpert es einen baugeschichtlichen und baukünstlerischen Zeugniswert für die klassische Architekturmoderne im Bereich des privaten Wohnungsbaues. LFD/2013 | 09304635 |
|                                         | Doppelwohnhaus (Koburger Straße 21 und Albrecht-Dürer-Straße 7), Nebengebäude zu Koburger Straße 21 und Einfriedung | Koburger Straße 21 (Karte)              | um 1910                                                 | villenartiger Putzbau im Reformstil um 1915, Nebengebäude zu Koburger Straße 21 (ehemals Büro des Architekten Hermann Fischer), weitgehend symmetrisch gegliedert, zurückhaltende Putzgliederungen und akzentuierender Stuckdekor, bau- und ortsentwicklungsgeschichtliche Bedeutung Fassade zusammen mit Albrecht-Dürer-Straße 7 achsensymmetrisch, Putzfassade mit Putzgliederung, überdachtem Eingang und Vorbau, Nebengebäude: eingeschossiger Putzbau, Toranlage: verputzter Klinker, Putzornamentik, Verdachung, Staketenzaun mit verputztem Tor mit pflanzlicher Putzornamentik, ursprünglich dazugehörige Garage jetzt Bestandteil von Koburger Straße 23 Albrecht-Dürer-Straße 7: 2 Geschosse, Klinkersockel, Putzfassade mit einfacher Putzgliederung, Hauptfassade zur Koburger Straße achsensymmetrisch: Eckrisalit mit polygonalem Vorbau mit geschweiften Dach, Gaube mit halbrundem Giebel, seitlicher Eingang: Dach auf Stützen mit kapitellartiger, Freitreppe zum Eingang, rückwärtiger eingeschossiger Wintergarten aus Holz mit farbigen Fenstern, Haustür und Fenster alt. Einfriedung: Staketenzaun, Sockel und Pfosten verputzt | 09256374 |
|                                         | Villa mit Einfriedung und Garage | Koburger Straße 23 (Karte)              | 1924–1925                                               | Putzbau in den traditionellen Formen der 1920er Jahre, Putzgliederung mit kannelierten Pilastern, bleiverglasten Fenstern im Treppenhaus, Staketenzaun mit verputzten Gartentoren, ortsentwicklungsgeschichtliche und baugeschichtliche Bedeutung Villa: 2 Geschosse, Putzfassade, eingeschossiger Wintergarten- und Balkonvorbau mit Putzgliederung durch Kannelierung an Hauptfassade, Stock- und Traufgesims, profilierte Fenster- und Türeinfassungen, Zwerchhaus, Haustür flankiert von kannelierten Pilastern, Gartenausgang mit großer Freitreppe, Fenster alt, bleiverglaste Fenster im Treppenhaus, Einfriedung: Staketenzaun, verputztes Gartentor, Garage: eingeschossiger Putzbau, Bauschmuck in zeittypischen Art-déco-Formen, Garage gehörte ursprünglich zu Grundstück Koburger Straße 21 | 09256375 |
|                                         | Mietvilla | Koburger Straße 27 (Karte)              | 1898–1899                                               | Putzbau im Landhausstil, mit Klinkergliederungen und hölzernem Wintergarten, ortsentwicklungsgeschichtliche und baugeschichtliche Bedeutung 2 Geschosse, 4 Achsen, Mittelrisalit mit geschnitztem Holzbalkon und Giebel mit Freigespärre, Putzfassade, Fenstereinfassungen und Eckbetonung Klinker, Krüppelwalmdach mit Holzverbledngung an Giebeln und Risalit, links Eingang mit Freitreppe und Windfang, rechts Anbau mit hölzernem Wintergarten, Landhausstil | 09256376 |
| Weitere Bilder                          | Gasthaus in offener Bebauung | Koburger Straße 33 (Karte)              | 1898                                                    | in Ecklage Breitscheidstraße, imposanter, städtebaulich prägender Putzbau im Landhausstil mit Veranda, malerische Baukörpergestaltung mit reichem Blendfachwerk und stark durchgliederter Dachlandschaft, ortsgeschichtliche, baugeschichtliche und städtebauliche Bedeutung 2 Geschosse, 9 Achsen, ausgebautes Dachgeschoss, Putzfassade, im Erdgeschoss große Rundbogenfenster mit eingestellten Säulen und Rustikaquaderung um die Fensterbogen, im Obergeschoss profilierte Fensterrahmung und Eckbetonung durch Fachwerk, Dachgeschoss Fachwerkornamentik, Knaggen und Konsolen, mit Gauben zur Rudolf-Breitscheid-Straße, seitlicher Wintergarten mit Balkon, Saalanbau: eingesch., Putzfassade, Klinkersockel, Rundbogenfenster ähnlich wie im Haupthaus, jedoch arkadenartig ausgebildet, Kunststeingliederung Datierung der Literatur entnommen. – Teilabbruch 1999 (Saal) | 09256347 |
|                                         | Villa | Leipziger Straße 1 (Karte)              | 1911                                                    | Putzbau im Reformstil um 1910/15, Mittelachse durch Vorbau mit aufgesetztem schmiedeeisernem Balkon und Dachhaus betont, zurückhaltende Putzgliederungen, Teil der geschlossenen Villenbebauung, ortsentwicklungsgeschichtliche und baugeschichtliche Bedeutung 2 Geschosse, Walmdach mit liegenden Fenstern (neu), Betonung der Mittelachse durch rechteckigen Vorbau mit Relieffriesen, Balkon mit schmiedeeisernem Gitter und Zwerchhaus mit Volutengiebel mit einfacher Putzgliederung und Oculus, Eingang rechts: Windfang mit einfacher Putzgliederung, geschliffenen Fenstern in der Tür und bleiverglasten farbigen Fenstern im Oberlicht und Freitreppe, entstellende selbstleuchtende Werbeaufschrift am Vorbau. aus der Erbauungszeit: Kellerfenstergitter, Fenster alt | 09256369 |
|                                         | Ehem. Klubhaus des jüdischen Tennisclubs »Rot-Weiß« | Leipziger Straße 30 (Karte)             | um 1925                                                 | breitgelagerter Bau in ansprechender Gestaltung der 1920er Jahre, Erdgeschoss verputzt und Obergeschoss mit farbig gefasster Holzverschalung, Dachreiter, ortsgeschichtliche, sozialgeschichtliche und baugeschichtliche Bedeutung 2 Geschosse, Walmdach mit Dachreiter und Fledermausgauben, Erdgeschoss verputzter Klinker, Obergeschoss Holzverschalung und durchgehendes Fensterband an der Hofseite, alte Doppelfenster, bis 1936 Eigentum des jüdischen Tennisclubs „Rot-Weiß“, 1936 Enteignung von Rot-Weiß (Nürnberger Gesetze), aus Sport- wurde Produktionsstätte, ab 1939 kriegswichtig | 09256370 |
|                                         | Villa mit Einfriedung | Lößniger Straße 1 (Karte)               | um 1900                                                 | kubischer Putzbau mit reicher Putzgliederung in Jugendstilformen, Teil der geschlossenen Villenbebauung, ortsentwicklungsgeschichtliche und baugeschichtliche Bedeutung Villa: 2½ Geschosse, Klinkersockel, Putzfassade mit Putznutung, Putzgliederung oberhalb der Fenster, Traufgesims mit Knaggen, hölzerner Windfang mit geätzten Scheiben und schmiedeeisernen Treppengeländer, Fensterläden, Anbau neueren Datums. Einfriedung: schmiedeeisernes Gitter. | 09256352 |
|                                         | Villa mit Einfriedung | Lößniger Straße 2 (Karte)               | 1901                                                    | malerischer Bau mit späthistoristischen und Jugendstilelementen, Teil der geschlossenen Villenbebauung, ortsentwicklungsgeschichtliche und baugeschichtliche Bedeutung 1901 durch den Architekten Max Bischoff im eigenen Auftrag errichtete Villa. Zweigeschossiger Bau über hohem Sockel, dieser teilweise mit Sandstein verkleidet und durch kräftige Eckquaderung eingefasst, Fassaden verputzt, Gliederungs- und Schmuckelemente teils in Putz, teils in Naturstein ausgeführt, Walmdach, durch Anbauten malerisches Erscheinungsbildatiert An der Straßenfront stark vortretender Seitenrisalit mit Schweifgiebel, im Winkel zum Hauptbau Treppenzugang mit Dockengeländer und loggiaartiger Überdachung auf Porphyrtuffsäulen. An der Nordwestecke rundes Ecktürmchen. Die Villa ist Teil des ausgedehnten Villengebiets, das um 1900 auf der nördlichen Flur des später in die Stadt Markkleeberg eingegangenen Dorfes Oetzsch entstandatiert Damit verkörperte sie einen Aussagewert zu diesem wichtigen Abschnitt der Ortsgeschichte. Als qualitätvolles Beispiel des Villenbaus des frühen 20. Jh. erlangt sie zudem baugeschichtliche Bedeutung. LfD/2011 Villa: Sandsteinsockel mit Eckrustika, Putzfassade mit einfacher Putzgliederung, große Freitreppe mit Arkaden im Eingangsbereich (Stützen der Arkaden gemalter Marmor), aufwendige Brüstung mit Docken, aufgesetztes rundes Ecktürmchen, Zwerchhaus mit geschwungenem Giebel. aus der Erbauungszeit: Haustür, Nebeneingang (Dienstboteneingang ?), zum Teil Fenster. Bau von Max Bischof mit breiter überdachter Freitreppe und rundem Eckturm | 09256355 |
|                                         | Villa mit Einfriedung | Lößniger Straße 3 (Karte)               | um 1900                                                 | Putz-Klinker-Bau im Landhausstil, malerisches Erscheinungsbild durch Materialvielfalt, Teil der geschlossenen Villenbebauung, ortsentwicklungsgeschichtliche und baugeschichtliche Bedeutung Villa: Klinkersockel, Erdgeschoss Putzfassade mit Klinkergliederung, im Obergeschoss Fachwerk mit Klinkerausfachung, hölzerner Wintergarten, Holzbalkon über geschnitzten Knaggen, Holzverblendungen am Giebel, hölzerner Windfang. aus der Erbauungszeit: farbige Fenster im Wintergarten, geschliffene Scheiben im Windfang, Fenster (alt), Jalousieblenden. | 09256354 |
| Direkt Bild zu diesem Denkmal hochladen | Wohnhaus in offener Bebauung, mit Einfriedung und Garten mit Gartenhaus und Laube | Lößniger Straße 4 (Karte)               | 1922–1923 (Wohnhaus); 1930–1931 (Hausgarten/Wohngarten) | Holzhaus der Deutschen Werkstätten für Handwerkskunst GmbH, Dresden und München, Serienfertigung nach Entwurf von Adelbert Niemeyer, weitgehend authentisch erhalten bis hin zu im Herstellerprogramm enthaltenen Ausstattungselementen im Innern (Türen, Decken- und Wandgestaltungen, Einbaumöbel), Hausgarten im typischen Gartenstil um 1930, Entwurf von Otto Mossdorf jun., ortsentwicklungs-, bau-, kunst- sowie gartengeschichtliche und gartenkünstlerische Bedeutung. Bei dem 1922/23 im Auftrag von Rod. Docquet errichteten Wohngebäude handelt es sich um ein sogenanntes Schwarten- oder Hellerauer „Maschinenhaus“. Ab 1920 begannen die Deutschen Werkstätten in Hellerau bei Dresden neben der industriellen Möbelfertigung mit der Herstellung von Holzhäusern als Serienprodukt. Für die Typenprojekte war unter anderem Adelbert Niemeyer, seinerzeit namhafter Produktgestalter, zuständig. Nach einem Typenentwurf Niemeyers ist das Haus gebaut. Die Konstruktion, die nicht nur dem Niemeyer-Haus zugrunde liegt, basiert auf einer geschosshohen, 60 cm breiten Außenwandplatte (Kassette). Das vorgefertigte Wandelement ist außen mit den sogenannten Schwarten verbrettert und verleiht den Häusern ihr unverwechselbares Aussehen sowie einen bezeichnenden Namen. Prägend für diesen DW-Haustyp ist ferner das hohe Satteldach mit weitem Überstand. In der Variante mit hochgelegenem Kellergeschoss, durch den ortsansässigen Architekten M. Bischof geplant und in solidem Sandsteinmauerwerk ausgeführt, erhält das Markkleeberger DW-Haus eine besonders ansprechende Außenwirkung. Mit seiner in wichtigen Teilen vorhandenen bauzeitlichen Innenausstattung veranschaulicht es eindrucksvoll, dass auch das Interieur zu Konzeption und Lieferumfang gehörte. Unter den Aspekten von Funktionalität und optimaler Raumnutzung ist dabei der Einbau von Wandschränken und Nischen charakteristisch. 1928 ließ der Besitzer Viktor Dietrich, Kaufmann und Lotterieeinnehmer, auf der Gartenseite eine Veranda anbauen (Architekt Curt Einert). Spätestens mit der Errichtung des Wohnhauses 1922/1923 war wohl auch eine Gartengestaltung entstanden, die den architektonischen Stilprinzipien des Reformgartens verpflichtet war. Sie zeigte sechs Grün- oder Pflanzflächen (zwei vor und vier hinter dem Haus), die von einem weitgehend orthogonalen Wegesystem durchzogen bzw. umschlossen waren. Das in Hausnähe auf der Südseite stehende Gartenhaus sowie die Gartenlaube in der Nordostecke sind älteren Ursprungs, ihren Formen nach um 1900 entstanden. Damals gehörte das Grundstück dem in Leipzig ansässigen Steinmetzmeister Karl Laux, der es – wie die beiden Kleinarchitekturen dokumentieren – damals schon als Garten nutzte. 1930/1931 kam es zu einer Neugestaltung des Gartens nach Entwurf des namhaften Gartenarchitekten Otto Mossdorf jun. aus Göhrenz (heute Ortsteil von Markranstädt). Der neugestaltete Garten vertrat entschieden die gartengestalterischen Tendenzen um 1930, die in solch einem Fall auf eine Gartenanlage zielten, die man mit dem Begriff Wohngarten umschrieb. Die kennzeichnenden Merkmale sind eine große Rasenfläche (Wohnrasen) als Grundlage, Abkehr von Symmetrie und Regelmäßigkeit sowie eine betonte Raumbildung durch blühende Stauden und Sträucher. Die gesuchte enge Verbindung zwischen Wohnhaus und Gartenraum konnte hier durch die Gestalt des Wohnhauses mit seinem hohen Sockelgeschoss nur bedingt umgesetzt werden, ist aber dennoch erkennbar am terrassenartigen, steinbelegten Übergang mit Sitzplatz, der vom Haus zur zentralen Rasenfläche führt. Wohl aus Kostengründen griff man im Gartenteil vor dem Haus offensichtlich weniger umgestaltend ein und übernahm modifizierend die vorhandene architektonisch geprägte Grundstruktur. Zu den älteren Kleinbauten (Gartenhaus und Laube), die in die Wohngartenstruktur integriert wurden, erfolgte der Einsatz weiterer Bauelemente sehr zurückhaltend, er blieb vorrangig auf Wege- und Platzbeläge aus Steinplatten, einige Steinbänke und Futtermauern sowie Treppen an der Laube beschränkt, was ebenso dem Wohngartenprinzip, das auch einer gewissen Natürlichkeit verpflichtet ist, entspricht. Der nach Entwurf Otto Mossdorfs entstandene Hausgarten ist in seinen wesentlichen Teilen erhalten. Zum denkmalrelevanten Bestand des Wohnanwesens zählen auch die historischen Teile der straßenseitigen Einfriedung (Torpfeiler und Sockel in Sandstein), die vermutlich schon aus der Bauzeit des Hauses stammen. Als sehr authentisches, außen wie innen weitgehend original erhaltenes und frühes Beispiel eines DW-Holzhauses nach Entwurf Adelbert Niemeyers dokumentiert das Gebäude die jüngere Entwicklung im Holzbau, der im privaten Wohnbau der 1920/1930er Jahre einen Höhepunkt erlebte und mit technischen Innovationen sowie gestalterischem Anspruch überzeugende Lösungen hervorbrachte. Es verweist darauf, dass die Deutschen Werkstätten AG Hellerau-München hierbei eine führende Rolle innehatten. Zudem ist es ein Zeugnis für das Wirken und Schaffen Adelbert Niemeyers, der zur erfolgreichen Produktpalette der Deutschen Werkstätten entscheidend beitrug. Unter diesen Aspekten erlangt das Objekt baugeschichtliche und kunsthistorische Bedeutung. Überdies lässt es die bauliche Weiterentwicklung des seit dem ausgehenden 19. Jahrhundert auf den Oetzscher Fluren entstandenen Villengebiets in den 1920er Jahren erkennen. Es zeigt, dass damals hier weiterhin anspruchsvolle Wohnbauten in zeitgenössischer Ausprägung entstanden. Somit eignet dem Objekt auch ein ortsentwicklungsgeschichtlicher Aussagewert. Der Hausgarten von 1930/1931 ist einerseits ein konstitutiver Teil des Wohngrundstücks und andererseits in Sonderheit ein gartenkünstlerisches und gartengeschichtliches Zeugnis seiner Entstehungszeit und seines Urhebers. | 09306889 |
|                                         | Villa mit Einfriedung, Garage, Steinbank und Bassin | Lößniger Straße 7 (Karte)               | 1910–1911                                               | Putzbau mit nobler Fassadengestaltung im Reformstil um 1910, auf der Nordseite Anbau, in der Südwestecke des Grundstücks Ruheplatz mit Steinbank und davorliegendem Bassin, Teil der geschlossenen Villenbebauung, ortsentwicklungsgeschichtliche und baugeschichtliche Bedeutung Villa: 2 Geschosse, Freitreppe, Putzfassade mit Putzgliederung (Lisenen, Reliefs mit Fruchtgehänge im Fensterbereich), zum Teil Eckquaderung, Fenstereinfassungen in Kunststein, Rundbogenfenster im Sockelgeschoss, ovales Fenster neben dem Eingang. aus der Erbauungszeit: Haustür (alt), zum Teil farbige Fenster, Fenster alt. Garage, im Innern Teile der historischen Ausstattung: Türen, Wandverkleidung, Wandschränke, Stuckdecken, Parkett Einfriedung: verputzte Klinkerpfosten, zum Teil mit Kupferabdeckung, Staketenzaun, Steinbank: nischenartige Anlage, in Beucher Granitporphyr ausgeführt, Rückseite mit Ziegelmauerwerk ausgesetzt, seitliche Abschlüsse mit Kugelaufsätzen, davor rechteckiges Bassin: gemauerte Einfassung (ebenfalls Beuchaer Granitporphyr), Schmalseiten mit Stufen, ehemals zum Baden genutzt Seite 1 von 11 ?Seite 2 von 11 ?Seite 3 von 11 ?Seite 4 von 11 ?Seite 5 von 11 ?Seite 6 von 11 ?Seite 7 von 11 ?Seite 8 von 11 | 09256356 |
|                                         | Villa | Lößniger Straße 11 (Karte)              | um 1910                                                 | Putzbau im Reformstil um 1910/15, Fassadengestaltung mit zurückhaltender Putzgliederung und akzentuierendem Putzdekor, Teil der geschlossenen Villenbebauung, ortsentwicklungsgeschichtliche und baugeschichtliche Bedeutung 2 Geschosse, Vorbau mit geschweiften Kupferdach und Putzreliefs, Windfang mit Freitreppe, verputzter Klinker. Wird z.Z. saniert. | 09256357 |
|                                         | Wohnhaus in offener Bebauung | Lößniger Straße 12 (Karte)              | 1925–1926                                               | Holzhaus, für die Region bedeutendes Beispiel der aus Fertigelementen hergestellten Holzbauten der Fa. Christoph & Unmack (Niesky), ortsentwicklungsgeschichtliche und baugeschichtliche Bedeutung 1925/26 durch die Fa. Christoph & Unmack AG aus Niesky für den Chemiker Dr. Hermann Rassow errichtet. Auf einem Eckgrundstück stehendes, zweigeschossiges Holzhaus mit hohem, weit vorkragenden Walmdach. Blockbauweise aus genormten Bohlen. Obergeschoss überstehend, dessen hervortretende Schwelle mit profilierten Balkenköpfen. Im Erdgeschoss Schiebefensterläden. Auf der Ost- und Südseite erkerartige Anbauten mit Balkonen im Obergeschoss. Freitreppe zur Haustür aus Klinker. Das Gebäude dokumentiert die bauliche Weiterentwicklung des seit dem ausgehenden 19. Jh. auf den Oetzscher Fluren entstandenen Villengebiets in den 1920er Jahren. Es zeigt, dass damals hier weiterhin hochwertige Wohnbauten in zeitgenössischer Ausprägung entstanden. Somit eignet dem Wohnhaus ein ortsentwicklungsgeschichtlicher Aussagewert. Als in der Region wichtiges Beispiel für die Holzhäuser der weltweit bedeutenden Fa. Christoph & Unmack (Niesky) hat es auch eine hohe baugeschichtliche Bedeutung. LfD/2012 2 Geschosse, Walmdach, „nordisches Blockhaus“, datiert. ganz aus Holz, Stock- und Traufgesims, Freitreppe zur Haustür aus Klinker. Seltene Bauweise. Datierung nach Auskunft der Mieter. aus der Erbauungszeit: Haustür, Fenster, Fensterläden. | 09256359 |
|                                         | Villa mit Nebengebäude | Lößniger Straße 19 (Karte)              | 1908–1909                                               | malerisch gestalteter Putzbau, Teil der geschlossenen Villenbebauung, ortsentwicklungsgeschichtliche und baugeschichtliche Bedeutung Die Villa wurde 1908/09 nach Plänen des Architekten Hermann Fischer erbaut, Auftraggeberin war die Witwe Bertha Legel. Eingeschossiger, asymmetrisch gegliederter Bau, Klinkersockel, Putzfassade mit Putzgliederung (Fruchtgehänge), Mansardwalmdach, zur Straße Seitenrisalit mit Dreieckgiebel, Hauseingang mit Vorbau seitlich, darüber Dachgiebel, auf der gegenüberliegenden Giebelseite Balkon mit schmiedeeiserner Gitter, teilweise Fenster aus der Erbauungszeit. Nebengebäude verputzt, Mansarddach, Eingangsvorbau, darüber dreiachsiger Zwerchgiebel. Die Villa verweist auf die bauliche Entwicklung von Raschwitz und Oetzsch um 1900, die unter anderem zur Entstehung eines ausgedehnten Villengebietes führte, dadurch erlangt das Objekt ortsentwicklungsgeschichtliche Bedeutung. Zudem verkörpert es einen Aussagewert zum Villenbau in der Region um 1910 und zum Schaffen des Architekten Hermann Fischer, der zu damaliger Zeit wesentlich die Bauentwicklung im Süden Leipzigs mitgeprägt hat. LfD/2011 Villa: eingeschossig, Klinkersockel, Putzfassade mit Putzgliederung (Fruchtgehänge), Mansardwalmdach, Haustür und Fenster aus der Erbauungszeit, Nebengebäude: verputzt, Mansardwalmdach. Villa und Nebengebäude wurden 1908/09 nach Plänen des Architekten Hermann Fischer errichtet, Auftraggeberin war die Witwe Bertha Legel. Das Anwesen ist Teil des Villenvorortes, der um 1900 auf der nördlichen Flur des später in die Stadt Markkleeberg eingegangenen Dorfes Oetzsch entstandatiert Die Villa und das Nebengebäude dokumentieren, in welcher Weise und mit welchem Anspruch dieses neu erschlossene Baugebiet bebaut wurde. Dadurch haben sie ortsgeschichtliche und ortsentwicklungsgeschichtliche Aussagekraft. Die Herausbildung eines Wohngebietes für gehobene Ansprüche war öffentlich gewollt und wurde mit Vorschriften und anderen Mitteln durchgesetzt. Bis heute blieb der beabsichtigte noble Charakter des Wohngebiets erhalten. Der Architekt Hermann Fischer hatte eine führende Stellung bei der Bebauung der neu erschlossenen Bereiche von Oetzsch und Raschwitz. Somit trug er durch seine Bautätigkeit wesentlich zum Erscheinungsbild der sich entwickelnden Villenvororte bei. Unter diesem Aspekt ist er als Repräsentant der allgemeinen Bauentwicklung am Ort und darüber hinaus zu sehen. Folglich ergibt sich für seine Bauten wie das Objekt Lößniger Straße 19, die insgesamt von einer Baugesinnung des guten Geschmacks zeugen, eine baugeschichtliche Bedeutung. Der denkmalrelevante Wert des Villenbaus wird zusätzlich durch seine Zugehörigkeit zu einem Ensemble gleichartiger Bauten erhöht. | 09256358 |
|                                         | Villa mit Nebengebäude, Hofpflasterung und Einfriedung | Mittelstraße 3 (Karte)                  | um 1910                                                 | Putzbau im Sinne der Reformarchitektur um 1910/15, zurückhaltende Putz- und Stuckgliederungen in stil- und zeittypischen stilisierten Formen, Nebengebäude verputzt, Erweiterung durch zweigeschossigen Kopfbau der 1920er Jahre, Einfriedung Klinkerpfosten und schmiedeeiserne Zaunsfelder, Teil der geschlossenen Villenbebauung, ortsentwicklungsgeschichtliche und baugeschichtliche Bedeutung Villa: 2 Geschosse, Klinkersockel, Putzfassade mit Reliefs am vorgewölbten Mittelrisalit, Freitreppe, Tür und Fenster alt. Nebengebäude: Klinkersockel, Putzfassade, Stockgesims. Einfriedung: Klinkerpfosten, schmiedeeisernes Gitter und Tor Hofpflasterung alt. | 09256240 |
| Direkt Bild zu diesem Denkmal hochladen | Villa mit Einfriedung | Mittelstraße 4 (Karte)                  | um 1900                                                 | kubischer Putzbau in späthistoristischen Formen, Straßenfront mit polygonalem Risalit, seitliche zweigeschossige Veranda in Holzkonstruktion, Teil der geschlossenen Villenbebauung, ortsentwicklungsgeschichtliche und baugeschichtliche Bedeutung Bruchsteinsockel, Putzfassade zum Teil mit Putznutung, profilierte Fenstereinfassungen, Stockgesims, polygonaler Mittelrisalit, hölzerner Wintergartenanbau aus der Erbauungszeit: zum Teil Fenster, Fenstergitter im Sockelgeschoss, Einfriedung: schmiedeeisernes Gitter über Klinkermauer, Tor neu | 09256241 |
| Direkt Bild zu diesem Denkmal hochladen | Villa mit Einfriedung | Mittelstraße 8 (Karte)                  | um 1910                                                 | ansprechender Putzbau, gestaltet im Sinne des Reformstils um 1910/15, akzentuierende Putzgliederungen und Stuckreliefs, seitlicher Anbau mit Balkon, Teil der geschlossenen Villenbebauung, ortsentwicklungsgeschichtliche und baugeschichtliche Bedeutung Villa: 2 Geschosse, ausgeb. Dachgeschoss, Giebelständig, Putzfassade mit Putzgliederung, Reliefs am Anbau, polygonale Eckausbildung, Anbau mit Dachterrasse Einfriedung: Staketenzaun, Tor neu. | 09256239 |
| Direkt Bild zu diesem Denkmal hochladen | Doppelmietshaus in offener Bebauung | Mittelstraße 10; 12 (Karte)             | 1896–1897                                               | reich gestaltete Putz-Klinker-Fassade in späthistoristischen Formen, Gebäude Teil der geschlossenen gründerzeitlichen Bebauung, ortsentwicklungsgeschichtliche und baugeschichtliche Bedeutung Die beiden, durch eine einheitliche Fassadengestaltung zum Doppelmietshaus zusammengefassten Gebäude wurden 1896/97 durch Maurermeister Richard Weber im eigenen Auftrag errichtet. Dreigeschossige Bauten mit Mansarddächern, Erdgeschoss über Klinkersockel verputzt, durchgehende Putznutung, Obergeschoss mit ledergelben Klinkern verkleidet, Fensterrahmungen in Kunststein, Schmuck- und Gliederungselemente in Putz und roten Klinkern, Traufgesims auf Stuckkonsolen, rhythmische Gliederung der Fassade durch dreiachsigen Mittelrisalit und einachsige Seitenrisalite, vor den Risaliten Balkone auf schwungvollen Konsolen, aufwändige Balkongitter. Im Innern bauzeitliche Ausstattung (Bodenfliesen im Eingangsbereich, Treppenhaus, Wohnungstüren). Das Doppelmietshaus ist ein Zeugnis der Entwicklung von Oetzsch um 1900. Diese war gekennzeichnet von einer umfangreichen baulichen Erschließung und Verstädterung des einstigen Bauerndorfes. Unter diesem Aspekt erlangt das Objekt ortsentwicklungsgeschichtliche Bedeutung. Außerdem dokumentiert es die Umsetzung der zeittypischen Bauaufgabe Mietshaus im Rahmen der Wandlung des Dorfes zum Vorort, wodurch es auch einen baugeschichtlichen Aussagewert verkörpert. LfD/2011 Doppelmietshaus: 3 Geschosse, 13 Achsen, Klinkersockel, Erdgeschoss verputzt mit Putznutung, Obergeschoss in Klinker, Kunststeinfenstereinfassungen mit Konsolen, Traufgesims mit Putzkonsolen, Balkone aus der Erbauungszeit: Hausnr. 10: Reste der Bodenfliesen im Eingangsbereich, Hoftür, Windfangtür, Treppenhaus, Wohnungstüren, Außentoiletten, Kellertür, separater Kellereingang außen. Hausnr 12: Hoftür alt, Bodenfliesen im Eingangsbereich, Wandpaneele im Eingangsbereich, Treppenhaus, Wohnungstüren zum Teil, Außentoiletten, Kellertür Torpfosten original, Gitter alt | 09256238 |
| Direkt Bild zu diesem Denkmal hochladen | Mietshaus in offener Bebauung in Ecklage | Mittelstraße 13 (Karte)                 | um 1890                                                 | in Ecklage Werner-Rummelt-Straße, gut erhaltener Putzbau mit zeittypischer Fassadengestaltung, Teil der geschlossenen gründerzeitlichen Bebauung, ortsentwicklungsgeschichtliche und baugeschichtliche Bedeutung Um 1890 errichtetes Mietshaus. Dreigeschossig mit Mansarddach, Putzfassade mit Putzgliederungen und Kunststeinelementen, Erdgeschoss und abgeschrägte, risalitartige Gebäudeecke von einer Putzquaderung überzogen, im ersten Obergeschoss leichte Rhythmisierung durch Formenwechsel der Fensterverdachungen, Traufbereich mit Konsolen (rekonstruiert). Das Mietshaus verweist auf die bauliche Entwicklung von Oetzsch um 1900, die unter anderem zu einer weitgehenden Verstädterung des einstigen Dorfes führte. Hierdurch erlangt das Gebäude ortsentwicklungsgeschichtliche Aussagekraft. Außerdem dokumentiert es die Umsetzung der zeittypischen Bauaufgabe Mietshaus im Rahmen der Wandlung des Dorfes zum Vorort, wodurch es auch baugeschichtlich von Zeugniswert ist. LfD/2012 Mietshaus: 3 Geschosse, 7-1-6 Achsen, ausgeb. Dachgeschoss, Klinkersockel, Putzfassade mit Putzspiegeln, Putznutung im Erdgeschoss und Eckbereich, Stockgesims. Innen nicht gesehen. | 09256203 |
| Direkt Bild zu diesem Denkmal hochladen | Mietshaus in offener Bebauung in Ecklage | Mittelstraße 14 (Karte)                 | um 1890                                                 | in Ecklage Werner-Rummelt-Straße, späthistoristische Putz-Klinker-Fassade, Teil der geschlossenen gründerzeitlichen Bebauung, ortsentwicklungsgeschichtliche Bedeutung Mietshaus: 3 Geschosse, 9-1-7 Achsen, ausgeb. Dachgeschoss, Klinkersockel, Erdgeschoss verputzt, geglättet, in den Obergeschossen Putz-Klinker-Fassade (rot), Stockgesims. aus der Erbauungszeit: Torpfosten, Bodenfliesen im Eingangsbereich, Treppenhaus, Wohnungstüren, Außentoilette, Kellertür, eine Jalousieblende, Fenster alt. | 09256204 |
| Direkt Bild zu diesem Denkmal hochladen | Mietshaus in offener Bebauung | Mittelstraße 15 (Karte)                 | um 1895                                                 | zeittypischer Mietshausbau in späthistoristischen Formen, gut erhaltene Putz-Klinker-Fassade, Teil der geschlossenen gründerzeitlichen Bebauung, ortsentwicklungsgeschichtliche und baugeschichtliche Bedeutung Um 1895 errichtetes Mietshaus. Dreigeschossiger Bau mit symmetrischer Fassadengestaltung und Mansarddach, Erdgeschoss über Klinkersockel verputzt und genutet, Obergeschosse mit gelber Klinkerverkleidung, im ersten Obergeschoss die jeweils äußeren zwei Achsen durch Blendbaluster in den Brüstungen und Dreiecksverdachungen besonders hervorgehoben, Traufgesims auf Stuckkonsolen, dazwischen Stuckfelder mit Blütengehängen. Aus der Erbauungszeit verschiedene Ausstattungselemente wie Boden- und Wandfliesen im Eingangsbereich und Wohnungstüren. Das Mietshaus verweist auf die bauliche Entwicklung von Oetzsch um 1900, die unter anderem zu einer weitgehenden Verstädterung des einstigen Dorfes führte. Unter diesem Gesichtspunkt erlangt es ortsentwicklungsgeschichtliche Bedeutung. Außerdem ist es ein charakteristisches Beispiel der Mietshausarchitektur im Vorortmilieu, sodass es auch einen baugeschichtlichen Aussagewert verkörpert. LfD/2012 Mietshaus: 3 Geschosse, 8 Achsen, ausgebautes Dachgeschoss, Klinkersockel, Erdgeschoss mit Putznutung, Obergeschosse in Klinker (gelb), Putztraufgesims mit Konsolen und Festons, Kunststeinfenstereinfassungen aus er Erbauungszeit: Hoftür alt, Boden und Wandfliesen im Eingangsbereich, Wohnungstüren, Außentoilette, Kellertür, Fenster alt. gut erhaltene Putz-Klinker-Fassade mit aufwendigem Stuck an Fenstereinfassungen und Traufgesims | 09256202 |
| Direkt Bild zu diesem Denkmal hochladen | Doppelmietshaus in offener Bebauung | Mittelstraße 16; 18 (Karte)             | um 1900                                                 | späthistoristischer Bau mit reicher Putz-Klinker-Fassade, Teil der geschlossenen gründerzeitlichen Bebauung, ortsentwicklungsgeschichtliche und baugeschichtliche Bedeutung Um 1900 errichtetes Doppelmietshaus. Dreigeschossiger Bau mit Mansarddach, die symmetrisch gegliederte Fassade im Erdgeschoss verputzt und genutet, die Obergeschosse mit roten Klinkern verkleidet, zweiachsige Seitenrisalite, reiche Ausschmückung der Fensterrahmungen und Verdachungen mit Stuckornament, besonders aufwändig der Traufbereich, der die Fensterbekrönungen des zweiten Obergeschosses einschließt. Das Doppelmietshaus ist ein Zeugnis der baulichen Entwicklung von Oetzsch um 1900, die unter anderem zu einer weitgehenden Verstädterung des einstigen Dorfes führte. Unter diesem Aspekt erlangt das Objekt ortsentwicklungsgeschichtliche Bedeutung. Außerdem dokumentiert es die Umsetzung der zeittypischen Bauaufgabe Mietshaus im Rahmen der Wandlung des Dorfes zum Vorort, wodurch es auch baugeschichtlich von Belang ist. LfD/2012 Doppelmietshaus: 3 Geschosse, 9 Achsen, ausgebautes Dachgeschoss, Erdgeschoss verputzt mit Putznutung und stuckierten Schlusssteinen, Obergeschosse: rote Putz-Klinker-Fassade mit aufwendig stuckierten Kunststeinfensterverdachungen, Stockgesims, Traufgesims, Eckrisalite Innen nicht gesehen, renoviert! vollständig erhaltene Putz-Klinker-Fassade mit aufwendigem Stuck an Fensterverdachungen und Traufgesims | 09256201 |
| Direkt Bild zu diesem Denkmal hochladen | Mietshaus in offener Bebauung in Ecklage | Mittelstraße 17 (Karte)                 | um 1895                                                 | in Ecklage Hermann-Landmann-Straße, typischer Mietshausbau des ausgehenden 19. Jahrhunderts mit Putz-Klinker-Fassade, Teil der geschlossenen gründerzeitlichen Bebauung, ortsentwicklungsgeschichtliche Bedeutung Um 1895 errichtetes Mietshaus. Dreigeschossiger Bau mit Mansarddach, verputztes Erdgeschoss, in den Obergeschosse gliedernde Putzstreifen und rote Klinkerverkleidung, die Fenster durch dunkle Klinkerrahmung abgesetzt, im ersten Obergeschoss Entlastungsbögen mit diamantiertem Schlussstein als Zierrat eingesetzt, Gebäudeecke entsprechend der städtebaulichen Situation abgeschrägt. Das Mietshaus ist ein Zeugnis der Entwicklung von Oetzsch um 1900. Diese war gekennzeichnet von einer umfangreichen baulichen Erschließung und Verstädterung des einstigen Bauerndorfes. Unter diesem Aspekt hat das Objekt einen ortsentwicklungsgeschichtlichen Aussagewert. LfD/2012 Mietshaus: 3 Geschosse, 8-1-8 Achsen, ausgeb. Dachgeschoss, Sockelgeschoss und Erdgeschoss verputzt und geglättet, in den Obergeschossen Putz-Klinker-Fassade (rot, geglättet), Fensterrahmungen glasierte Klinker. Innen nicht gesehen, zum Teil alte Fenster | 09256194 |
| Direkt Bild zu diesem Denkmal hochladen | Mietshaus in offener Bebauung in Ecklage | Mittelstraße 19 (Karte)                 | um 1895                                                 | in Ecklage Hermann-Landmann-Straße, zeittypischer Mietshausbau mit Putz-Klinker-Fassade, Teil der geschlossenen gründerzeitlichen Bebauung, ortsentwicklungsgeschichtliche Bedeutung Um 1895 errichtetes Mietshaus. Dreigeschossiger Bau mit Mansarddach. Verputztes Erdgeschoss über Klinkersockel (Putznutung rekonstruiert), Obergeschosses mit gelben Klinkern verkleidet, Fensterrahmungen profiliert und zusätzlich mit Quadern geschmückt, im ersten Obergeschoss akzentuierend eingesetzte Segmentbogen- und Dreiecksverdachungen. Entsprechend der Eckposition des Hauses die Gebäudeecke abgeschrägt und risalitartig ausgebildet, hier wie an den Außenkanten der Fassade genutete Streifen. Im Inneren bauzeitliche Ausstattungselemente wie Treppenhaus, Wohnungstüren und farbige Ätzglasfenster erhalten. Das Mietshaus verweist auf die bauliche Entwicklung von Oetzsch um 1900, die unter anderem zu einer weitgehenden Verstädterung des einstigen Dorfes führte. Hierdurch verkörpert das Gebäude einen ortsentwicklungsgeschichtlichen Aussagewert. Außerdem dokumentiert es die Umsetzung der zeittypischen Bauaufgabe Mietshaus im Rahmen der Wandlung des Dorfes zum Vorort, wodurch es auch baugeschichtlich von Bedeutung ist. LfD/2012 Mietshaus: 3 Geschosse, 6-1-6 Achsen, ausgeb. Dachgeschoss, Klinkersockel, Erdgeschoss verputzt und geglättet, im Obergeschoss Putz-Klinker-Fassade (gelb), Stockgesims, Kunststeinfenstereinfassungen aus der Erbauungszeit: Treppenhaus, Wohnungstüren, Außentoilette, Kellertür, zum Teil Fenster, farbige und geätzte Fensterscheiben im Treppenhaus in städtebaulich wichtiger Lage, Ausstattung aus der Erbauungszeit (zum Beispiel geätzte farbige Fensterscheiben) | 09256193 |
| Direkt Bild zu diesem Denkmal hochladen | Mietshaus in offener Bebauung in Ecklage | Mittelstraße 20 (Karte)                 | um 1895                                                 | in Ecklage Hermann-Landmann-Straße, typischer Mietshausbau der Zeit um 1900, Putz-Klinker-Fassade, Teil der geschlossenen gründerzeitlichen Bebauung, ortsentwicklungsgeschichtliche und baugeschichtliche Bedeutung Um 1895 erbautes Mietshaus. Dreigeschossiger Bau mit Mansarddach, verputztes Erdgeschoss mit Nutung, in den Obergeschossen gelbe Klinkerverkleidung, Fensterrahmungen mit roten Glasurklinkern abgesetzt, im ersten Obergeschoss eingeschobene Putzquader, die Verdachungen aus Kunststeinelementen, teilweise Bekrönungen in Segmentbogen- und Dreieckform, zeittypische Schmuckformen wie Muschelornament und diamantierte Keilsteine. Entsprechend der Lage als Eckbau die Gebäudeecke abgeschrägt und leicht als Risalit vortretend, als seitlicher Abschluss der Fassaden zweiachsige Seitenrisalite. Das Dach mit eng stehenden Gaupen. Das Mietshaus dokumentiert die bauliche Entwicklung von Oetzsch um 1900, die unter anderem durch eine weitgehende Verstädterung des einstigen Dorfes gekennzeichnet war. Damit stellt das Gebäude einen ortsentwicklungsgeschichtlichen Aussagewert dar. Außerdem veranschaulicht es die Umsetzung der zeittypischen Bauaufgabe Mietshaus im Rahmen der Wandlung des Dorfes zum Vorort, wodurch es auch baugeschichtliche Aussagekraft besitzt. LfD/2012 Mietshaus: 3 Geschosse, 6-1-7 Achsen, ausgebautes Dachgeschoss, Erdgeschoss Putz, in Obergeschossen Klinker (gelb), Fensterkunststeineinfassungen und lasierte Klinker, Stockgesims Torpfosten original, innen nicht gesehen, renoviert | 09256189 |
| Direkt Bild zu diesem Denkmal hochladen | Mietshaus in halboffener Bebauung | Mittelstraße 22 (Karte)                 | um 1895                                                 | Teil der geschlossenen gründerzeitlichen Bebauung, ortsentwicklungsgeschichtliche und baugeschichtliche Bedeutung Mietshaus: 3 Geschosse, 5 Achsen, ausgeb. Dachgeschoss, Klinkersockel, Erdgeschoss verputzt, Obergeschosse: Putz-Klinker-Fassade (rot/gelb), Klinkertraufgesims Erdgeschoss durch Ladeneinbauten entstellt und geglättet. aus der Erbauungszeit: Hoftür alt, Treppenhaus, Wohnungstüren, Außentoiletten, Kellertür, zum Teil Fenster Werkstattgebäude: 2 Geschosse, verputzt – Abbruch 2005 | 09256191 |
| Direkt Bild zu diesem Denkmal hochladen | Mietshaus in halboffener Bebauung | Mittelstraße 24 (Karte)                 | um 1895                                                 | Putzbau in zeittypischen, historisierenden Formen, Teil der geschlossenen gründerzeitlichen Bebauung, ortsentwicklungsgeschichtliche und baugeschichtliche Bedeutung Um 1890 errichtetes Mietshaus. Dreigeschossiger Bau mit Mansarddach, Fassade über Klinkersockel verputzt, Erdgeschoss mit Putznutung (rekonstruiert), Obergeschosse mit Putzgliederungen und Schmuckelementen in Kunststein und Stuck, erstes Obergeschoss mit leichter Mittenbetonung durch Segmentverdachungen, in den seitlichen Achsen gerade Verdachungen, im zweiten Obergeschoss Fenster durchgehend gleichwertig gestaltet. Aus der Erbauungszeit Ausstattungselemente wie Wandfliesen im Eingangsbereich und Treppe erhalten. Das Mietshaus ist ein Zeugnis für die bauliche Entwicklung von Oetzsch um 1900, die unter anderem zu einer weitgehenden Verstädterung des einstigen Dorfes führte. Unter diesem Gesichtspunkt erlangt es ortsentwicklungsgeschichtliche Aussagekraft. Außerdem ist es ein typisches Beispiel der Mietshausarchitektur im Vorortmilieu, sodass es auch einen baugeschichtlichen Aussagewert verkörpert. LfD/2012 Mietshaus: 3 Geschosse, 6 Achsen, ausgebautes Dachgeschoss, Klinkersockel, Erdgeschoss verputzt und geglättet, Obergeschosse Putz und Putzgliederung, Stockgesims, Fenster im Obergeschoss mit profilierten Kunststeineinfassungen, Inschrift auf der linken Giebelseite: „Kohlen- u. Fuhrgeschäft Emil Geßner. Gegr. 1892. Ruf 3073“ aus der Erbauungszeit: Hoftür, Treppenhaus, Wohnungstüren, Außentoilette, Kellertür, zum Teil Fenster | 09256192 |
| Direkt Bild zu diesem Denkmal hochladen | Mietshaus in halboffener Bebauung in Ecklage | Mittelstraße 25 (Karte)                 | 1893–1894                                               | in Ecklage Rathausstraße, späthistoristischer Putz-Klinker-Bau, Teil der geschlossenen gründerzeitlichen Bebauung, wichtig für das Straßenbild, ortsentwicklungsgeschichtliche und baugeschichtliche Bedeutung 1893/94 errichtetes Mietshaus. Dreigeschossiger Bau mit Mansarddach, Erdgeschoss verputzt mit Nutung (rekonstruiert), vorwiegend Ladennutzung, Obergeschosse mit roter Klinkerverkleidung, profilierte Fenstergewände, Schmuckelemente in Stuck und Putz, entsprechend der städtebaulichen Situation Gebäudeecke abgefast und risalitartig gestaltet, dieser Bereich wie die beiden Seitenrisalite, die die Fassaden außen abschließen, vollständig verputzt, zusätzlich Betonung durch Segmentbogen- und Dreiecksverdachungen an den Fenstern des ersten Obergeschosses. Als bauzeitliche Ausstattung Haustür, Treppenhausgestaltung und Wohnungstüren erhalten. Das Mietshaus ist ein Dokument der baulichen Entwicklung von Oetzsch um 1900, die durch die Wandlung des einstigen Dorfes zum städtisch geprägten Vorort gekennzeichnet war. Damit erlangt das Objekt ortsentwicklungsgeschichtliche Bedeutung. Darüber hinaus dokumentiert es die Umsetzung der zeittypischen Bauaufgabe Mietshaus im Rahmen dieser Vorortentwicklung, wodurch es auch einen baugeschichtlichen Aussagewert verkörpert. LfD/2012 Mietshaus: 3 Geschosse, 7-1-8 Achsen, Erdgeschoss verputzt, geglättet, Obergeschosse Putz-Klinkerfassade, Stockgesims aus der Erbauungszeit: Haustür, Treppenhaus, Wohnungstüren, Kellertür, 2 Jalousieblenden Werkstatt: eingeschossig, verputzt | 09256167 |
| Direkt Bild zu diesem Denkmal hochladen | Villa mit Einfriedung | Parkstraße 2 (Karte)                    | 1910                                                    | qualitätvoller Bau im Reformstil um 1910, Teil der geschlossenen Villenbebauung, ortsentwicklungsgeschichtliche und baugeschichtliche Bedeutung 1910 im Auftrag von Felix Winckler erbaut, Planung und Ausführung durch den Architekten Hermann Fischer. Zweigeschossiger Bau, verputzt über Bruchsteinsockel, hohes Walmdach, an der Straßenfront Mittelrisalit mit Rundgiebel, im Erdgeschoss des Risalits Standerker, der im Obergeschoss Balkon trägt, das dreiteilige Bogenfenster im Giebelfeld durch Putzornamentik (Kartusche mit Rankenwerk) gerahmt, durch seitliche und rückwärtige Anbauten Belebung des äußeren Erscheinungsbildes. Einfriedung: Pfosten und Sockel aus Klinkern, hölzerne Zaunsfelder. Die bereits 1864 vereinigten Orte Raschwitz und Oetzsch erfuhren seit Ende des 19. Jh. eine umfangreiche bauliche Entwicklung. Um das Areal des ehem. Rittergutes Raschwitz entstand dabei ein ausgedehntes Villengebiet mit sehr anspruchsvollen Bauten. Das Objekt ist Teil dieser Villenbebauung, die das Ortsbild von Markkleeberg in diesem Bereich heute noch entscheidend prägt. In diesem Sinne verkörpert der Villenbau einen ortsentwicklungsgeschichtlichen Aussagewert. Als typisches Beispiel der Villenarchitektur um 1910 ist er auch baugeschichtlich von Bedeutung. Zudem verweist er auf das Schaffen des Architekten Hermann Fischer, der im örtlichen Baugeschehen jener Zeit eine wichtige Rolle spielte. LfD/2011 Villa: Bruchsteinsockel, Putzfassade, Mittelrisalit mit Altan, Balkon, geschmücktes Giebelfeld, runder Eckerker, Anbau kein Denkmal, Fenster zum Teil aus der Erbauungszeit Einfriedung: Klinkersockel, Staketenzaun Risalit, Vorbau und Rundgiebel mit Jugendstilornamentik | 09256245 |
|                                         | Villa mit Einfriedung | Parkstraße 3 (Karte)                    | 1911–1914                                               | in Ecklage Mittelstraße, Putzbau im Stil der Reformarchitektur im 1910/15, Teil der geschlossenen Villenbebauung, ortsentwicklungsgeschichtliche und baugeschichtliche Bedeutung Die Villa wurde 1911–1914 durch die Bauhandelsgesellschaft Jaenicke errichtet. Zweigeschossiger, kubischer Putzbau mit Mansarddach. Architektonische Gestaltung von einem gewissen Zug zur Monumentalisierung geprägt, dazu passend die zurückhaltende Gestaltung der Einzelformen. Fenster nur im oberen Drittel umrahmt, im Erdgeschoss mit geraden Verdachungen, im Obergeschoss an das Traufgesims stoßendatiert Hauseingang an der Parkstraße, darüber dreiteiliges, von Girlande eingefasstes Rundbogenfenster, dahinter offenbar Treppenhaus. An der Mittelstraße Standerker mit abgerundeten Ecken, darüber loggiaartiger Balkon. Auffällig gestaltete Einfriedung mit bogig geführter Sockellinie und kugelbekrönten Stützen, die Zaunsfelder in Holz. Die Villa ist ein Dokument für die bauliche Entwicklung von Raschwitz und Oetzsch um 1900. Gekennzeichnet ist diese Entwicklung unter anderem durch die Entstehung eines ausgedehnten Villengebietes auf den Fluren der beiden Orte. Das Objekt ist Teil der großzügigen Villenbebauung, die diesen Bereich von Markkleeberg heute noch prägt. Hierdurch erlangt es ortsentwicklungsgeschichtliche Aussagekraft. Als originelles Beispiel des Villenbaus seiner Entstehungszeit ist es zudem baugeschichtlich von Bedeutung. LfD/2012 Villa: 2 Geschosse, Putzfassade, Stock- und Traufgesims, Mansardwalmdach, Putzgliederung mit ornamentalem Schmuckband im Eingangsbereich, Altan mit Balkon zur Mittelstraße, Fenstergitter neben der Haustür. aus der Erbauungszeit: Jalousieblenden Einfriedung: verputzter Sockel und Stützen mit Kugeln und geschwungener Staketenzaun, Eingangstor neu. aufwendig gestalteter Eingangsbereich mit rundbogigem Oberlicht und Putzgliederung | 09256242 |
|                                         | Villa mit Einfriedung und Garage | Parkstraße 4 (Karte)                    | 1899–1900                                               | ansprechend gestalteter Villenbau in späthistoristischen Formen, Teil der geschlossenen Villenbebauung, ortsentwicklungsgeschichtliche und baugeschichtliche Bedeutung 1899/1900 durch den Baumeister Gustav Hempel im Auftrag von Richard Neumann, Prokurist der „Leipziger Neusten Nachrichten“. Zweigeschossiger, asymmetrisch gegliederter Bau von malerischer Gesamterscheinung. Fassaden verputzt, Rahmungen der Fenster in Kunststein und Klinker, zur Straße und an der Westseite Risalite mit Zierfachwerk im Giebelbereich, an der Ostseite halbrunder Treppenturm mit spitzer Haube, Walmdach. Einfriedung: Staketenzaun mit Klinkerpfosten. Die Villa ist ein Zeugnis der baulichen Entwicklung von Raschwitz und Oetzsch um 1900. Gekennzeichnet ist diese Entwicklung unter anderem durch die Entstehung eines ausgedehnten Villengebietes auf den Fluren der beiden Orte. Das Objekt ist Teil der großzügigen Villenbebauung, die diesen Bereich von Markkleeberg heute noch prägt. Hierdurch erlangt der Bau ortsentwicklungsgeschichtliche Aussagekraft. Als typischer Vertreter des Villenbaus seiner Entstehungszeit hat er auch baugeschichtliche Bedeutung. LfD/2011 Villa: 2 Geschosse, Putzfassade, Fenster mit Kunststein und Klinkerrahmung, Zwerchhaus mit Holzbalkon und Fachwerkgiebel, zweigeschossige Holzveranda mit originalem Treppenaufgang und schmiedeeisernem Gitter. „Landhausstil“. aus der Erbauungszeit: Haustür im Turmanbau, Jalousieblenden, Fenster neu. Einfriedung: Staketenzaun mit Klinkerpfosten. Da Hempel Erbauer der Herfurthischen Villa „Weißes Haus“, sicher Verbindung oder Empfehlung an dessen Prokuristen. | 09256244 |
|                                         | Villa mit Einfriedung | Parkstraße 6 (Karte)                    | 1913                                                    | Bau im Reformstil um 1910/1915, Teil der geschlossenen Villenbebauung, ortsentwicklungsgeschichtliche und baugeschichtliche Bedeutung 1913 im Auftrag des Leipziger Kaufmannes Rudolf Emil Neumann errichtet, Entwurf und Ausführung durch den Architekten Hermann Fischer. Zweigeschossiger Bau mit Putzfassaden und hohem Walmdach, zur Straße Seitenrisalit mit Dreieckgiebel, im Obergeschoss des Risalits Austritt, der von kannelierten Säulen getragen wird, Fassadengestaltung entsprechend dem Zeitstil zurückhaltend und auf vornehme Akzentuierung ausgerichtet. Hauseingang seitlich gelegen und über Freitreppe zu erreichen, an der östlichen Gebäudeseite Veranda. Einfriedung: steinerne Pfosten mit hölzernen Zaunsfeldern. Der Villenbau ist Zeugnis der baulichen Entwicklung der bereits 1864 vereinigten Orte Raschwitz und Oetzsch. Seit dem Ende des 19. Jh. entstand auf deren Fluren unter anderem ein ausgedehntes Villengebiet, das noch heute das Ortsbild von Markkleeberg in diesem Bereich prägt. Das Objekt ist Teil dieses Villengebiets und verkörpert somit einen ortsentwicklungsgeschichtlichen Aussagewert. Als typisches Beispiel der Villenarchitektur um 1910 ist es auch baugeschichtlich von Bedeutung. Zudem ist der Bau ein Dokument für das Schaffen des Architekten Hermann Fischer, der im örtlichen Baugeschehen jener Zeit eine wichtige Größe war. LfD/2011 Villa: Putzfassade, Balkon auf kannelierten Säulen, darunter eine Holzgartenbank aus der Erbauungszeit, Stockgesims, Fenster zum Teil alt, Pfosten der Einfriedung aus der Erbauungszeit, Vorgängerbau 1913 abgebrochen | 09256243 |
|                                         | Mietshaus in offener Bebauung, mit Pavillon | Pater-Kolbe-Straße 2; 4 (Karte)         | 1924                                                    | stattlicher Putzbau mit abwechslungsreich durchgliedertem Baukörper in den traditionellen Bauformen der 1920er Jahre, verputzter Pavillon mit Zeltdach, ortsentwicklungsgeschichtliche und baugeschichtliche Bedeutung Mietshaus: 2 Geschosse, ausgebautes Dachgeschoss, vielteilige Dachlandschaft, Putzfassade, profiliertes Stock- und Traufgesims, Mittelrisalit mit Portal mit reicher Stuckgliederung (kannelierte Lisenen, Vignette über Haustür), seitlicher Eingang mit kannelierten Lisenen und Stuck über Tür (ohne Vignette). aus der Erbauungszeit: Haustür, Bodenfliesen im Eingangsbereich, Kellertür, Fenster zum Teil Pavillon: Putzfassade, Traufgesims | 09256394 |
|                                         | Doppelwohnhaus in offener Bebauung | Pater-Kolbe-Straße 3; 5 (Karte)         | um 1915                                                 | Putzbau in monumentalisierender Gestaltung der Zeit um 1915, Detailbildung in Anlehnung an Formen der Renaissance und des Klassizismus, ortsentwicklungsgeschichtliche und baugeschichtliche Bedeutung 2 Geschosse, Putzfassade mit Putzgliederung, Fassade achsensymmetrisch zur Mittelachse mit Dachhaus und achteckigem Fenster und Serliana-artiger Anordnung im Erdgeschoss: je ein Vorbau mit aufgesetztem Balkon und Putzgliederung auf Rundstützen der Fenstergliederung, Garagen im Untergeschoss, Kunststein-Fenstereinfassungen, Traufgesims. aus der Erbauungszeit: Haustür mit schmiedeeisernem Gitter alt, Fenster zum Teil alt | 09256395 |
|                                         | Villa | Pater-Kolbe-Straße 15 (Karte)           | um 1910                                                 | malerischer Putzbau mit Putzgliederungen und holzverblendetem Giebel, Gestaltung im Sinne des Reformstils und der Heimatschutzbewegung um 1910, ortsentwicklungsgeschichtliche und baugeschichtliche Bedeutung 1 Geschoss, ausgebautes Dachgeschoss, Putzfassade, Sockel mit vertikaler Schraffur, Traufgesims, links polygonaler Anbau mit Balkon und im oberen Bereich verbrettertem Giebel, rechts Eingang mit Freitreppe und Dach auf Rundstützen, Fledermausgauben, Fensterläden, Fenster zum Teil alt, Haustür alt | 09256393 |
|                                         | Villa mit Toranlage | Pleißenstraße 2a (Karte)                | um 1900                                                 | repräsentativer Putzbau im Landhausstil mit aufwändigem Blendfachwerk, aufgesetztem Ecktürmchen, Natursteinelementen und hölzernen Anbauten, verputztes Gartentor mit Ziegeleindeckung und schmiedeeisernen Torflügeln, Teil der geschlossenen Villenbebauung, ortsentwicklungsgeschichtliche und baugeschichtliche Bedeutung Villa: 2 Geschosse, Putzfassade, Eckrisalit mit Fachwerkgiebel und Balkon mit reicher Schnitzerei, Altan mit Veranda, hölzerner Wintergartenanbau, überdachte Freitreppe zum Eingang (Holz mit Schnitzerei), im 1. Obergeschoss bis auf den Risaliten Fachwerk, Stockgesims, aufgesetztes Ecktürmchen. aus der Erbauungszeit: Haustür (alt), Fenster, zum Teil Fensterläden.; Villa „Waldrand“ | 09256361 |
|                                         | Wohnhaus mit zwei Doppelgaragen | Pleißenstraße 5 (Karte)                 | 1926–1927, im Kern älter                                | repräsentativer Putzbau in den traditionellen Formen der 1920er Jahre, Garagen verputzt mit sparsamen Klinkerelementen, Anwesen Teil der geschlossenen Villenbebauung, ortsentwicklungsgeschichtliche und baugeschichtliche Bedeutung Wohnhaus: 2 Geschosse, Putzfassade mit Klinkergliederung, Walmdach, Traufgesims in Holz, großer Balkon mit Holzbalustrade im 1. Obergeschoss, Fenster alt, Fensterläden, Doppelgaragen: Putzbauten mit Walmdach, sparsame Klinkergliederungen, teils Holz-, teils Blechtore, Einfriedung: Klinkersockel, Metallzaun, Metallpfosten mit Knäufen, Holztor – kein Denkmal | 09256636 |
|                                         | Torpfeiler am Kastanienweg zum Herrenhauses Raschwitz | Raschwitzer Straße (Karte)              | um 1900                                                 | aufwändig gearbeitete Natursteinpfeiler in historisierenden Formen, ortsgeschichtliche Bedeutung ornamentierte Torpfosten mit Rustika, oberer Abschluss Vase auf einem Kompositkapitell (Kapitell mit Eierstab), Ecklage Kastanienweg. | 09256326 |
| Direkt Bild zu diesem Denkmal hochladen | Toranlage und Kastanienallee | Raschwitzer Straße (Karte)              | um 1910                                                 | ehemalige Seiteneinfahrt zum Herfurthschen Park, Pfeiler in Mauerwerk, verputzt und mit Natursteinelementen, kunstvolle schmiedeeiserne Torflügel, ortsgeschichtliche Bedeutung ornamentierte Torpfosten mit Rustika, oberer Abschluss Vase auf einem Kompositkapitell (Kapitell mit Eierstab), Ecklage Kastanienweg. | 09304345 |
|                                         | Villa mit Einfriedung | Raschwitzer Straße 2 (Karte)            | 1924–1925                                               | Putzbau im traditionellen Stil der 1920er Jahre, in den Einzelformen Einflüsse des Art déco und klassizistische Anklänge erkennbar, Teil der geschlossenen Villenbebauung in städtebaulich exponierter Lage am Anfang der Raschwitzer Straße, ortsentwicklungsgeschichtliche und baugeschichtliche Bedeutung Das villenartige Wohnhaus wurde 1924/25 durch das Architekturbüro Fischer & Fiedler im Auftrag des Verlagsbuchhändlers Wilhelm Engelmann errichtet. Der zweigeschossige Bau wirkt trotz verschiedener Anbauten relativ geschlossen, die Fassaden sind glatt verputzt und sparsam gegliedert, vornehme Akzentsetzung durch etwas aufwändiger gestaltete Architekturelemente. Die Hauptfront zur Raschwitzer Straße ausgerichtet, im Erdgeschoss Vorbau mit vorwölbender Mitte und dreiteiligem Fenster, im Obergeschoss trägt der Vorbau einen Balkon, neben dem Vorbau, an der Nordseite der zurückgesetzte Hauseingang mit Freitreppe und Vordach, das Vordach ruht auf kanneliertem Viereckpfeiler. Das hohe Walmdach mit betont horizontal ausgerichtetem Dachhäuschen zur Raschwitzer Straße, die seitlichen Wangen des Dachhäuschen im Sinne des Art déco gezackt, an den anderen Seiten des Daches halbrunde Gaupen. Auf der Gebäuderückseite breitgelagerte Veranda mit Freitreppe zum Garten, im Obergeschoss Balkon. Bauzeitliche Einfriedung mit Pfosten im Betonstein und Lattenzaun. Das villenartige Wohnhaus dokumentiert die bauliche Entwicklung des Villengebietes von Raschwitz und Oetzsch in den 1920er Jahren. Das Objekt ist Teil der großzügigen Villenbebauung, die seit dem ausgehenden 19. Jh. auf den Fluren der beiden genannten Orte entstand und die diesen Bereich von Markkleeberg heute noch prägt. Unter diesem Aspekt ist das Objekt ortsentwicklungsgeschichtlich von Bedeutung. Als ansprechendes und qualitätvolles Beispiel der gehobenen Wohnarchitektur der 1920er Jahre verkörpert es auch einen baugeschichtlichen Aussagewert. Zudem ist es ein Zeugnis für die Bautätigkeit des Architekturbüros Fischer & Fiedler, das im lokalen Baugeschehen jener Zeit eine wichtige Größe war. LfD/2011 2 Geschosse, rechts Altan mit Balkon, Putzfassade mit einfacher Putzgliederung im Erdgeschoss zwischen den Fenstern, Giebel mit Schmuckwangen und Putzgliederung. Renoviert. einfache Putzgliederung und geschwungener Vorbau mit aufgesetztem Balkon | 09256335 |
|                                         | Wohnhaus in offener Bebauung, mit Garage und Einfriedung | Raschwitzer Straße 4 (Karte)            | um 1925                                                 | Putzbau im Übergang zwischen Reformstil um 1915 und traditioneller Architektur der 1920er Jahre, mit sparsamen Putzgliederungen, Teil der geschlossenen Villenbebauung, ortsentwicklungsgeschichtliche und baugeschichtliche Bedeutung Wohnhaus: 2 Geschosse, Putzfassade, Mittelbetonung durch halbrunden Altan und Balkon, Dreiecksgiebel mit einfacher Putzgliederung, seitlicher Eingang mit Kupferverdachung, Fensterläden im Obergeschoss. Einfriedung: verputzter Klinkersockel, Holzzaun zwischen Pfosten. | 09256334 |
| Direkt Bild zu diesem Denkmal hochladen | Wohnhaus in offener Bebauung, mit Einfriedung und Garten | Raschwitzer Straße 5 (Karte)            | 1937                                                    | Putzbau in den typischen, traditionalistischen Formen der 1930er Jahre, ortsgeschichtliche und baugeschichtliche Bedeutung Das Wohnhaus wurde 1937 durch das Architekturbüro Emil Franz Hänsel und Gero Schilde errichtet. Bauherr war der Jurist Dr. Rudolf Strassberger. Es handelt sich um ein zweigeschossiges Gebäude mit hohem ausgebautem Walmdach. Seine Gestaltung entspricht der in der NS-Zeit propagierten konservativen Architekturgesinnung, die eine material- und werkgerechte Bauausführung einforderte. Auch die Orientierung an traditionellen, einfachen Bauformen gehört dazu. Das Gebäude hat einen Natursteinsockel, die Fassaden darüber sind verputzt, die Fenster ohne Rahmungen, aber mit Läden. Rückwärtig Terrasse, die durch Fenstertüren aus dem Erdgeschoss begehbar ist. Anbauten für diverse Funktionen (Garage und Wintergarten). Verschiedene bauzeitliche Ausstattungselemente wie Türen, Geländer, Fenstergitter, rückseitige Außenleuchten erhalten. Das Gebäude zeigt, dass in dem Villengebiet, welches ab Ende des 19. Jh. auf den Fluren von Raschwitz und Oetzsch entstand, auch in den 1930er Jahren noch anspruchsvolle, villenartige Wohnbauten errichtet wurden. Es handelt sich hierbei sozusagen um eine bauliche Komplettierung dieses hochwertigen Gebietes in der Architekturauffassung jener Zeit. Damit erlangt das Objekt ortsentwicklungsgeschichtliche Aussagekraft. Als charakteristisches Beispiel für den gehobenen Wohnungsbau in den Jahren der NS-Herrschaft hat es auch baugeschichtliche Bedeutung. Zudem ist es ein Zeugnis für die Bautätigkeit des Architekturbüros Emil Franz Hänsel, später Hänsel/Schilde, in den 1930er Jahren. Hänsel hatte vor allem im zweiten Jahrzehnt des 20. Jh. das Leipziger Baugeschehen an herausgehobener Stelle mitbestimmt. LfD/2011 zweigeschossiges Gebäude, verputzt, Anbauten (Garage, Wintergarten), hohes ausgebautes Walmdach, guter Originalzustand (Details wie Türen, Geländer, Fenstergitter, rückseitige Außenleuchten erhalten); Haus Strassberger | 08966426 |
| Weitere Bilder                          | Einzeldenkmale der Sachgesamtheit agra-Park: »Weißes Haus« (Nr. 13, ehemalige Herfurth-Villa), Musentempel, sechs Musenfiguren und zwei weiteren Skulpturen (»Große Sitzende« und Schafgruppe) im Park, Tempel am Teich (Antentempel) nahe dem Dölitzer Teil des Parks sowie Nebengebäude (Nr. 11a, »Schweizerhaus«, heute Wohnhaus) – (siehe auch Sachgesamtheitsdokument – Obj. 09304154) | Raschwitzer Straße 11a; 13 (Karte)      | 1896                                                    | herausragender historistischer Villenbau, Musentempel in Form eines Monopteros, Musenfiguren nach Vorbildern in Veitshöchheim gefertigt, Tempel am Teich in Art eines Antentempels, ortsgeschichtliche, baugeschichtliche, sozialgeschichtliche, kunstgeschichtliche und künstlerische Bedeutung Die Herfurthsche Villa, genannt „Weißes Haus“ wurde 1896 durch den Baumeister Gustav Hempel errichtet. Bauherr war der einflussreiche Fabrikant und Verleger Paul Herfurth (1855–1937). Es handelt sich um einen zweieinhalbgeschossigen Putzbau nach Vorbildern des klassizistischen Barocks (Petit Trianon in Versailles) und des Klassizismus, wobei besonders palladieske Einflüsse hervortreten. Erdgeschoss mit Putznutung, Obergeschosse glatt verputzt, Betonung der Ecken durch Putzquaderung, kräftiges Traufgesims auf Konsolen, darüber Attika, die das sehr flache Walmdach verdeckt, an den Hauptfronten Mittelrisalite. Westseite mit Auffahrt, die zu einer Eingangshalle führt, darüber Loggia mit kompositer Säulenstellung, Ostseite in sehr ähnlicher Gestaltung, allerdings sind hier die Säulen des Mittelrisalits unmittelbar vor die Wand gestellt, zwischen den Säulen öffnen sich im ersten Obergeschoss Fenstertüren. Trotz späterer Veränderung im Innern bauzeitliche Ausstattung erhalten, besonders hervorzuheben der vergoldete Spiegelsaal. Vor der Ostseite der Villa Terrasse, in deren halbrunder Erweiterung sind sechs Musenfiguren (Euterpe, Urania, Polyhymnia, Terpsichore, Melopomene, Thalia) aufgestellt. Die annähernd lebensgroßen Skulpturen aus Muschelkalk wurden um 1905 von dem Bildhauer Fritz Walter Kunze nach Rokokofiguren von Wolfgang van der Auvera in Veitshöchheim hergestellt. Eine Insel auf der Ostseite des Großen Teichs trägt den so genannten Musentempel, dieser in Form eines Monopteros mit acht ionischen Säulen. Zur Ausstattung des Parkgeländes gehören zwei weitere Skulpturen von künstlerischem Wert. Es handelt sich um eine sitzende Frauenfigur aus Sandstein, 1939 von dem Leipziger Bildhauer Alfred Thiele geschaffen. Ob die Skulptur schon vor 1945 aufgestellt wurde oder erst mit der Neugestaltung des Parks für die Gartenbauausstellung hierher kam, bleibt offen. Die andere Bildwerk „Schafe“ stammt aus den 1950er Jahren, der Bildhauer ist nicht bekannt. Das „Schweizer Haus“ war Nebengebäude des Herfurthschen Villenanwesens, heute als Wohnhaus genutzt. Zweigeschossiger Bau mit Putzfassade und Satteldach mit einfachen Sprengwerken in den Giebeln, zurückhaltende Putzgliederung, Nordseite mit den Hauseingängen durch Dreieckgiebel in der Mitte betont, an der Westseite Holzbalkon auf Stützen, an der Ostseite eingeschossiger Garagenanbau. Die ehemalige Herfurthsche Villa ist ein herausragendes Beispiel der Villenarchitektur um 1900, es verweist auf die Repräsentationsansprüche und die Lebensweise der Oberschicht des Leipziger Bürgertums in dieser Zeit. Zudem dokumentiert es die Entwicklung und Bedeutung der Orte Raschwitz und Oetzsch als bevorzugtes Gebiet für Villenbebauung. Unter diesen Aspekten verkörpert das Objekt orts-, bau- und sozialgeschichtliche Aussagewerte. Das „Schweizerhaus“ als ehemaliger Bestandteil des großzügigen Villenanwesens ergänzt diese Aussagewerte und verweist auf die Funktionszusammenhänge, die ein solches Villenanwesen in der Vergangenheit kennzeichneten. Der Monopteros (Musentempel) vertritt ein beliebtes Baumotiv in anspruchsvollen Parkanlagen, hierdurch erlangt er Bedeutung für die Geschichte der Bau- und Gartenkunst. Nahe dem Dölitzer Teil des Parkes in Leipzig steht der Tempel am Teich (Antentempel), ein halbrunder Prostylos, um 1920 errichtet. Im Architrav der geschlossenen Rückwand ursprünglich Inschrift: „Wohl dem, selig muß ich ihn preisen/ der in der Stille der ländlichen Flur/ fern von des Lebens verworrenen Kreisen/ kindlich liegt an der Brust der Natur.“ Die Skulpturen, die ebenfalls ein typischer Teil der Parkausstattung sind, stellen darüber hinaus einen künstlerischen und kunstgeschichtlichen Wert dar, durch Motivwahl und Gestaltungsweise sind sie charakteristische Zeugnis der Bildhauerkunst ihrer Zeit. Insbesondere ist auf die Arbeit Alfred Thieles hervorzuheben, der zu den wichtigsten Vertretern der Leipziger Bildhauerei in der ersten Hälfte des 20. Jh. gehörte. LfD/2012 sechs Musenfiguren aus dem Park des Herrenhauses Raschwitz Bronzefiguren Diskuswerfer und Krieger, Ernst-Moritz Geyger, um 1902 (Rückgabe an die Familie Herfurth, aus dem Park entfernt), Sandsteinvasen, um 1986 als Nachempfindungen ehemals vorhandener Vasen, vasenförmige Plastik, vermutlich Kunststein, Musentempel auf der Insel | 09256599 |
| Weitere Bilder                          | Sachgesamtheit agra-Park, mit den Einzeldenkmalen: »Weißes Haus« (Raschwitzer Straße 13, ehemalige Herfurth-Villa), Musentempel, sechs Musenfiguren und zwei Skulpturen (»Große Sitzende« und Schafgruppe) im Park, Tempel am Teich (Antentempel) nahe dem Dölitzer Teil des Parks sowie Nebengebäude (Raschwitzer Straße 11a, »Schweizerhaus«, heute Wohnhaus) – (siehe Obj. 09256599) sowie der Parkanlage (Gartendenkmal) (siehe auch Obj. 09296238, Leipzig, OT Dölitz-Dösen, Im Dölitzer Holz 20) | Raschwitzer Straße 11a; 13 (Karte)      | 1889–1905 (Villenpark)                                  | Park mit Wegesystem und Pleißebrücken, Gartenelementen wie Teichbrücke, Treppen, Pergola, Vase und Ruheplätzen sowie strukturbildendem Pflanzen- und Gehölzbestand, ortsgeschichtliche, kulturgeschichtliche, gesellschaftsgeschichtliche, gartenkünstlerische und landschaftsgestaltende Bedeutung [ohne Denkmalwert sind die Gebäude: Raschwitzer Straße 11, 11b, ehemaliges Landwirtschaftsmuseum, Raschwitzer Straße 13a und Am Festanger 4c, 8 sowie die Hochstraßentrasse B95] Die Sachgesamtheit „agra-Park“ befindet sich auf Markkleeberger und Leipziger Gebiet. Sie erstreckt sich zwischen Raschwitzer Straße im Westen und der Mühlpleiße im Osten, nördlich grenzt sie an das Villengebiet Raschwitz und südlich an den Ortskern des ehemaligen Dorfes Oetzsch. In seinem Ursprung geht der „agra-Park“ auf das Villenanwesen des Fabrikanten und Verlegers Paul Herfurth zurück. 1889 erwarb Herfurth zwischen Raschwitz und Oetzsch gelegene Ländereien, um darauf einen Sommersitz zu errichten. Es entstand das prächtige Villengebäude „Weißes Haus“, das „Schweizerhaus“ und ein ausgedehnter Landschaftsgarten, der in den 1920er Jahren auf Leipziger Gebiet mit Verbindung zum Dölitzer Schlossgarten erweitert wurde. Dazu erwarb Herfurth Grundstücke, die bis dahin zum Gut Raschwitz gehörten. Ab 1948 Nutzung der Gebäude und des Parks auf dem ehemaligen Herfurthschen Anwesen für Gartenbauausstellung, die ab 1946 in Markkleeberg veranstaltet wurde. 1950 in Markkleeberg erste Gartenbauausstellung der DDR. Die neue Funktion führte zu einer Überformung der Anlage: Errichtung von Ausstellungsgebäuden und teilweise Neugestaltung der Parkbereiche, insbesondere im Gebiet östlich der Pleiße, Aufstellung zahlreicher Freiplastiken. 1952 Zusammenführung der Gartenbauausstellung mit der Landwirtschaftsausstellung, die zuvor auf dem Gelände der Technischen Messe in Leipzig stattfand (ab 1950). 1953 Fertigstellung des neuen Ausstellungsgeländes zwischen Mühlpleiße und Bornaischer Straße, zu dem ein neuer Haupteingang an der Bornaischen Straße (damals Fritz-Austel-Straße) eingerichtet wurde. In der Folgezeit Schwerpunktverschiebung zur Landwirtschaftsausstellung, 1960 Verlegung der Gartenbauausstellung nach Erfurt. Der Herfurthsche Park mit dem Gelände, das östlich der Pleiße außerhalb der Ausstellungsflächen lag, wurde zum öffentlichen Erholungsbereich ausgestaltet und diente auch zur gastronomischen Versorgung der Ausstellungsbesucher. 1966 Einführung der Bezeichnung „agra-Markkleeberg“. Weitere Veränderungen in den 1970er Jahren, bedingt durch den Braunkohleabbau im Leipziger Südraum, dazu gehörten die Begradigung der Pleiße und der Ausbau der Fernverkehrsstraße (F2/F 95) zur Schnellstraße (Fertigstellung 1972). Einige Bereiche des Herfurthschen Parks fielen diesen Veränderungen zum Opfer, andere Teile wie der Teich mussten den neuen Gegebenheiten angepasst werden. Dennoch entstanden durch diese Entwicklungen auch Bestandsschichten, die zum heutigen, denkmalwürdigen Gesamtbild der Parkanlage beitragen. Für die agra-Landwirtschaftsausstellung, die als propagandistische Leistungsschau der DDR-Landwirtschaft Seite 1 von 5 ?Für die agra-Landwirtschaftsausstellung, die als propagandistische Leistungsschau der DDR-Landwirtschaft verstanden wurde und bis 1989 jährlich abgehalten wurde, stand ein ca. 100 ha großes Ausstellungsgelände mit 90 Hallen zur Verfügung. Ab 1990 verschiedene land- und forstwirtschaftliche Ausstellungen, Tierschauen und Bauernmärkte auf dem agra-Gelände, 2005 Umzug der Mitteldeutschen Landwirtschaftsausstellung „agra“ auf die Neue Messe in Leipzig, seitdem Nutzung des Ausstellungsareals für kulturelle und andere Veranstaltungen. Der als öffentliche Anlage genutzte „Herfurthsche Park“ wird schrittweise wieder auf seine historische Form zurückgeführt. Der „Herfurthsche Park“ wurde im Stil eines englischen Landschaftsparks angelegt, entsprechend dieser Gestaltungsprinzipien weist die Anlage eine geschwungene Wegeführung und Rasenflächen auf, die den Blick auf malerisch angeordnete Gehölzgruppen und Akzente setzenden Gartenbauten freigeben. Auf dem höchsten Punkte des Geländes steht als Mittelpunkt der Anlage das Villengebäude von 1896/97, genannt „Weißes Haus“, das in Form eines Lustschlosses gestaltet ist. Auf der Terrasse östlich vor der Villa sind sechs Statuen aufgestellt, die um 1905 von dem Bildhauer Fritz Walter Kunze als Kopien von Rokokofiguren aus Veitshöchheim gefertigt wurden. Sie stellen Musen dar. Prägender Bestandteil des Markkleeberger Bereichs ist auch der Teich mit Insel, auf der sich ein Monopteros (Musentempel) erhebt (1896). Ursprünglich war der Teich etwas größer und weniger gestreckt, seine heutige Form entstand im Zusammenhang mit den Veränderungen der frühen 1970er Jahre. Die damals erbaute Schnellstraße und die begradigte Pleiße durchschneiden auf beeinträchtigende Weise das Parkgelände und markieren in einem längeren Abschnitt die durch die Parkanlage führende Gemeindegebietsgrenze. Der östliche Leipziger Teil erhielt mit der 1956 errichteten Parkgaststätte einen neuen Bezugspunkt. Das Gaststättengebäude und die von Rundwegen und Randbepflanzung umgebene Wiese sind in gestalterischer Einheit einander zugeordnet. Aus der Zeit der Erweiterung des Herfurthschen Parks in den 1920er Jahren hat sich ein halbrunder Antentempel erhalten. Zur Bereicherung der Anlage tragen außer den oben genannten Musenfiguren weitere Gartenplastiken bei, wobei nicht in jedem Fall bekannt ist, ob diese schon zum „Herfurthschen Anwesen“ gehörten oder erst im Zuge der Umgestaltung zum Ausstellungsgelände aufgestellt wurden. Der geschichtliche Aussagewert der Sachgesamtheit „agra-Park“ ergibt sich sowohl aus dem Ursprung als anspruchsvolles Villenanwesen als auch aus der späteren Nutzungsgeschichte als Ausstellungsareal. Der Herfurthsche Park gehörte zu einer Art „Parklandschaft“, die sich entlang der Fließgewässer (Pleiße und Floßgraben) im Süden Leipzigs erstreckte. Viele dieser ursprünglich zahlreichen Anlagen sind mit dem Braunkohleabbau im Süden Leipzigs verschwunden. Der agra-Park hat somit hohen Dokumentationswert und auch Seltenheitswert als Zeugnis einer typischen Parkanlage des Leipziger Bürgertums, das durch Industrialisierung und Handel zu Wohlstand gekommen war. Hervorzuheben sind hierbei Größe und Ausprägung des Villenanwesens, wodurch es weit über das übliche Maß herausragte. An einer Reihe prägender Elemente lässt sich die zweite historische Bedeutungsebene des agra-Parks ablesen, die die Verwendung des Geländes für die Gartenbau- bzw. Landwirtschaftsausstellungen der DDR betrifft. Schon aufgrund der Einzigartigkeit dieser Veranstaltungen verkörpert die Anlage einen Seltenheitswert. An die Zeit des Parks als Ort der Gartenbauausstellung erinnern der Blumenreichtum und der Artenreichtum des Gehölzbestandes. Der östliche Parkbereich mit der Parkgaststätte und der großen Blumenwiese ist ein wichtiges Beispiel für einen Erholungspark der DDR der 1950er Jahre. Als wesentlicher Bestandteil des Landschaftsraumes im Grenzbereich zwischen dem Süden Leipzigs und Markkleeberg stellt die Anlage auch einen landschaftsgestaltenden Wert dar. LfD/2012 Park liegt auf der Gemarkung Oetzsch, Flstke. 7/1, 23/5, 23/6, 23/7, 23/8, 23/10, 23/12, 23/15, 23/16, 23/22, 23/23, 23/26 und der Gemarkung Markkleeberg, Flstke. 274/20 | 09304154 |
|                                         | Villa mit Einfriedung | Raschwitzer Straße 12 (Karte)           | 1914                                                    | repräsentativer Putzbau im Reformstil um 1915, Teil der geschlossenen Villenbebauung, schmiedeeiserner Zaun, ortsentwicklungsgeschichtliche und baugeschichtliche Bedeutung 1914 für Ernst Hacker errichtete Villa, Planung und Ausführung durch den Architekten Hermann Fischer. Zweigeschossiger, kubischer Bau mit hohem Mansarddach, die Fassaden mit zeittypischem Edelputz, akzentuierender Putz- und Stuckdekor (Brüstungsfelder, Fensterrahmungen), straßenseitig Mittelrisalit, davor Standerker mit abgeschrägten Ecken, darüber im Obergeschoss Austritt, über dem Risalit Dachhaus mit Rundgiebel, Dach durch Dachreiter bekrönt, an der Nordseite zweigeschossige Loggia mit Hauszugang und Ochsenaugenfenster im Obergeschoss, diese mit Ziergittern. Einfriedung: Sockel und Pfosten in Stein, kunstvolle schmiedeeiserne Gitter. Die Villa ist ein Zeugnis der baulichen Entwicklung von Raschwitz und Oetzsch um 1900. Gekennzeichnet ist diese Entwicklung unter anderem durch die Entstehung eines ausgedehnten Villengebietes auf den Fluren der beiden Orte. Das Objekt ist Teil der großzügigen Villenbebauung, die diesen Bereich von Markkleeberg heute noch prägt. Unter diesem Aspekt hat der Bau einen ortsentwicklungsgeschichtlichen Aussagewert. Als qualitätvoller Villenbau mit den typischen Merkmalen der Reformarchitektur um 1915 hat es auch baugeschichtliche Bedeutung. Zudem verweist der Bau auf das Schaffen des Architekten Hermann Fischer, der im örtlichen Baugeschehen in der ersten Hälfte des 20. Jh. eine wesentliche Rolle spielte. LfD/2011 Villa: 2 Geschosse, Putzfassade mit Putzgliederung durch Stuckfelder zwischen den Fenstern, Mittelrisalit mit Erker und Balkon, Erker mit Putznutung, halbrunder Abschluss des Risaliten, Eisengitter unterhalb der Fenster im Erdgeschoss, Fenster alt. Einfriedung: Klinkersockel und -pfosten, oberer Abschluss durch Kugeln, schmiedeeisernes Gitter. | 09256325 |
|                                         | Villa mit Einfriedung | Raschwitzer Straße 14 (Karte)           | 1908–1909                                               | ansprechend gestalteter Bau das Reformstils um 1910/15, Fassaden mit Edelputz, hohes, weit überstehendes Walmdach, Teil der geschlossenen Villenbebauung, ortsentwicklungsgeschichtliche und baugeschichtliche Bedeutung 1908/1909 durch den Baumeister Rudolph Dübelt für den Möbelfabrikanten und Möbelhändler Ludwig Caspar erbaute Villa. Landhausartiger Bau, gestaltet Sinne des Werkbunds, zweigeschossig, Fassaden mit Edelputz über Bruchsteinsockel, akzentuierender Putzdekor, Straßenfront stark durchgliedert: Seitenrisalit mit Vorbau im Erdgeschoss, Rücklage daneben weit zurückspringend, im Obergeschoss Balkon, an der Nordostecke Erker, Hauseingang aus der Mitte gerückt, durch Trauflinie des weit überstehenden Walmdaches das durch Vor- und Rücksprünge geprägte Fassadenbild optisch wieder zusammengefasst, auf allen vier Seiten des Daches Dachhäuser, teilweise als Balkon geöffnet, deren Giebel mit einfachem Fachwerk oder verschalt. Auf der Nordseite dreiteilige Fensteröffnung über beide Geschosse, dahinter Treppenhaus. Die Villa dokumentiert die bauliche Entwicklung von Raschwitz und Oetzsch um 1900. Gekennzeichnet ist diese Entwicklung unter anderem durch die Entstehung eines ausgedehnten Villengebietes auf den Fluren der beiden Orte. Das Objekt ist Teil der großzügigen Villenbebauung, die diesen Bereich von Markkleeberg heute noch prägt. Demzufolge verkörpert der Bau einen ortsentwicklungsgeschichtlichen Aussagewert. Als qualitätvoller Villenbau mit den typischen Merkmalen der durch den Deutschen Werkbund geprägten Reformarchitektur um 1910/15 hat es auch baugeschichtliche Bedeutung. Überdies ist die Villa ein Zeugnis für die Tätigkeit des Baumeisters Rudolph Dübelt, der seinerzeit mit seinen gut gestalteten Bauten die hohe Qualität im örtlichen Baugeschehen mitbestimmt hat. LfD/2011 Villa: 2 Geschosse, ausgebautes Dachgeschoss (Dach neu), Putzfassade mit Putzgliederung um die Fenster, Bruchsteinsockel, Eckrisalit mit halbrunden Vorbau, zweigeschossige Veranda, Säulen im Obergeschoss auf der rechten Seite ornamentiert, Fachwerkgiebel mit Putzornamentik auf profilierten Stützen. Einfriedung: verputzte Klinkermauer mit Abdeckung, ruinös | 09256324 |
|                                         | Villa mit Einfriedung und Nebengebäude | Raschwitzer Straße 16 (Karte)           | 1908–1909                                               | Teil der geschlossenen Villenbebauung, repräsentativer Putzbau mit Eckturm und Schmuckreliefs, erbaut für den Fabrikanten Karl Petow, Planung durch den Leipziger Architekten Fritz Drechsler, unter dem Einfluss des Darmstädter Jugendstils entstanden, ortsgeschichtliche und baugeschichtliche sowie künstlerische Bedeutung 1908/09 für Karl Petow errichteter Villenbau, Planung durch den Leipziger Architekten Fritz Drechsler, Ausführung durch den Gautzscher Baumeister Gustav Hempel. Zweigeschossiger, asymmetrisch gegliederter Baukörper, verputzt, Gebäudeecke auf der Seite des Eingangs turmartig überhöht, ausgebautes Dachgeschoss, an der Hauptfront Akzentsetzung durch farbige Terrakottareliefs mit floralen und figürlichen Motiven, Vorhaus mit Freitreppe und geschweiftem Kupferdach, zum Vorgarten hin Terrasse mit Vasenaufsätzen, Fenster mit originaler Bleiverglasung, aus der Erbauungszeit auch Haustür mit Glas und schmiedeeiserne Kellergitter (getriebenes Blech). Nebengebäude (kleiner Pavillon) in die Einfriedung einbezogen, Einfriedung: Betonpfeiler, dazwischen schmiedeeiserne Zaunfelder mit getriebenen Schmuckblechen, Leutepforte mit Rahmung. Der ausgesprochen qualitätvolle Villenbau, der unter dem Einfluss des Darmstädter Jugendstils entstand, ist ein Zeugnis der Entwicklung des einstigen Dorfes Oetzsch zum vornehmen Villenvorort, hierdurch erlangt er ortsentwicklungsgeschichtliche Aussagekraft. Als herausragendes Beispiel für die Villenarchitektur um 1910 im Leipziger Raum hat er baugeschichtliche Bedeutung. Zudem ist er ein Dokument für das Schaffen Fritz Drechslers, der zu den führenden und avantgardistischen Architekten Leipzigs im frühen 20. Jh. gehörte. LfD/2012 Villa: zweigeschossig, verputzt, mit verschiedenen Fensterformen auf der Ecke mit turmartiger Ausbildung, ausgebautes Dachgeschoss, Giebel mit Terrakottareliefs (floral und Kinder) Gaffköpfe in Terrakotta, Keramikrelief mit Kindern und farbigen Girlanden an der Fassade, Windfang und Giebel mit Kupferabdeckung, Freitreppe, Terrasse mit Vasenaufsätzen, ein Fenster mit orig. Bleiverglasung, orig. Haustür mit Glas, schmiedeeiserne Kellergitter (getriebenes Blech), orig. Fenster, Rollläden im Erdgeschoss, innen nicht gesehen, Nebengebäude: Art kleiner Pavillon in die Einfriedung mit einbezogen. Einfriedung: schmiedeeiserner Zaun und massive Betonpfeiler, Betonsockel DENKMALBEGRÜNDUNG: unverzichtbarer Bestandteil der Villenbebauung Raschwitzer Straße, gegenüber Park-Villa (Sichtachse/Bäume). | 09256139 |
| Direkt Bild zu diesem Denkmal hochladen | Mietshaus in halboffener Bebauung | Raschwitzer Straße 19 (Karte)           | 1894–1895                                               | späthistoristische Putz-Klinker-Fassade mit Kunststein-Fenstereinfassungen, Teil der geschlossenen Bebauung des späten 19. Jahrhunderts, ortsentwicklungsgeschichtliche Bedeutung Mietshaus: 3 Geschosse, 8 Achsen, Klinkersockel, Erdgeschoss Putzfassade (Putznutung entfernt), in den Obergeschossen gelber Klinker, Fenster mit Kunststeineinfassung. Inschrift im Erdgeschoss:" Tel 35589 Gastwirtschaft zur Hopfenblüte Tel 35589". aus der Erbauungszeit: Hoftür alt, Treppenhaus, Wand- und Bodenfliesen im Eingangsbereich, Wohnungstüren, Außentoiletten, Kellertür. | 09256217 |
| Weitere Bilder                          | Villa | Raschwitzer Straße 20 (Karte)           | 1890–1891                                               | in Ecklage Parkstraße, späthistoristischer Putzbau mit Klinkergliederungen, entsprechend der städtebaulichen Situation akzentsetzender Treppenhausturm mit spitzer Haube, Teil der geschlossenen Villenbebauung, ortsentwicklungsgeschichtliche und baugeschichtliche Bedeutung 1890/91 errichtete Villa, Bauherr war der Baumeister Adolph Herrmann aus Leipzig, die Planung lag in den Händen von Clemens Thieme. Zweigeschossiger, kubischer Baukörper, Walmdach, Bruchsteinsockel, darüber Putzfassaden mit Ecklisenen, Gesimsbändern und Fensterrahmungen in roten Klinkern, die Putzpartien vorwiegend in Glattputzrahmungen und grob strukturierte Rücklagenfelder differenziert, an der Front zur Raschwitzer Straße Seitenrisalit, die Südseite mit Mittelrisalit. Prägendes Element für das äußere Erscheinungsbild ist insbesondere der Treppenturm auf der Nordseite, der den Hauptbau um ein Geschoss überragt. Dieses ist polygonal ausgebildet und mit einem spitzen Turmhelm abgeschlossen. Die Villa ist ein Dokument der baulichen Entwicklung von Raschwitz und Oetzsch um 1900. Gekennzeichnet ist diese Entwicklung unter anderem durch die Entstehung eines ausgedehnten Villengebietes auf den Fluren der beiden Orte. Das Objekt ist Teil der großzügigen Villenbebauung, die diesen Bereich von Markkleeberg heute noch prägt. Unter diesem Aspekt hat es einen ortsentwicklungsgeschichtlichen Aussagewert. Als Villenbau in einer für das späte 19. Jh. charakteristischen Gestaltung, die ihre Wirkung aus Materialvielfalt und historisierender Formgebung bezieht, ist das Gebäude auch baugeschichtlich von Bedeutung. Zudem verweist es auf das Schaffen des Architekten Clemens Thieme, der vor allem als Initiator und Erbauer des Leipziger Völkerschlachtdenkmals bekannt ist. Es ist ein Zeugnis seiner allgemeinen Bautätigkeit, über die, besonders den Villenbau betreffend, bislang wenig bekannt ist. LfD/2011 | 09256317 |
|                                         | Mietshaus in geschlossener Bebauung | Raschwitzer Straße 21 (Karte)           | um 1895                                                 | aufwändige Klinkerfassade in späthistoristischen Formen, Gliederungs- und Dekorelemente in Kunststein und Stuck, Teil der geschlossenen Bebauung des späten 19. Jahrhunderts, ortsentwicklungsgeschichtliche und baugeschichtliche Bedeutung Mietshaus: 3 Geschosse, 7 Achsen, ausgebautes Dachgeschoss, gelbe Klinkerfassade mit roter Fenstereinfassung, Mittelrisalit mit Putzgliederung, aufwendige Kunststeingliederung oberhalb der Fenster im 1. Obergeschoss, Traufgesims mit Eierstab (riunös). aus der Erbauungszeit: Hoftür, Bodenfliesen im Eingangsbereich, Windfangtür mit geätzten Scheiben, Treppenhaus, Wohnungstüren, Außentoiletten, Kellertür, geätzte Fensterscheiben im Treppenhaus. | 09256216 |
| Direkt Bild zu diesem Denkmal hochladen | Mietshaus in geschlossener Bebauung | Raschwitzer Straße 23 (Karte)           | um 1890                                                 | zeittypische Putz-Klinker-Fassade in späthistoristischer Gestaltung, Kunststeinelemente, Teil der geschlossenen Bebauung des späten 19. Jahrhunderts, ortsentwicklungsgeschichtliche Bedeutung Mietshaus: 3 Geschosse, 8 Achsen, ausgebautes Dachgeschoss (entstellend verändert), Klinkersockel, Erdgeschoss verputzt mit Putznutung, 1. u. 2. Obergeschoss in gelbem Klinker mit roter Klinkerfenstereinfassung, profiliertes Traufgesims. aus der Erbauungszeit: Haustür, Windfangtür, Bodenfliesen im Eingangsbereich, Hoftür, Treppenhaus, Wohnungstüren, Außentoiletten, Kellertür, geätzte, zum Teil farbige Fenster im Treppenhaus, zum Teil alte Fenster. | 09256215 |
|                                         | Villa mit Einfriedung | Raschwitzer Straße 24 (Karte)           | 1896                                                    | Putzbau im Landhausstil mit Eckturm und aufwändigen Holzanbauten, Teil der geschlossenen Villenbebauung, ortsentwicklungsgeschichtliche und baugeschichtliche Bedeutung Villa: Putzfassade, Kunststeinfenstereinfassungen, geschnitzter Holzbalkon, Windfang mit geschnitztem Holzaufbau, Fachwerk am Ecktürmchen, Wintergartenanbau in Fachwerk, Fenster alt. „Landhausstil“. Einfriedung: Klinkersockel, schmiedeeisernes Gitter. | 09256248 |
| Weitere Bilder                          | Mietvilla (unter zwei Hausnummern) mit Einfriedung | Raschwitzer Straße 26; 28 (Karte)       | um 1904                                                 | malerischer Putzbau mit Eckturm in späthistoristischen und jugendstiligen Formen, Teil der geschlossenen Villenbebauung, ortsentwicklungsgeschichtliche und baugeschichtliche Bedeutung Doppelwohnhaus: zweifarbiger Klinkersockel, Putzfassade mit Reliefschmuck über Tür und einem Fenster, geschnitzter Holzerker mit Fachwerk, Traufgesims, Ecktürmchen mit Fachwerk und geschweifter Haube, Anbau mit Dachterrasse, Haustür und Fenster aus der Erbauungszeit. „Jugendstil/Landhausstil“ Einfriedung: schmiedeeisernes Gitter, Klinkersockel. | 09256249 |
| Weitere Bilder                          | Mehrfamilienhäuser einer Wohnanlage | Raschwitzer Straße 27; 29; 31 (Karte)   | 1911                                                    | in Ecklage Rathausplatz, ansprechend gestaltete Putzbauten mit Merkmalen des Reformstils um 1910, ortsentwicklungsgeschichtliche und baugeschichtliche Bedeutung Die aus drei Häusern bestehende Wohnanlage wurde 1911 nach Plänen des Architekten Heinrich Moßdorf erbaut. Es handelt sich um dreigeschossige Putzbauten mit Klinkersockel und Mansarddächern. Die symmetrisch gegliederten Fassaden sind weitgehend identisch gestaltet. Betonung der Fassadenmitte durch eine erkerartige Vorlage in den Obergeschossen, die im Dachbereich von einem geschweiften Giebel überfangen ist. Entsprechend den Gestaltungsprinzipien des Reformstil um 1910/15 ist Fassadenschmuck u. a. aus kleinen Reliefplatten bestehend, sehr zurückhaltend und akzentuierend eingesetzt. Etwas aufwändiger behandelt sind die mit einer kräftigen Rahmung und Oberlichtern versehenen Hauseingänge. Zeittypisch sind auch die Stuckreliefs mit Putten zwischen den Rundbogenfenstern in den Giebeln. Eine Reihe von Ausstattungselementen der Erbauungszeit herhalten: Haus- und Wohnungstüren, Eingangs- und Treppenhausgestaltungen mit Stuckelementen und Farbglasfenstern. Die Wohnanlage ist ein Zeugnis der baulichen Entwicklung von Oetzsch in der Zeit um 1900, damals wandelte sich das einstige Dorf zum städtisch ausgebauten Vorort. Damit erlangt sie ortsentwicklungsgeschichtliche Bedeutung. Sie entstand zeitgleich mit dem Bau des jetzigen Rathauses (damals Gasthof „Zur Linde“), das ebenfalls nach Plänen von Heinrich Moßdorf errichtet wurde. Gasthofbau und Wohnanlage nehmen aufeinander Bezug und sind durch einen Tordurchgang miteinander verbunden. Durch die qualitätvollen, als Ensemble erscheinenden Bauten erfuhr die Ortsmitte eine wesentliche architektonische und städtebauliche Aufwertung. Zudem kann die Wohnanlage als überzeugendes Beispiel des Mietshausbaus ihrer Zeit gelten, wodurch sie einen baugeschichtlichen Wert darstellt. LfD/2012 Mietshaus: 3 Geschosse, 24 Achsen, ausgebautes Dachgeschoss, Klinkersockel, Putzfassade mit Putzgliederung, Reliefs im 1. Obergeschoss und im Giebel des Mittelrisaliten im Obergeschoss, Mittelrisalit mit geschwungenem Giebel und Stockgesims, bei Hausnr. 31 Inschrift am Portal „Stadthaus“ aus der Erbauungszeit: Haustür, Hoftür, Treppenhaus, Stuckfries und -medaillons im Eingangsbereich, Wohnungstüren, Außentoiletten, Kellertür, farbige Fenster mit Bleiverglasung im Treppenhaus. bei Hausnr 29 Stuckkassettendecke im Eingangsbereich DENKMALBEGRÜNDUNG für Haus-Nummer 27 liegt vor Reliefs in Giebelfeldern, aufwendig gestaltete Portale mit Reliefs und Oberlichtern, Ausstattung aus der Erbauungszeit (zum Beispiel Stuckfries im Eingangsbereich, bleiverglaste Fenster) | 09256209 |
| Direkt Bild zu diesem Denkmal hochladen | Mietshaus in halboffener Bebauung | Raschwitzer Straße 30 (Karte)           | um 1890                                                 | zeittypische Putzfassade in historisierenden Formen, Teil der geschlossenen Bebauung um 1900, ortsentwicklungsgeschichtliche Bedeutung Mietshaus: 3 Geschosse, 7 Achsen, ausgebautes Dachgeschoss, Klinkerbruchsteinsockel, Putzfassade, Stockgesims, im 1. Obergeschoss einfache Fensterverdachung. Innen nicht gesehen. | 09256220 |
| Direkt Bild zu diesem Denkmal hochladen | Mietshaus in geschlossener Bebauung | Raschwitzer Straße 34 (Karte)           | um 1895                                                 | späthistoristische Putz-Klinker-Fassade mit Kunststein- und Stuckelementen, Teil der geschlossenen Bebauung um 1900, ortsentwicklungsgeschichtliche und baugeschichtliche Bedeutung Mietshaus: 3 Geschosse, 7 Achsen, ausgebautes Dachgeschoss, Klinkersockel, Erdgeschoss verputzt, Obergeschosse in gelbem Klinker, Putzbänder, Stockgesims, Traufgesims auf Konsolen, Fensterkunststeineinfassung. aus der Erbauungszeit: Haustür (Oberlicht verändert), Wand- und Bodenfliesen im Eingangsbereich, Windfangtür mit geätzten Scheiben, Wandfliesen im Hoftürbereich, Hoftür, Treppenhaus, Wohnungstüren, Außentoiletten, Kellertür, Fenster alt. | 09256218 |
| Direkt Bild zu diesem Denkmal hochladen | Mietshaus in geschlossener Bebauung | Raschwitzer Straße 36 (Karte)           | um 1885                                                 | zeittypische Putzfassade mit Putzgliederungen, Teil der geschlossenen Bebauung um 1900, ortsentwicklungsgeschichtliche Bedeutung Mietshaus: mit Tordurchfahrt, 3 Geschosse, 7 Achsen, ausgebautes Dachgeschoss, Klinkersockel, Erdgeschoss mit Putznutung, 1. u. 2. Obergeschoss Putzfassade, Fensterkunststeineinfassung, Stockgesims, profiliertes Traufgesims. aus der Erbauungszeit: Hoftür (alt), Treppenhaus, Bodenfliesen im Eingangsbereich, Wohnungstüren, Außentoiletten, Kellertür, zum Teil Fenster. | 09256212 |
| Direkt Bild zu diesem Denkmal hochladen | Mietshaus in geschlossener Bebauung | Raschwitzer Straße 38 (Karte)           | um 1885                                                 | zeittypische Putzfassade mit Putzgliederungen und Kunststeinelementen, Teil der geschlossenen Bebauung um 1900, ortsentwicklungsgeschichtliche Bedeutung Mietshaus: mit Tordurchfahrt und Laden, 3 Geschosse, 7 Achsen, ausgebautes Dachgeschoss, Bruchsteinsockel, Putzfassade, Stockgesims, prof. Traufgesims Fensterkunststeineinfassung, links Risalit im 1. u. 2. Obergeschoss mit Fensterverdachungen. aus der Erbauungszeit: Hoftür alt, Treppenhaus, Wohnungstüren, Außentoiletten, Kellertür, Fenster. | 09256213 |
| Direkt Bild zu diesem Denkmal hochladen | Mietshaus in halboffener Bebauung in Ecklage | Raschwitzer Straße 40 (Karte)           | 1912–1913                                               | in Ecklage Rathausstraße, Putzbau im Reformstil um 1910/15, Erker und verbrochene Ecke mit Giebel, straßenbildprägende Lage am Rathausplatz und Beginn der Rathausstraße, Teil der geschlossenen Bebauung um 1900, ortsentwicklungsgeschichtliche Bedeutung Mietshaus: 3 Geschosse, 6-1-4 Achsen, ausgebautes Dachgeschoss, vielgliedrige Dachlandschaft, rot-schwarzer Klinkersockel, Putzfassade, Erker zur Raschwitzer Straße, innen nicht gesehen, ein bleiverglastes Fenster mit Motiv im Treppenhaus Werkstatt: eingeschossig, verputzt Denkmal aus städtebaulichen Gründen. Datierung aus der Literatur entnommen | 09256156 |
|                                         | Schule | Raschwitzer Straße 42 (Karte)           | 1915                                                    | Erweiterungsbau der Schule Oetzsch anstelle des alten Schulgebäudes, Putzbau, gestaltet im Sinne der Reformarchitektur um 1910/15, platzbildprägende Wirkung am Rathausplatz, ortsgeschichtliche, baugeschichtliche und städtebauliche Bedeutung 2 Geschosse, Mansarddach, 2 Risaliten, Putzfassade mit Putzgliederung, Traufgesims, Risalit an Rückseite mit Inschrift „1915“ und Eingang mit Windfang und Vorbau, Risalit Raschwitzer Straße mit Haupteingang und Inschrifttafel „...1885“ (teilweise unleserlich gemacht), bis vor Kurzem als Gymnasium genutzt. aus der Erbauungszeit: Haustüren, Fenster Windfang (alt oder original), Treppenhaus, Klassenzimmertüren anstelle der 1885 erbauten, 1915 abgerissenen Schule | 09256262 |
| Direkt Bild zu diesem Denkmal hochladen | Mietshaus in offener Bebauung, mit Nebengebäude und Einfriedung | Raschwitzer Straße 50 (Karte)           | 1895                                                    | in Ecklage Gartenstraße, repräsentativer villenartiger Putz-Klinker-Bau mit reicher Fassadengestaltung, Risalite mit Blendfachwerk und Schwebegiebel, Betonung der straßenbildprägenden Lage durch Eckturm, Nebengebäude Klinkerfassade mit sparsamen Putzgliederungen, ortsentwicklungsgeschichtliche und baugeschichtliche Bedeutung Mietvilla: 3 Geschosse, Mittelrisalit mit Fachwerkgiebel und Eckrustika, Wintergartenanbau Holz auf Klinkersockel, Eckrisalit mit aufwendigem Stuck und Eckturm, Seitenrisalit, Erdgeschoss Putznutung, Obergeschoss Putz-Klinker-Fassade, profilierte Fenstereinfassungen mit aufwendigen Kunststeinstuck Nebengebäude: 2 Geschosse, roter Klinkersockel, gelbe Klinkerfassade, Eckrustika in Putz, Fenster und Haustür alt. Einfriedung: Klinkerpfosten, schmiedeeisernes Gitter. | 09256273 |
|                                         | Villa | Raschwitzer Straße 52 (Karte)           | 1922–1923                                               | in Ecklage Gartenstraße, nach dem Ersten Weltkrieg errichteter Putzbau im Reformstil der Zeit um 1915 mit Blendfachwerk und sparsamen Putzgliederungen, Hauseingang mit geschwungener Überdachung, Wintergartenanbau, ortsentwicklungsgeschichtliche und baugeschichtliche Bedeutung 2 Geschosse, ausgebautes Dachgeschoss, Krüppelwalmdach mit Gauben, Risalit mit einfacher Putzgliederung, Putzfassade, Fachwerkgiebel, Eingangsbereich betont Überdachung mit einer Holzkonstruktion. aus der Erbauungszeit: Haustür (?), Fenster, z.T: Fensterläden, Hintereingang mit Freitreppe. (vormals Gaschwitzer Straße 10), Südostecke mit Wintergartenanbau | 09256274 |
|                                         | Villa mit Einfriedung | Raschwitzer Straße 54 (Karte)           | 1896                                                    | zeittypischer Putzbau im Landhausstil, Fassadengestaltung mit einfachen Putzgliederungen und Blendfachwerk, Holzveranda, ortsentwicklungsgeschichtliche und baugeschichtliche Bedeutung Villa: 2 Geschosse, Mittelrisalit mit Fachwerkgiebel, Holzkonstruktion und Veranden neu, Holzbalkon an der Giebelseite, Putzfassade, weitauskragendes Krüppelwalmdach mit Knaggen an den Giebeln, profilierte Fensterrahmungen, schmiedeeiserne Kellerfenstergitter (zum Teil ruinös). „Landhausstil“. Einfriedung: Klinkersockel und -pfosten, schmiedeeisernes Gitter und Tor. | 09256275 |
|                                         | Villa mit Einfriedung | Raschwitzer Straße 56 (Karte)           | 1896–1897                                               | Putzbau im Landhausstil mit Freigespärre und Kunststein-Fenstereinfassungen, Teil der geschlossenen Wohnbebauung des späten 19. und frühen 20. Jahrhunderts, ortsgeschichtliche und ortsentwicklungsgeschichtliche Bedeutung Villa: 1 Geschoss, 2 Geschosse im Mittelrisalit mit Giebel und Fachwerkverblendung, Bruchsteinsockel, Putzfassade mit Eckrustika, im Erdgeschoss Fensterverdachungen stuckiert, Fenster auf Stuckkonsolen, alte Försterei Oetzsch. Einfriedung: gelbe Klinkerpfosten, schmiedeeisernes Gitter und Tor. | 09256276 |
| Weitere Bilder                          | Rathaus und Gaststätte, mit Toranlage und Pavillonbau | Rathausplatz 1 (Karte)                  | 1911                                                    | malerisch gegliederter Bau mit den Merkmalen des Reformstils und der Heimatschutzarchitektur um 1910, errichtet als Gasthaus, später Umbau zum Gemeindeamt und Rathaus, ortsgeschichtliche, baugeschichtliche und städtebauliche Bedeutung, Rathaus Markkleeberg Das heutige Rathaus von Markkleeberg ging aus einem tiefgreifenden Um- und Erweiterungsbau des Oetzscher Gasthofes „Zur Linde“ von 1910/11 hervor. Die Planung und Bauaufsicht lag in den Händen des Architekten Heinrich Moßdorf, beteiligt waren auch der Ortsbaudirektor Döring und Albert Schwarzburger. 1921 erwarb die Gemeinde Oetzsch-Markkleeberg den Gasthof für die Einrichtung des Gemeindeamtes, das zuvor im Privathaus des Gemeindevorstehers untergebracht war. Aus der Umnutzung resultierten einige Veränderungen am Bau und in dessen Umfeld, auch späteren Zeiten wurden verschiedene Umbauten vorgenommen. 1993–2007 schrittweise umfassende Sanierung. Das Markkleeberger Rathaus ist ein zweigeschossiger ausgedehnter Bau, der die Nordseite des Rathausplatzes einnimmt. Prägend für das Erscheinungsbild das Mansarddach mit Turmaufsatz sowie verschiedene An- und Vorbauten. Die Fassaden sind verputzt und weisen entsprechend dem Zeitstil kaum Schmuckelemente auf. Die ansprechende architektonische Wirkung des Gebäudes beruht vor allem auf der Proportionierung und Gliederung des Baukörpers. Der Haupteingang heute mittig angeordnet, über Freitreppe zu erreichen, ursprünglich wohl im polygonalen Turmanbau auf der Westseite. Auf der Ostseite befindet sich der Ratskeller, der mit einem pavillonartigen Vorbau vor die Front des Haupttraktes tritt, dessen Seitenwände mit erhabenen Inschriften und Schmuckwerk verziert: Kartusche mit Baum und Inschrift „Zur Linde“ sowie „Ratskeller und Ballsaal zur Linde“, eingefasst durch florale Motive. Als Pendant zu dem Ratskellervorbau achteckiger, eigenständiger Pavillon auf der Westseite. Auf der Rückseite des Rathauses rechtwinklig angebauter Festsaal (Großer Lindensaal) mit Bühne und Empore. Durch seine Funktion stellt das Gebäude ein wichtiges Dokument zur Ortsgeschichte dar. Baugeschichtlich bedeutend ist es als Beispiel Stilentwicklung in der Architektur um 1910, die durch eine Abkehr von der Nachahmung historischer Stile und der Hinwendung zu mehr Einfachheit und Funktionalität gekennzeichnet war. Als identitätsstiftendes Bauwerk in der heutigen Ortsmitte von Markkleeberg verkörpert es überdies einen städtebaulichen Wert. LfD/2011 Rathaus: 2 Geschosse, Mansardwalmdach mit Fledermausgauben und mit Dachreiter (mehrfach abgetreppt, Uhr, Fahnenmast mit Balustrade, Ziegel- und Schiefereindeckung), Klinkersockel, Putzfassade, 2 polygonale Vorbauten, profiliertes Traufgesims, Haupteingang im polygonalen turmartigen Vorbau mit geschweifter Haube und Wetterfahne. Ratskeller: Pavillonvorbau: Klinkersockel, Putzfassade, profiliertes Traufgesims, Zeltdach mit Dachzier, einfache Putzgliederung an den Ecken in Fensterhöhe, Reliefs: Kartusche mit Baum und Inschrift „Zur Linde“, links: „Ratskeller und Ballsaal zur Linde“, Einfassung durch florale Motive, Fenster alt. Pavillon: oktogonal, Klinkersockel, Putzfassade, Mansarddach, Stockgesims. Toranlage: verputzt mit Ziegeleindeckung. Grundstück (heutiges Rathaus) seit dem 17. Jh. Gasthof, 1910 Neubau der Gaststätte zur Linde, 1920 Ausbau des jetzigen Gasthofes an der Ostseite des Gebäudes, das nun als Rathaus genutzt wurde, Datierung nach Literatur | 09256309 |
| Direkt Bild zu diesem Denkmal hochladen | Mietshaus in geschlossener Bebauung | Rathausstraße 1 (Karte)                 | um 1912                                                 | Putzfassade mit geometrisierender Putzgliederung in den Formen um 1910/15, ortsentwicklungsgeschichtliche und baugeschichtliche Bedeutung Mietshaus: mit Tordurchfahrt, 3 Geschosse, 4 Achsen, ausgebautes Dachgeschoss, im Obergeschoss 6 Achsen, Putzfassade, im Obergeschoss farbiges Stockgesims und Putzgliederung, Schriftzug: „Dampfbäckerei mit (elekt.) Betrieb“ aus der Erbauungszeit: Tor der Tordurchfahrt, Ladeluke in der Tordurchfahrt, Treppenhaus, zum Teil Wohnungstüren, Außentoilette, zum Teil Fenster. | 09256159 |
| Direkt Bild zu diesem Denkmal hochladen | Mietshaus in geschlossener Bebauung in Ecklage | Rathausstraße 2 (Karte)                 | um 1895                                                 | in Ecklage Raschwitzer Straße, Putzfassade mit Kunststeinelementen, Betonung der platz- und straßenbildprägenden Ecklage durch risalitartige Eckgestaltung, Teil der geschlossenen Bebauung um 1900, ortsentwicklungsgeschichtliche und baugeschichtliche Bedeutung Mietshaus: mit Laden und Tordurchfahrt, 3 Geschosse, 7-1-7 Achsen, Klinker-Bruchstein-Sockel, Putzfassade geglättet, Stockgesims, profiliertes Traufgesims aus der Erbauungszeit: Tor der Tordurchfahrt, Hoftür (alt), Bodenfliesen im Eingangsbereich, Treppenhaus (zum Teil), Wohnungstüren, z.T Fenster. Hofgebäude kein Denkmal. | 09256157 |
| Direkt Bild zu diesem Denkmal hochladen | Mietshaus in halboffener Bebauung | Rathausstraße 3 (Karte)                 | um 1895                                                 | späthistoristische Putz-Klinker-Fassade mit Klinker- und Kunststeingliederungen, Teil der geschlossenen Bebauung des späten 19. Jahrhunderts, ortsentwicklungsgeschichtliche und baugeschichtliche Bedeutung Mietshaus: 3 Geschosse, 10 Achsen, ausgebautes Dachgeschoss, Bruchsteinsockel, Erdgeschoss Putznutung und Putzspiegel, Obergeschosse roter und gelber Klinker mit Kunststeingliederung, blaues Klinkerband, Traufgesims auf Stuckkonsolen, Eckrisalit aus der Erbauungszeit: Haustür (alt), Bodenfliesen im Eingangsbereich, Treppenhaus, zum Teil Wohnungstüren, Außentoilette, zum Teil Fenster. Waschhaus im Hof kein Denkmal. | 09256160 |
| Direkt Bild zu diesem Denkmal hochladen | Mietshaus in geschlossener Bebauung | Rathausstraße 4 (Karte)                 | um 1895                                                 | Putz-Klinker-Fassade in späthistoristischer Gestaltung, Teil der geschlossenen Bebauung des späten 19. Jahrhunderts, ortsentwicklungsgeschichtliche und baugeschichtliche Bedeutung Mietshaus: mit Tordurchfahrt, 3 Geschosse, 6 Achsen, ausgebautes Dachgeschoss, gelber Klinkersockel, Erdgeschoss glatt verputzt, Obergeschosse roter Klinker, Stockgesims, Fensterrahmungen in Kunststein aus der Erbauungszeit: Haustür, zum Teil Fenster, innen nicht gesehen. | 09256158 |
| Direkt Bild zu diesem Denkmal hochladen | Mietshaus in offener Bebauung | Rathausstraße 5 (Karte)                 | um 1880                                                 | Putzbau mit Putzgliederung, typisch für erste gründerzeitliche Bebauungsphase in der Rathausstraße, ortsentwicklungsgeschichtliche und baugeschichtliche Bedeutung Mietshaus: 2 Geschosse, 6 Achsen, Klinker-Bruchstein-Sockel, Putzfassade mit Putzgliederung, Stockgesims. (Fenstereinfassungen und Fassadengliederung Putz oder Kunststein?). Innen nicht gesehen. | 09256164 |
| Direkt Bild zu diesem Denkmal hochladen | Mietshaus in geschlossener Bebauung | Rathausstraße 12 (Karte)                | um 1900                                                 | aufwändige Putz-Klinker-Fassade in späthistoristischen und Jugendstilformen, ansprechend gestaltetes Tor, Teil der geschlossenen Bebauung um 1900, ortsentwicklungsgeschichtliche und baugeschichtliche Bedeutung Mietshaus: mit Laden und Tordurchfahrt, 3 Geschosse, 8 Achsen, ausgebautes Dachgeschoss, gelber Klinkersockel, gelber Klinker im 1. u. 2. Obergeschoss, Eckrisalite verputzt, Erdgeschoss durch Ladeneinbau entstellt aus der Erbauungszeit: Haustür, Wand- und Bodenfliesen im Eingangsbereich, Treppenhaus, Schablonenmalerei im Treppenhaus, Wohnungstüren, Außentoilette, Kellertür, Kellerfenstergitter, zwei Jalousieblenden, Vordach Werkstatt: eingeschossig, Putzfassade.mit orig. Fenster und Türen | 09256155 |
| Direkt Bild zu diesem Denkmal hochladen | Mietshaus in geschlossener Bebauung | Rathausstraße 14 (Karte)                | um 1900                                                 | Putzbau in späthistoristischer Gestaltung, Kunststeinelemente, Teil der geschlossenen Bebauung um 1900, ortsentwicklungsgeschichtliche Bedeutung Mietshaus: 3 Geschosse, 9 Achsen, ausgebautes Dachgeschoss, gelber Klinkersockel, verputzte Fassade (Putzgliederung und Stockkonsolen rekonstruiert), Stockgesims aus der Erbauungszeit: Treppenhaus, Wohnungstüren, Außentoilette, Kellertür, Fenster, zum Teil geätzte Fensterscheiben im Treppenhaus, rekonstruierte Treppenhausfarbgebung, Werkstatt: zweigeschossig, Putzfassade (Abbruch vor 2012) | 09256154 |
| Direkt Bild zu diesem Denkmal hochladen | Mietshaus in geschlossener Bebauung | Rathausstraße 18 (Karte)                | um 1900                                                 | Putz-Klinker-Fassade in zeittypischen Formen, Kunststeingliederungen, Teil der geschlossenen Bebauung um 1900, ortsentwicklungsgeschichtliche Bedeutung Mietshaus: 3 Geschosse, 6 Achsen, ausgebautes Dachgeschoss, gelbe Klinkerfassade mit Kunststeingliederung, Stockgesims Erdgeschoss entstellend verändert aus der Erbauungszeit: Haustür, Wandpaneele und Stuckkehle im Eingangsbereich, Stuck über den Türen, Bodenfliesen im Eingangsbereich, Treppenhaus, Wohnungstüren, Außentoilette, Fenster, drei Jalousieblenden. Werkstattgebäude zusammen mit Rathausstraße 20 | 09256147 |
| Direkt Bild zu diesem Denkmal hochladen | Mietshaus in geschlossener Bebauung | Rathausstraße 20 (Karte)                | 1904                                                    | Putz-Klinker-Fassade mit Stuckdekor, Teil der geschlossenen Bebauung um 1900, ortsentwicklungsgeschichtliche Bedeutung Mietshaus: 3 Geschosse, 6 Achsen, ausgeb. Dachgeschoss, Traufgesims auf Konsolen, Klinkerfassade, Kunststeingliederung um die Fenster, grün lasierte Ziegel im 2. Obergeschoss, Erdgeschoss verputzt und geglättet, durch Ladeneinbau entstellend verändert. aus der Erbauungszeit: Hoftür, Bodenfliesen, Holzpaneele und Stuckkehle im Eingangsbereich, Treppenhaus, Wohnungstüren, Außentoiletten, Kellertür, Fenster Werkstattgebäude: zweigeschossig, verputzt, orig. Fenster, ruinös | 09256144 |
| Direkt Bild zu diesem Denkmal hochladen | Mietshaus in geschlossener Bebauung | Rathausstraße 21 (Karte)                | um 1895                                                 | charakteristische Putz-Klinker-Fassade in späthistoristischer Gestaltung, Traufgesims mit reichem Stuckdekor, Teil der geschlossenen Bebauung um 1900, ortsentwicklungsgeschichtliche und baugeschichtliche Bedeutung Mietshaus: mit Laden und Tordurchfahrt, 3 Geschosse, 8 Achsen, ausgebautes Dachgeschoss, Klinkersockel, Erdgeschoss verputzt, Obergeschosse in Klinker, Traufgesims auf Stuckkonsolen, Fenster mit Kunststeineinfassungen Erdgeschoss entstellt durch Ladeneinbauten aus der Erbauungszeit: Tordurchfahrt (überarbeitet), Hoftür, Treppenhaus, teilweise Wohnungstüren, Außentoilette, Fenster, Kellerfenstergitter | 09256148 |
| Direkt Bild zu diesem Denkmal hochladen | Mietshaus in halboffener Bebauung | Rathausstraße 23 (Karte)                | um 1900                                                 | späthistoristische Putz-Klinker-Fassade, Teil der geschlossenen Bebauung um 1900, ortsentwicklungsgeschichtliche und baugeschichtliche Bedeutung Mietshaus: mit Laden und Tordurchfahrt, 3 Geschosse, 7 Achsen, ausgebautes Dachgeschoss, Stockgesims, gelbe Klinkerfassade, im Erdgeschoss Rustikaquader, im 1. und 2. Obergeschoss Kunststeineinfassung um die Fenster aus der Erbauungszeit: Tor der Tordurchfahrt, Wand- und Bodenfliesen im Eingangsbereich, Treppenhaus, Wohnungstüren, Außentoilette, Kellertür Werkstattgebäude: zweigeschossig, Putzfassade, originale Fenster | 09256145 |
| Direkt Bild zu diesem Denkmal hochladen | Mietshaus in offener Bebauung | Rathausstraße 26 (Karte)                | um 1895                                                 | Putz-Klinker-Fassade in späthistoristischen Formen, Stuckdekor und dreieckiger Erker mit Spitzhaube, ortsentwicklungsgeschichtliche und baugeschichtliche Bedeutung Mietshaus: 3 Geschosse, 6 Achsen, ausgebautes Dachgeschoss, Klinkersockel, Erdgeschoss verputzt, geglättet, 1. u. 2. Obergeschoss roter Klinker, Stockgesims, Seitenrisalite, Dreieckserker im 1. u. 2. Obergeschoss, Kunststeingliederung, zwei Wappensteine Erdgeschoss entstellend verändert, neue Fenster, aus der Erbauungszeit:Wohnungstüren, Treppenhaus, Außentoilette | 09256141 |
| Weitere Bilder                          | Empfangsgebäude eines Personenbahnhofs | Rathausstraße 29 (Karte)                | 1889 Eröffnung Bahnlinie (Bahnhof)                      | Strecke Leipzig-Plagwitz – Hof, Putz-Klinker-Bau in Jugendstilformen, ortsgeschichtliche, verkehrsgeschichtliche und baugeschichtliche Bedeutung Bahnhof: zweigeschossig, verputzt, Natursteinsockel, Erdgeschoss Arkadenmotiv, Obergeschoss verputzter Klinker, originale Fenster, zwei originale Sitzbänke in der Schalterhalle, Litfaßsäule auf dem Bahnsteig der Strecke Leipzig–Hof, Bahnsteigüberdachungen in Holzkonstruktion, teilweise noch gusseiserne Säulen, Bahnsteigzugang von ansprechend gestalteter Mauer eingefasst – Abbruch 2014 | 09256140 |
| Direkt Bild zu diesem Denkmal hochladen | Ehemalige Schule | Schulstraße 2 (Karte)                   | 1897                                                    | späthistoristischer Bau mit aufwändiger Putzgliederung, ortsgeschichtliche, sozialgeschichtliche und baugeschichtliche Bedeutung Das 1897 nach Plänen des Architekten Paul Richter errichtete Gebäude war der zweite Schulbau in Oetzsch, die erste Schule wurde 1885 erbaut und stand östlich vor diesem Gebäude. 1913 erfolgte auf der Nordseite eine Erweiterung. Es handelt sich um einen dreigeschossigen Bau mit Walmdach. Der Sockel aus Bruchsteinmauerwerk, die Kellerfenster mit gelben Klinkern eingefasst. Die verputzten Fassaden zeigen eine aufwändige Putzgliederung, das Erdgeschoss genutet, die Obergeschosse mit genuteten Eckstreifen und Lisenen. Zwischen den Fenstern Pilastergliederung, die gleichzeitig als Fensterrahmung fungiert. Auf der Ostseite schmaler Mittelrisalit (dessen ursprüngliche Dreiecksbekrönung fehlt heute). Hier liegt der Haupteingang, der über eine Freitreppe mit hölzerner Bedachung zu erreichen ist. An der Südseite in den Obergeschossen flache Vorlage, die von einem Zwerchhaus überfangen wirdatiert Ausstattungselemente wie Haustür, Treppenhaus u. a. aus der Erbauungszeit erhalten. Das ehem. Dorf Oetzsch erfuhr im ausgehenden 19. Jh. eine rasante Vorortentwicklung. Durch den damit einhergehenden Bevölkerungsanstieg bestand auch ein großer Bedarf an Schulkapazitäten. Dies zeigte sich in der Errichtung von zwei Schulgebäuden in einem relativ kurzen Zeitraum. Das erste Schulgebäude von 1885 wurde wiederum 1915 durch einen größeren Neubau ersetzt. Das Schulgebäude ist somit ein Zeugnis für diesen wichtigen Abschnitt in der Ortsentwicklung und verkörpert damit einen ortsgeschichtlichen Aussagewert. Zudem verweist es allgemein auf die Schulverhältnisse um 1900, wodurch es sozialgeschichtliche Bedeutung erlangt. Als gut gestaltetes Schulgebäude ist es weiterhin ein Dokument für den Stand und die Entwicklung des Schulbaus in dieser Zeit. LfD/2012 3 Geschosse, Freitreppe mit hölzernem Aufbau an Haupteingang, Bruchstein-Klinker-Sockel, Putzfassade mit aufwendiger Putzgliederung, Stockgesimse, Putznutung, in Obergeschossen Fensterrahmungen durch Pilaster, zwischen erstem und zweitem Obergeschoss Putzspiegel, Eckrustika. aus der Erbauungszeit: Haustür, Treppenhaus, Zimmertüren, im 1. und 2. Obergeschoss Stuckkonsolen unter der Decke Datierung nach Literatur | 09256261 |
| Direkt Bild zu diesem Denkmal hochladen | Turnhalle | Schulstraße 11 (Karte)                  | 1900                                                    | Sporthalle des 1884 gegründeten »Allgemeinen Deutschen Turnvereins Oetzsch mit Raschwitz«, Putzbau mit Putzgliederungen und runden und dreieckigen Fensterverdachungen, über dem Eingang Jahn-Büste, ortsgeschichtliche und sozialgeschichtliche Bedeutung 1-2 Geschosse, Klinkersockel, Putzfassade (geglättet), links: zweigeschossiger Wohnhausbereich, rechts eingeschossiger Sporthallenbereich: 4 Achsen, über Eingang Büste (Turnvater Jahn?) Sporthalle des 1884 gegründeten „Allgemeinen Deutschen Turnvereins Oetzsch mit Raschwitz“ | 09256413 |
| Direkt Bild zu diesem Denkmal hochladen | Mietshaus in offener Bebauung in Ecklage | Schulstraße 11b (Karte)                 | um 1895                                                 | in Ecklage Südstraße, späthistoristischer Putzbau mit Eckbetonung durch zweigeschossigen Erker, Teil der geschlossenen gründerzeitlichen Bebauung in strapenbildprägender Lage, baugeschichtlich von Bedeutung 3 Geschosse, 5-1-2 Achsen, hölzerner Wintergartenvorbau an Südstraße, hölzerner Eckerker, Putzfassade (geglättet), Stockgesimse, Fensterverdachungen im 1. Obergeschoss. aus der Erbauungszeit: Bodenfliesen im Eingangsbereich, Treppenhaus, Wohnungstüren, Außentoiletten, Kellertür, Kellerfenstergitter, alle Fenster neu | 09256255 |
| Direkt Bild zu diesem Denkmal hochladen | Mietshaus in offener Bebauung in Ecklage | Schulstraße 12 (Karte)                  | um 1898                                                 | in Ecklage Südstraße, späthistoristische Putzfassade mit reichem Fensterstuck, Betonung der Ecklage durch Eckrisalit mit Erker, Teil der geschlossenen Wohnbebauung des späten 19. Jahrhunderts in straßenbildprägender Lage, ortsentwicklungsgeschichtliche und baugeschichtliche Bedeutung 3 Geschosse, 6-1-6 Achsen, Eckrisalit mit Eckrustika und verbretterter Eckerker, Putzfassade (Erdgeschoss geglättet), Stockgesimse, Obergeschoss reiche Putzgliederung (vor allem der Fensterverdachungen). aus der Erbauungszeit: Haustür, Bodenfliesen im Eingangsbereich, Treppenhaus, Wohnungstüren, Außentoiletten, Kellertür, geätzte Fensterscheiben im Treppenhaus, Fenster alt, vergitterte Kellerfenster alt | 09256254 |
| Direkt Bild zu diesem Denkmal hochladen | Mietshaus in offener Bebauung, mit seitlicher Einfriedung | Südstraße 1 (Karte)                     | 1898                                                    | zeittypische Putz-Klinker-Fassade mit Kunststeinelementen, Teil der geschlossenen gründerzeitlichen Bebauung, ortsentwicklungsgeschichtlich und baugeschichtlich von Bedeutung Mietshaus: 3 Geschosse, 4 Achsen, Klinkersockel, Erdgeschoss Putz (geglättet), Obergeschosse gelbe Putz-Klinker-Fassade, profilierte Fenstergewände, profilierte Sohlbänke und Putzspiegel unterhalb der Fenster, Fensterverdachungen im 1. Obergeschoss, Stockgesimse, Traufgesims um 1970/71 abgeschlagen (nach Auskunft). aus der Erbauungszeit: Haustür, Bodenfliesen und Wandpaneele im Eingangsbereich, Treppenhaus mit Ausmalung (Schablonenmalerei und Holzimitation), Wohnungstüren, Außentoiletten, geätzte Fensterscheiben im Treppenhaus, Fenster alt, Kellerfenster, Einfriedung: schmiedeeiserne Gitter. Datierung der Bauakte entnommen, DENKMALBEGRÜNDUNG | 09256253 |
| Direkt Bild zu diesem Denkmal hochladen | Mietvilla mit Einfriedung | Südstraße 2 (Karte)                     | 1895–1896                                               | Putzbau in späthistoristischen Formen, aufwändiger Wintergarten in Holzkonstruktion, Teil der geschlossenen gründerzeitlichen Wohnbebauung des späten 19. Jahrhunderts, ortsentwicklungsgeschichtliche und baugeschichtliche Bedeutung Mietvilla: 2 Geschosse, hölzerner Wintergartenvorbau über Klinkersockel, Bruchstein-Klinker-Sockel, Putzfassade, Mansarddach, profilierte Fenstereinfassungen. aus der Erbauungszeit: Haustür, Treppenhaus, Fenster alt (Doppelfenster) Einfriedung: schmiedeeisernes Gitter (ruinös) | 09256263 |
| Direkt Bild zu diesem Denkmal hochladen | Mietshaus in offener Bebauung in Ecklage | Südstraße 2a (Karte)                    | bez. 1914                                               | in Ecklage Rathausstraße, Putzbau im Reformstil um 1910/15, akzentuierender Putzdekor in den zeittypischen stilisierten Formen, Betonung der städtebaulich exponierten Lage durch gerundete Ecke mit Turmaufsatz, ortsentwicklungsgeschichtliche und baugeschichtliche Bedeutung Mietshaus: 3 Geschosse, ausgebautes Dachgeschoss, verputzt, mit Erker und Balkonen, Eckbetonung durch Turmstumpf, bezeichnet 1914, Erdgeschoss entstellend verändert aus der Erbauungszeit: Haustür, Marmor (Stuckmarmor ?) im Eingangsbereich, Teppenhaus, Wohnungstüren | 09256146 |
| Direkt Bild zu diesem Denkmal hochladen | Doppelmietshaus in offener Bebauung | Südstraße 3; 5 (Karte)                  | um 1895                                                 | typische späthistoristische Putz-Klinker-Fassade, Teil der geschlossenen Wohnbebauung des späten 19. Jahrhunderts, ortsentwicklungsgeschichtliche Bedeutung 3 Geschosse, 10 Achsen, Klinkersockel, Erdgeschoss Putzfassade, Obergeschoss Klinker, Stockgesimse, im Erdgeschoss Fenster auf Putzkonsolen mit Putzgliederung, 2. Obergeschoss Fensterverdachungen, innenliegende Fensterachse mit aufwendigerem Stuckschmuck unterhalb der Fenster Hausnummer 3: es fehlt die Putzgliederung der Fenster, hat aber zusätzlich 1 Kellerfenstergitter, Maueranker, im Erdgeschoss Fenster durch Rollläden entstellt aus der Erbauungszeit: Treppenhaus, Wohnungstüren, Außentoiletten, Kellertür, geätzte Fensterscheiben im Treppenhaus. Hausnummer 5 innen nicht gesehen. | 09256267 |
| Direkt Bild zu diesem Denkmal hochladen | Villa mit Einfriedung | Südstraße 7 (Karte)                     | 1924                                                    | repräsentativer Putzbau in den traditionellen Formen der 1920er Jahre, zurückhaltende Putzgliederungen, Anbauten durch kannelierte Pilaster hervorgehoben, ortsentwicklungsgeschichtliche und baugeschichtliche Bedeutung 2 Geschosse, Putzfassade, halbrunder Altan, Vorbau mit darüberliegender Veranda, Pilastergliederungen an Altan und Vorbau. wird zurzeit renoviert. | 09256268 |
| Direkt Bild zu diesem Denkmal hochladen | Doppelmietshaus in offener Bebauung, mit seitlicher Toreinfahrt zur Nr. 13 | Südstraße 11; 13 (Karte)                | um 1895                                                 | Putz-Klinker-Fassade in späthistoristischer Gestaltung, mit Kunststeinelementen, Teil der geschlossenen Bebauung um 1900, ortsentwicklungsgeschichtliche und baugeschichtliche Bedeutung Doppelmietshaus: 3 Geschosse, 10 Achsen, ausgebautes Mansarddach, Bruchsteinsockelgeschoss, Erdgeschoss verputzter Klinker mit Putznutung und Putzspiegeln unterhalb der Fenster, im Obergeschoss Klinker, profilierte Fensterrahmungen und Verdachungen in Kunststein, im 2. Obergeschoss Putzkonsolen unterhalb der Fenster, Stockgesimse, profiliertes Traufgesims. Hausnummer 11: Traufgesims, Dachgauben und Putzspiegel über den Fenstern im 1. Obergeschoss fehlen. Aus der Erbauungszeit: Haustür, geätzte Fensterscheiben im Treppenhaus, sonst Fenster neu. Hausnummer 13: aus der Erbauungszeit: Haustür, Kellertür, Jalousieblenden an der Hofseite und im Erdgeschoss der Straßenseite, zum Teil Doppelfenster und z.T Kellerfenstergitter Innen nicht gesehen. Einfriedung: Klinkerpfosten, schmiedeeisernes Gitter. | 09256271 |
| Direkt Bild zu diesem Denkmal hochladen | Mietvilla mit Einfriedung | Südstraße 14 (Karte)                    | 1896–1898                                               | repräsentativer, späthistoristischer Putzbau mit gestaffelten Giebeln und aufwendiger Kunststeingliederung an Fenstern und Traufgesims, Teil der geschlossenen Wohnbebauung des späten 19. Jahrhunderts, ortsentwicklungsgeschichtliche und baugeschichtliche Bedeutung Mietvilla: 2 Geschosse, ausgebautes Dachgeschoss, Mittelrisalit mit aufwendig geschmückten Treppengiebel (Giebel riunös), darauf schmiedeeiserner Schmuck, Wintergartenvorbau (Holz auf Klinkersockel) aufwendig profilierte Holzstäbe. Bruchsteinsockel, Putzfassade, stuckiertes Traufgesims, Kunststeinfenstereinfassungen, Sohlgesimse auf Konsolen Fenster alt (Doppelfenster) Einfriedung: Klinkerpfosten auf Sandsteinsockel, zwei der Klinkersockel mit aufgesetzten Zinnen, schmiedeeisernes Gitter | 09256270 |
| Direkt Bild zu diesem Denkmal hochladen | Mietshaus in offener Bebauung, mit seitlicher Einfriedung | Südstraße 15 (Karte)                    | um 1895                                                 | aufwändige Putz-Klinker-Fassade mit Putzgliederungen sowie Kunststein- und Stuckelementen, am Mittelrisalit schmiedeeiserne Balkone, Teil der geschlossenen Wohnbebauung des späten 19. Jahrhunderts, ortsentwicklungsgeschichtliche und baugeschichtliche Bedeutung Mietshaus: 3 Geschosse, 10 Achsen, ausgebautes Dachgeschoss, Mittelrisalit, Klinkersockel, Erdgeschoss Putzfassade mit Putznutung und Eckrustika am Mittelrisaliten, Putzspiegel unterhalb der Fenster, Obergeschoss Klinkerfassade (außen gelb, Risalit rot), Eckrustika am Risalit (an den Hausecken entfernt), Stockgesimse, Traufgesimse, vier Balkone mit schmiedeeisernen Gittern (zum Teil ruinös), profilierte Kunststeinfenstereinfassungen, im 1. Obergeschoss zum Teil aufwendig stuckierte Fensterverdachungen. aus der Erbauungszeit: Haustür, Außenkellertür, Treppenhaus, Wohnungstüren, Außentoiletten, geätzte Fensterscheiben im Treppenhaus, Fenster zum Teil, Fensterläden im Dachgeschoss, Holzveranden auf der Hofseite, Kellerfenstergitter alt (?). Einfriedung: auf beiden Seiten Torpfosten im gelben Klinker und schmiedeeisernes Gitter. | 09256272 |
| Direkt Bild zu diesem Denkmal hochladen | Mietvilla mit Einfriedung | Südstraße 18 (Karte)                    | 1897 (Villa)                                            | repräsentativer Putzbau in späthistoristischer Gestaltung, Eckrisalit, polygonaler Vorbau und Kunststeingliederungen, Teil der geschlossenen Wohnbebauung des späten 19. Jahrhunderts, ortsentwicklungsgeschichtliche und baugeschichtliche Bedeutung Mietvilla: 2 Geschosse, Eckrisalit, konkaver Vorbau mit Balkon auf der linken Seite, Windfang mit polygonalem Anbau, Bruchsteinsockelgeschoss, Putzfassade mit einfacher Putzgliederung aus der Erbauungszeit: Haustür (alt), Wand- und Bodenfliesen im Eingangsbereich, Fenster alt. Einfriedung: roter Klinkersockel und -pfeiler, Eisengitter. | 09256286 |
| Direkt Bild zu diesem Denkmal hochladen | Doppelmietshaus in offener Bebauung, mit seitlicher Einfriedung | Südstraße 19; 21 (Karte)                | um 1890                                                 | zeittypische Putz-Klinker-Fassade in späthistoristischen Formen, Kunststein-Fenstereinfassungen mit Vorhangbogenmotiv, an den Stirnseiten Wintergärten, Teil der geschlossenen Wohnbebauung des späten 19. Jahrhunderts, ortsentwicklungsgeschichtliche und baugeschichtliche Bedeutung Doppelmietshaus: 3 Geschosse, 16 Achsen, Klinkersockelgeschoss, Erdgeschoss Putznutung, Obergeschoss Klinkerfassade mit Putzgliederung, Stock- und Traufgesims, angedeutete Eckrisalite, Fensterkunststeineinfassungen im 1. Obergeschoss mit aufwendiger Schmuckornamentik Hausnummer 19: Anabu im 1. u. 2. Obergeschoss verputzt. aus der Erbauungszeit: Haustür, Bodenfliesen im Eingangsbereich, Treppenhaus, Wohnungstüren, Außentoiletten, Kellertür, geätzte Fensterscheiben im Treppenhaus, Jalousieblenden. Hausnummer 21: Wintergarten an der Seite (Erdgeschoss mit Putznutung, 1. Obergeschoss Klinkerfachwerk, 2. Obergeschoss mit Holzverschalung) aus der Erbauungszeit: Haustür alt, Bodenfliesen im Eingangsbereich, Schablonenmalerei an Decke und Wand im Eingangsbereich, Treppenhaus, Wohnungstüren, Außentoiletten, Kellertür, geätzte Fensterscheiben im Treppenhaus. Einfriedung: roter Klinkersockel, schmiedeeisernes Gitter und Tor. | 09256283 |
| Direkt Bild zu diesem Denkmal hochladen | Mietvilla | Südstraße 24 (Karte)                    | um 1900                                                 | malerischer Putzbau des Späthistorismus mit Putzgliederungen und verbretterten Giebeln, Eckturm mit Spitzhaube, Teil der geschlossenen Wohnbebauung des späten 19. Jahrhunderts, ortsentwicklungsgeschichtliche und baugeschichtliche Bedeutung 2 Geschosse, rechteckiger Turm über Eckrisalit mit verbrettertem Giebel und Turmhelm auf Knaggen, einfache Putzgliederung, Balkon, Fenster mit Kunststeinrahmung. „Landhausstil“. aus der Erbauungszeit: Fenster zum Teil alt, Jalousieblenden. | 09256284 |
| Direkt Bild zu diesem Denkmal hochladen | Villa, Nebengebäude, Einfriedung und Garten | Südstraße 26 (Karte)                    | 1925                                                    | anspruchsvoller Bau in den Formen des Art déco, einheitliches Erscheinungsbild durch Verwendung von Naturstein (Muschelkalk), aufwändige Bauplastik und Gittergestaltung, ortsentwicklungsgeschichtliche, baugeschichtliche und künstlerische Bedeutung Wohnhaus: 2 Geschosse, 5 Achsen, Fensterläden, rechts und links spitzbogige Durchfahrten zur Garage und Veranda Einfriedung: aufwendige Steinornamentik (Figuren am Verbindungsbogen und Reliefs) sowie kunstvolle schmiedeeiserne Gitter in Anlehnung an ägyptische Motive an der Einfriedung, Gitter mit Initialen „ASB“, Innenausstattung im Art déco: Wandverkleidung, Wandschrank, Möbel | 09256414 |
|                                         | Villa mit Terrassenbalustrade, Einfriedung und Garten | Turmblick 10 (Karte)                    | 1913–1914                                               | repräsentativer Putzbau im Reformstil um 1910, in den 1930er Jahren Umbau zu Mietwohnungen, Gartenanlage mit originalen Gestaltungselementen sowie historischem Pflanzen- und Gehölzbestand, ursprünglich Turmblick 11 als Nebengebäude dazugehörig, ortsgeschichtliche, kulturgeschichtliche, baugeschichtliche und künstlerische Bedeutung Villa: 2 Geschosse, Putzfassade mit Putzgliederung oberhalb der Fenster und auf den Eckrisaliten, Eckrisalite pavillonartig vorgezogen, Eingangszone mit Baldachin auf Säulen mit korinthischen Kapitellen, rechts daneben Relief mit tanzendem Mädchen, Stock- und Traufgesims, halbrunde Dachfenster zum Teil mit „Stabwerk“, im Erdgeschoss schmiedeeiserne Gitter vor den Fenstern im Obergeschoss Fensterläden, auf der Seite ein Erker, auf der Rückseite 1911 Neubau des Herrenhauses auf Grundstück des 1907 abgerissenen Gutsgebäudes, 1930er Jahre Umbau zu Wohnhaus Terrasse und Balkon. Terrasse: Steinbalustrade Einfriedung stand auf der DDR-Liste, gehört zum Areal des ehemaligen Gutshauses Raschwitz. | 09256327 |
|                                         | Wohnhaus mit Wasserturm und Garten | Turmblick 11 (Karte)                    | 1897                                                    | ehemals Nebengebäude des Rittergutes Raschwitz, dann zum sog. (Neuen) Herrenhaus Raschwitz gehörig (siehe Turmblick 10), Putzbau mit Gestaltungselementen des Späthistorismus und des Reformstils um 1910, Wasserturm Wahrzeichen der Siedlung um den »Turmblick«, ortsgeschichtliche und baugeschichtliche Bedeutung gedrungener rechteckiger zweigeschossiger Baukörper, Putzfassade mit einfacher Putzgliederung, Walmdach, eingefügter quadratischer Turm (Stockgesims, angedeutete Balustrade), im Erdgeschoss Garagen, darüber Wohnung. (ehemalige Hausmeisterwohnung ?), stand auf der DDR-Liste., wurde im Zuge des Herrenhauses gebaut | 09256328 |
| Direkt Bild zu diesem Denkmal hochladen | Mietshaus in offener Bebauung in Ecklage | Waldstraße 1 (Karte)                    | 1902                                                    | in Ecklage Hauptstraße, zeittypische Putz-Klinker-Fassade in späthistoristischen Formen mit Kunststein- und Stuckelementen, Teil der geschlossenen Bebauung des späten 19. Jahrhunderts in exponierter Lage, ortsentwicklungsgeschichtliche und baugeschichtliche Bedeutung 3 Geschosse, 6-1-9 Achsen, gelber Klinkersockel, Erdgeschoss verputzt mit Putznutung und Ladeneinbau, Obergeschoss gelber Klinker, reiche Schmuckornamentik oberhalb der Fenster, Kunststeineinfassung der Fenster, Vorhangbogenmotiv, Putzspiegel mit Fruchtgehänge unterhalb der Fenster Traufgesims mit reich stuckierten Konsolen, Stockgesims. aus der Erbauungszeit: Haustür, Bodenfliesen im Eingangsbereich, Treppenhaus, Wohnungstüren, Kellertür. Datierung nach Bauakte, Architekt Lanzendorf. DENKMALBEGRÜNDUNG | 09256290 |
| Direkt Bild zu diesem Denkmal hochladen | Mietshaus in offener Bebauung | Waldstraße 2 (Karte)                    | bez. 1909                                               | ansprechende Putzfassade in den Formen der Zeit um 1910, am Giebel floraler und figürlicher Stuck (Märchenmotiv), ortsentwicklungsgeschichtliche und baugeschichtliche Bedeutung 3 Geschosse, 6 Achsen, durch Balkonanbauten entstellt, Putzfassade, Lisenengliederung als Eckbetonung, Putzgliederung zwischen Erdgeschoss und 1. Obergeschoss, Betonung des Mittelfeldes durch Inschrift (nicht lesbar) und im Giebel mit der Darstellung von Adam und Eva und deren Vertreibung aus dem Paradies, bezeichnet 1909. Putzfries mit Lorbeerkränzen stat Traufgesims, Fensterverdachungen zum Teil entfernt. aus der Erbauungszeit: Haustür, Bodenfliesen im Eingangsbereich, Treppenhaus, Wohnungstüren, Außentoiletten, Kellertür. | 09256288 |
| Weitere Bilder                          | Wasserturm | Wasserturmstraße 1 (ehem. Ring) (Karte) | 1904                                                    | heute Wohnhaus, verputzter Ziegelbau mit Laterne und geschweifter Haube, technikgeschichtliche, baugeschichtliche und städtebauliche Bedeutung Der 1904 erbaute Wasserturm liegt im Zentrum der Stadt und ist mit seinen 50 Metern eine weit sichtbare Landmarke und zugleich prägender Bestandteil des Ortsbildes von Markkleeberg. Er wurde als verputzter Ziegelbau über kreisförmigem Grundriss errichtet und zeigt die Formensprache des späten Historismus. Der schmucklose, konisch zulaufende Schaft verjüngt sich von 15 Metern im Sockelbereich auf 12 Meter unterhalb des Behältergeschosses. Für die Überleitung zum Tambour, der zur Belichtung des Innenraumes mit großen Fenstern versehen ist, sorgt eine ziegelsichtige Auskragung (gelbe Klinker). Das polygonale Dach wird im Traufbereich von Konsolen getragen, ist mir vier Gauben ausgestattet und wird von einer Laterne mit geschweifter, kupfergedeckter Haube abgeschlossen. Ursprünglich wurde der Turm mit Wasser aus dem Wasserwerk Lauer gespeist, welches 1987 im Zuge der Braunkohleförderung abgebrochen werden musste. Seitdem ist auch der Wasserturm außer Betrieb. Zwischen 2010 und 2014 erfolgte die Sanierung und Umnutzung zu Wohnzwecken. Die technische Ausstattung (Hängebodenbehälter aus genieteten Stahlblechen, 350 m³ Fassungsvermögen) und die Treppenanlage konnten durch den Einbau von vier Maisonettwohnungen auf insgesamt sieben neuen Ebenen mit Aufzug und neuem Treppenhaus nicht erhalten werden. Im Zuge dieser Umnutzung wurde auch die Fensteranzahl im Turmschaft wesentlich erhöht. Der Markkleeberger Wasserturm ist ein technikgeschichtliches Zeugnis der Wasserversorgung um 1900 und zugleich bautypologisch von Bedeutung. LfD/2017 Klinkersockel, Putzfassade, Cordon über Eingangstür, davor der Bereich mit Klinkergliederung, Dach auf Konsolen, polygonaler Tambour, geschweifte Kupferhaube mit profiliertem Traufgesims. aus der Erbauungszeit: Eingangstür, Fenster. | 09256468 |
| Direkt Bild zu diesem Denkmal hochladen | Doppelmietshaus in halboffener Bebauung in Ecklage | Werner-Rummelt-Straße 2; 4 (Karte)      | um 1895                                                 | in Ecklage Raschwitzer-Straße, Putz-Klinker-Fassade in späthistoristischen Formen, mit Kunststeinelementen und Stuckdekor, Teil der geschlossenen Bebauung um 1900, ortsentwicklungsgeschichtliche und baugeschichtliche Bedeutung Mietshaus: 3 Geschosse, 10-1-7 Achsen, ausgeb. Dachgeschoss, Erdgeschoss verputzt (auf der Raschwitzer Straße mit Putznutung), Obergeschoss Putz-Klinker-Fassade, profilierte Fensterrahmung, aufwendige Fensterkunststeineinfassung im 1. Obergeschoss, Putzbänder, profiliertes Traufgesims. aus der Erbauungszeit: Haustür, Treppenhaus, Bodenfliesen im Eingangsbereich, Wohnungstüren, Außentoiletten, Kellertür. | 09256221 |
| Direkt Bild zu diesem Denkmal hochladen | Mietshaus in halboffener Bebauung | Werner-Rummelt-Straße 5 (Karte)         | um 1895                                                 | späthistoristische Putz-Klinker-Fassade mit Kunststein- und Stuckelementen, Teil der geschlossenen Bebauung um 1900, ortsentwicklungsgeschichtliche und baugeschichtliche Bedeutung Mietshaus: 3 Geschosse, 6 Achsen, ausgebautes Dachgeschoss, gelber Klinkersockel, Erdgeschoss verputzt mit Putznutung, Obergeschosse in Klinker, Stockgesims, Mittelachse betont durch Fensterverdachung, profiliertes Traufgesims auf Konsolen. aus der Erbauungszeit: Treppenhaus, Bodenfliesen im Eingangsbereich (fragmentarisch), Wohnungstüren, Außentoiletten, Kellertür, zum Teil geätzte Fensterscheiben im Treppenhaus, Fenster zum Teil alt. | 09256222 |
| Direkt Bild zu diesem Denkmal hochladen | Mietshaus in offener Bebauung | Werner-Rummelt-Straße 7 (Karte)         | um 1900                                                 | Putzfassade mit Stuckelementen, Teil der geschlossenen Bebauung um 1900, ortsentwicklungsgeschichtliche Bedeutung Mietshaus: 3 Geschosse, 8 Achsen, Dachgeschoss entstellend ausgebaut, Putzfassade (zum Teil geglättet), Stockgesims, Traufgesims auf Konsolen, im 1. Obergeschoss Kunststeineinfassung der Fenster. aus der Erbauungszeit: Hoftür, Wand- und Bodenfliesen im Eingangsbereich, Treppenhaus mit restaurierter Jugendstilausmalung, Wohnungstüren, Außentoiletten, Kellertür, Fenster. Die seitlichen Toreinfahrten gehören zu Mittelstraße 14 und Hauptstraße 29. | 09256223 |
|                                         | Mietshaus in offener Bebauung in Ecklage | Werner-Rummelt-Straße 10 (Karte)        | um 1890                                                 | in Ecklage Mittelstraße, aufwändige Putz-Klinker-Fassade in späthistoristischer Gestaltung, mit Kunststeinelementen und Stuckdekor, Teil der geschlossenen Bebauung um 1900, ortsentwicklungsgeschichtliche und baugeschichtliche Bedeutung Mietshaus: 3 Geschosse, 3-1-9 Achsen, ausgeb. Dachgeschoss, Klinkersockel, Erdgeschoss Putzfassade mit Putznutung, in den Obergeschossen Klinker-Putz-Fassade, Traufgesims auf Putzkonsolen, Erdgeschoss durch Ladeneinbau entstellt, Putz dort geglättet. aus der Erbauungszeit: Hoftür alt, Bodenfliesen und Wandpaneele im Eingangsbereich, Treppenhaus, Wohnungstüren, Außentoiletten, Kellertür, Fenster zum Teil alt. | 09256205 |
| Direkt Bild zu diesem Denkmal hochladen | Mietshaus in offener Bebauung in Ecklage | Werner-Rummelt-Straße 14 (Karte)        | um 1905                                                 | in Ecklage Dammstraße, Putzfassade mit originell geformten, historisierenden Kunststeingliederungen, Betonung der Ecksituation durch Erker und giebelartigen Dachausbau, ortsentwicklungsgeschichtliche und baugeschichtliche Bedeutung Mietshaus: 3-4 Geschosse, 7-1-7 Achsen, Putzfassade, aufwendige Wand- und Fenstergliederung (Vorhangbogenmotiv im 1. Obergeschoss), Eckrisalit, Eckerker aus der Erbauungszeit: Hoftür, Treppenhaus, Kellertür, Wohnungstüren, Fenster z. T. alt. | 09256181 |
|                                         | Wohnhaus in offener Bebauung | Wilhelm-Raabe-Straße 1 (Karte)          | 1913                                                    | villenartiges Wohnhaus in den Formen des Reformstils um 1910, ortsentwicklungsgeschichtliche und baugeschichtliche Bedeutung 1913 errichtetes villenartiges Wohnhaus, Entwurf und Ausführung durch den Großdeubener Baumeister Kurt Nietzschmann, Bauherrin war Selma Berndt. Zweigeschossiger, kubischer Bau mit Krüppelwalmdach. Fassaden verputzt, entsprechend den bauästhetischen Vorstellungen des Reformstils um 1910 wenig Fassadenschmuck, am auffälligsten das stilisierte Konsolgesims in Traufhöhe zur Gliederung der Straßenfront. Dagegen Bereicherung des äußeren Erscheinungsbildes durch Anbauten (straßenseitiger Standerker, Eingangsvorbau auf der Nordseite, rückseitige Veranda) sowie heute leider fehlende Fensterläden und Spaliere. Das hohe Krüppelwalmdach mit Fledermausgaupen. Am Eingangsvorbau Bleiglasfenster aus der Erbauungszeit. Das Wohnhaus ist Teil eines um 1900 begonnenen Villengebietes zwischen Koburger Straße und Eisenbahn. Es verweist auf die bauliche Entwicklung von Oetzsch im frühen 20. Jh., als sich das einstige Dorf unter anderem zum ausgedehnten Vorort wandelte. Unter diesem Aspekt verkörpert das Objekt einen ortsentwicklungsgeschichtlichen Aussagewert. Als anschauliches und qualitätvolles Beispiel einer zeittypischen Bauaufgabe ist es auch baugeschichtlich von Belang. LfD/2012 2 Geschosse, Mansardgiebeldach, Putzfassade mit einfacher Putzgliederung (Fries im Giebelbereich), links Eingangsbereich mit Vordach und Freitreppe, Haustür und Fenster alt, bleiverglaste farbige Fenster im Treppenhaus. DENKMALBEGRÜNDUNG mächtiges Mansardkrüppelwalmdach mit Fledermausgaube, Schmuckband im Giebelfeld und bleiverglaste Fenster im vorspringenden Treppenhaus | 09256453 |
|                                         | Wohnhaus in offener Bebauung, mit Garage | Wilhelm-Raabe-Straße 4 (Karte)          | um 1928                                                 | Putzgliederung mit gezacktem Schmuckband im Stile des Art déco, ortsentwicklungsgeschichtliche und baugeschichtliche Bedeutung Wohnhaus: 1 Geschoss, vielteilige Dachlandschaft mit ausgebautem Dachgeschoss, Putzfassade mit einfacher Putzgliederung, überdachter Eingang mit Freitreppe (Treppe verändert), Kunststeinfenstereinfassungen, Fenster und Haustür alt. Garage: 2 Geschosse, Putzfassade | 09256452 |
|                                         | Villa mit Einfriedung und Garten | Wilhelm-Raabe-Straße 5 (Karte)          | 1911                                                    | ansprechend gestalteter Putzbau im Reformstil um 1910, ortsentwicklungsgeschichtliche und baugeschichtliche Bedeutung 1911 nach Entwurf des Leipziger Architekten Hans Böhme errichtete Villa, Bauherr war der Oberlehrer Dr. Fritz Jäckel. Zweigeschossiger Bau mit hohem Walmdach. Asymmetrisch gegliederte Putzfassaden, entsprechend den stilistischen Merkmalen der Reformarchitektur um 1910 in der Dekoration sehr zurückhaltendatiert Straßenfront mit Eckrisalit, der in steilem Dreieckgiebel endet, davor Erker durch beide Geschosse, dieser etwas reicher ausgestaltet. Hauseingang auf der Nordseite, über Freitreppe zu erreichen und mit kassettenartiger Putzrahmung, darüber Thermenfenster des Treppenhauses. Südseite mit gerundetem Vorbau, darüber Zwerchhaus mit Austritt. Die Straßenseite des Daches mit Fledermausgaupe. Einfriedung gemauerte Sockel und Pfosten, verputzt, eiserne Zaunsfelder (neu). Villengarten mit Rondell und rahmender Bepflanzung. Als Teil eines um 1900 begonnenen Villengebietes dokumentiert das Objekt die bauliche Entwicklung von Oetzsch im frühen 20. Jh., als sich das einstige Dorf unter anderem zum ausgedehnten Vorort veränderte. Unter diesem Aspekt erlangt es ortsentwicklungsgeschichtliche Aussagekraft. Als interessant gestalteter Vertreter der Villenarchitektur um 1910 verkörpert es auch einen baugeschichtlichen Zeugniswert, den es weiterhin auch in Bezug auf das Schaffen des Leipziger Architekten Hans Böhme hat, der bislang vor allem durch größere Bauaufträge im Mietwohnungsbau bekannt wurde. LfD/2012 Villa: 2 Geschosse, Walmdach mit Fledermausgaube, Putzfassade mit einfacher Putzgliederung, Stock- und Traufgesims, Eckrisalit mit Giebel und Oculus, aufwendiger Vorbau (Erdgeschoss polygonal, Obergeschoss rechteckiger Erker auf Konsolen), Eingangsbereich in Treppenhausrisalit mit Putzgliederung neben Haustür und Thermenfenster, Fenster alt Jalousieblende aus der Erbauungszeit. Einfriedung: Holzgitterzaun, Sockel und Pfosten verputzter Klinker mit aufwendigem Risaliten, Fledermausgaube, Fenstern und Jalousieblende aus der Erbauungszeit, Holzgitterzaun mit Putzsockel und -pfosten | 09256404 |
|                                         | Mietshaus in offener Bebauung in Ecklage | Wilhelm-Raabe-Straße 24 (Karte)         | um 1925                                                 | in Ecklage Energiestraße, Putzbau in den Formen des Art déco, akzentuierende Gliederungen, Haustür mit profilierter Rahmung und spitzbogigem Oberlicht, ortsentwicklungsgeschichtliche und baugeschichtliche Bedeutung 2 Geschosse, Walmdach, Putzfassade mit Putzgliederung, Stock- und Traufgesims, verschiedene dreieckige Vorbauten mit Balkon (zum Teil mit schmiedeeisernem Gitterschmuck), Haustür mit spitzbogigem Oberlicht, Kunststein-Fenstereinfassungen, zum Teil Fensterläden, Haustür und Fenster neu und entstellend, expressionistischer Stil | 09256389 |
|                                         | Zwei Mehrfamilienhäuser (Nr. 26/28 und Nr. 30) einer Wohnanlage, mit verbindender Tordurchfahrt, Vorgärten und gemauerter Eckeinfassung | Wilhelm-Raabe-Straße 26; 28; 30 (Karte) | um 1925                                                 | Putzbauten mit Klinkerelementen, Vorgärten durch Hecken eingefasst, nach Süden dreieckige Grünfläche mit Baumbestand und Eckeinfassung in Klinkermauerwerk, ortsentwicklungsgeschichtliche und baugeschichtliche Bedeutung Um 1925 errichtete Wohnanlage, bestehend aus zwei Baukörpern, die im rechten Winkel zueinander angeordnet sind und mit einer überbauten spitzbogigen Tordurchfahrt in Verbindung stehen. Putzbauten mit Walmdächern. Doppelhaus Nummer 26/28 zweigeschossig mit stark ausgebautem Dachgeschoss. Fassadengestaltung mit einfachen Putzgliederungen in Formen des Art déco, dazu Klinkerrahmungen der Eingänge, zeittypisch hier auch die spitzbogigen Oberlichter. Zusätzliche Betonung der Eingangsachse im Dachbereich durch giebelartiges Aufsteigen der Trauflinie. Wichtiges Element für das äußere Erscheinungsbild die Fensterläden. An der Rückseite Balkone. Nummer 30 dreigeschossig, noch zurückhaltender in den Schmuckformen als Nummer 26/28, aber wiederum Fassadenbild durch Fensterläden geprägt, zwischen zweitem und drittem Obergeschoss deutliche Trennung durch umlaufendes Sohlbankgesims. Markant der spitzbogige, expressionistisch anmutende Tordurchgang, Klinkerrahmung mit Schlussstein, Gratgewölbe. Hofseitig eingeschnittene Balkone. Die Wohnanlage zeigt wie die zeittypische Bauaufgabe des sozialen Wohnungsbaus auch für die örtliche Bauentwicklung Bedeutung gewann. Hiermit ist sie ein ortsentwicklungsgeschichtliches Zeugnis und zugleich ein Dokument der Baugeschichte im Allgemeinen. LfD/2012 2 Geschosse, Klinkersockel, Putzfassade mit einfacher Putzgliederung, ausgebautes Walmdach, achsensymmetrische Fassade: je 5 Achsen, Mittelachse jeweils betont durch Dachform und Eingangsbereich (Putzgliederung, Klinkereinfassung, spritzbogiges Oberlicht), Rückseite Balkone, Fensterläden, Fenster und Haustür aus der Erbauungszeit mit durch Putzgliederung und spitzbogigem Oberlicht betonten Eingangszonen und rückseitigen Veranden und Fenstern, Fensterläden und Türen aus der Erbauungszeit, durch Torbogen mit Wilhelm-Raabe-Straße 30 zu Wohnanlage verbunden Nummer 30: Mietshaus in offener Bebauung mit Tor, Putzbau mit Veranden und Fenstern und Fensterläden aus der Erbauungszeit, durch zweigeschossige Toranlage mit Kreuzgratgewölbe im Erdgeschoss mit Wilhelm-Raabe-Straße 26/28 zu Wohnanlage verbunden Mietshaus: 3 Geschosse, Klinkersockel, Putzfassade, Walmdach, seitliche Balkone, Fenster und Fensterläden aus der Erbauungszeit. Toranlage: 2 Geschosse, Putzfassade, spitzbogiger Durchgang mit Klinkereinfassung, 1. Obergeschoss Verbindung zu Haus Nummer 28, Kreuzgratgewölbe, expressionistischer Stil | 09256390 |
|                                         | Wohnhaus in offener Bebauung | Wilhelm-Raabe-Straße 29 (Karte)         | 1911–1912                                               | repräsentativer Bau mit geschweiftem Giebel und geometrisierender Putzgliederung, ortsentwicklungsgeschichtliche und baugeschichtliche Bedeutung Ehemaliges Beamtenwohnhaus des 1909 gegründeten Gemeindeverbandes für das Elektrizitätswerk Leipzig-Land (Hauptsitz in Oetzsch), 1911/12 wohl nach Entwurf des Betriebsdirektors Hans Schuh errichtet. Freistehender dreigeschossiger Putzbau mit Mansarddach. Fassaden mit Putzgliederungen, Hochparterre und erstes Obergeschoss durch Fenstergrößen als Hauptgeschosse gekennzeichnet, Lisenenrahmungen fassen beide Stockwerke zusammen. Hauptfront symmetrisch aufgeteilt und in der Mitte durch Risalit betont, hier Haupteingang und Treppenhausbereich, Rahmung des Risalits mit Pilastern. Das dritte Obergeschoss durch gedecktes Stockwerkgesims optisch dem Dachbereich zugeordnet. Die Mittenbetonung der Front findet in dem geschwungenen dreiachsigen Giebel im Unterdach eine Entsprechung. Zeit- und stiltypisch ist die Zurückhaltung in der Fassadendekoration, dagegen wirkungsvolle Gesamterscheinung und solide Ausführung der Einzelheiten (Oberflächenstruktur, Fenstergestaltung, Treppenhausgestaltung) wichtig. In den Obergeschossen einst jeweils zwei Wohnungen für die höheren Beamten des Unternehmens eingerichtet. Keller- und Erdgeschoss vorwiegend als Lager- und Werkstatträume genutzt. Heute dient das Gebäude hauptsächlich Bürozwecken. Das Gebäude ist ein Zeugnis der Ortsentwicklung im frühen 20. Jh., es verweist auf den städtischen Ausbau des einstigen Dorfes Oetzsch, der nicht nur durch die Entstehung von ausgedehnter Miets- und Villenbebauung, sondern auch durch punktuelle Ansiedlung von Industrieunternehmen gekennzeichnet war. Als überzeugendes Beispiel für ein Beamtenwohnhaus jener Zeit, dessen Architektur dem damals wichtigen Reformstil verpflichtet ist, hat es auch baugeschichtliche Bedeutung. Darüber hinaus ist es im Zusammenhang mit dem Verwaltungsgebäude des ehem. Gemeindeverbandes für das Elektrizitätswerk Leipzig-Land (später Teil der Energie-A. G. Leipzig) (Friedrich-Ebert-Straße 26) auch ein Dokument zur Geschichte der Energieversorgung im Leipziger Umland, hierdurch erlangt es regionalgeschichtliche Aussagekraft unter industrie- und technikgeschichtlichem Aspekt. LfD/2012 3 Geschosse, 7 Achsen, Putzfassade mit Putzgliederung, Mansardwalmdach, Mittelachse mit geschweiftem Giebel, Putzspiegel, Putzpilastern und Haustür, umlaufende Lisenen. aus der Erbauungszeit: Haustür, Treppenhaus, farbige Fenster im Treppenhaus, Fenster zum Teil alt. DENKMALBEGRÜNDUNG Haustür und farbigeTreppenhausfenster aus der Erbauungszeit | 09256392 |
| Direkt Bild zu diesem Denkmal hochladen | Wohnhaus in offener Bebauung | Wolfgang-Heinze-Straße 4 (Karte)        | um 1905                                                 | Putzbau im Jugendstil mit hohem geschweiftem Giebel, halbrunder Veranda mit aufgesetztem Balkon, ortsentwicklungsgeschichtliche und baugeschichtliche Bedeutung 1 Geschoss, Klinkersockel, Putzfassade mit Putzgliederung, Mansardwalmdach, Betonung der Mittelachse durch halbrunden Verandavorbau und geschweiften zweigeschossigen Giebel mit Stuckornamentik, links eingeschossiger Wintergarten (Holz auf Klinkersockel), rechts Eingang mit Freitreppe und Windfang, Haustür alt, Fenster zum Teil alt | 09256400 |
| Direkt Bild zu diesem Denkmal hochladen | Doppelwohnhaus in offener Bebauung, mit Einfriedung | Wolfgang-Heinze-Straße 5; 7 (Karte)     | 1910                                                    | Putzbau im Reform- und Heimatstil um 1910, Risalite mit Schmuckreliefs, ortsentwicklungsgeschichtliche und baugeschichtliche Bedeutung 2 Geschosse, Klinkersockel, Putzfassade mit je einem Relief an beiden Mittelachsen, ausgebautes Mansardwalmdach, Fassade achsensymmetrisch: Mittelrisalite mit Mansardgiebel, rundbogiges Fenster im Erdgeschoss, Freitreppe zum Garten, Fenster zum Teil alt, Datierung nach Auskunft der Eigentümerin Einfriedung: geschwungener Staketenzaun, Klinkersockel- und Klinkerpfosten, Einfriedung bei Nummer 5 ruinös. DENKMALBEGRÜNDUNG | 09256381 |
|                                         | Villa mit Garage und Einfriedung | Wolfgang-Heinze-Straße 8 (Karte)        | 1910–1911                                               | anspruchsvoller Putzbau im Sinne der Reformarchitektur um 1910/15, interessante Baukörpergestaltung mit aufwendigem Giebel, halbrundem Vorbau und Eckrisaliten mit geschweiften Kupferhauben, schmiedeeiserne Einfriedung, ortsentwicklungsgeschichtliche und baugeschichtliche Bedeutung 1 Geschoss, Putzfassade mit Putzgliederung, Mansardwalmdach, Hauptfassade mit Mansardgiebel und Vorbau mit kannelierten Pilastern und Balkon, polygonale Eckrisalite mit kannelierten Pilastern und geschweiften Kupferhauben, rechts Eingang mit Freitreppe und Windfang, Fenster alt Garage: Putzfassade Einfriedung: Staketenzaun, Sockel und Pfosten verputzter Klinker, Pfosten Sandsteinabdeckung, Tor mit Putzgliederung | 09256380 |
|                                         | Doppelwohnhaus (Wolfgang-Heinze-Straße 13 und Forststraße 4) in offener Bebauung | Wolfgang-Heinze-Straße 13 (Karte)       | 1914–1915                                               | Putzbau in ansprechender zeittypischer Gestaltung, ortsentwicklungsgeschichtliche und baugeschichtliche Bedeutung 2 Geschosse, Putzfassade mit aufwendigem Stuck, Traufgesims, Walmdach mit Gauben Hauptfassade zur Wolfgang-Heinze-Straße achsensymmetrisch und zusammen mit Forststraße 4: Eckrisaliten mit Dreiecksgiebel und halbrundem eingeschossigen Vorbau mit figürlichem Stuckfries, zurückgesetzte Fensterachse mit Fruchtgehänge unter erstem Obergeschoss, Terrassen mit Holzgitter, Eingänge seitlich und überdacht, Dach auf Stützen mit kapitellähnlichem Stuck und mit Freitreppe | 09256378 |
|                                         | Villa | Wolfgang-Heinze-Straße 19 (Karte)       | 1929–1930                                               | repräsentativer Putzbau in den traditionellen Formen der 1920er Jahre, Putzgliederungen, polygonaler Eckerker, Eingangsvorbau mit ionischen Säulen, darüber Balkon mit rahmenden Putten-Reliefs, ortsentwicklungsgeschichtliche und baugeschichtliche Bedeutung 2 Geschosse, Putzfassade, Walmdach, rechts polygonales Ecktürmchen mit Putzgliederung, Mittelachse Eingang mit Vordach auf ionischen Säulen und Freitreppe, 1. Obergeschoss neben Eingangsbereich je ein Relief mit Putto, im 1. Obergeschoss über Eingangsvordach Balkon mit schmiedeeisernem Gitter, Fenster zum Teil alt | 09256402 |

## Ehemalige Kulturdenkmale
| Bild                                    | Bezeichnung              | Lage                               | Datierung | Beschreibung | ID |
| --------------------------------------- | ------------------------ | ---------------------------------- | --------- | --- | -- |
|                                         | Wohnhaus                 | Alt Oetzsch 1 (Karte)              | 19. Jh.   | Wohnhaus im Eingangsbereich des alten Ortskerns Oetzsch |    |
| Direkt Bild zu diesem Denkmal hochladen | Mietshaus                | Auenstraße 2 (Karte)               | um 1910   | Mietshaus in offener Bebauung und Ecklage, im italienischen Landhausstil, Treppengiebel und schmiedeeiserne Balkone sowie originale Ausstattung wie bleiverglaste Windfangfenster                                            |    |
| Direkt Bild zu diesem Denkmal hochladen | Telefonanschlusshäuschen | Breitscheidstraße (Karte)          |           | Telefonanschlusshäuschen in der Nähe der Hauptstraße |    |
| Direkt Bild zu diesem Denkmal hochladen | Wohnhaus                 | Dammstraße 2 (Karte)               | um 1897   | Wohnhaus mit Einfriedung, in neoklassizistischem Stil erbaut, mit Eckrisaliten und figürlichem Fensterschmuck |    |
|                                         | Wohnhaus                 | Dölitzer Straße 7 (Karte)          | um 1900   | Wohnhaus der ehemaligen Ziegelei Puschs in geschlossener Villenbebauung, im Landhausstil erbaut, mit farbiger Putzgliederung                                                                                                 |    |
| Direkt Bild zu diesem Denkmal hochladen | Mietshaus                | Hauptstraße 84 (Karte)             | um 1898   | Mietshaus in offener Bebauung und Ecklage, aus der Gründerzeit, vollständig erhaltene Putzgliederung mit reichem Fensterstuck und Pilastern, Traufgesims mit Konsolen sowie Eckerker                                         |    |
| Direkt Bild zu diesem Denkmal hochladen | Doppelmietshaus          | Hauptstraße 86–88 (Karte)          | 1912      | Doppelmietshaus in offener Bebauung mit Einfriedung, Putzgliederung und schmiedeeiserne Balkone im Stil des Art déco, aufwändige Portale mit Putzornamentik, Gehwegfliesen und originale Türen mit geschliffenen Scheiben    |    |
| Direkt Bild zu diesem Denkmal hochladen | Mietshaus                | Hermann-Landmann-Straße 1b (Karte) | um 1885   | Mietshaus in halboffener Bebauung, aus der Gründerzeit, Fassade mit Putzgliederung |    |
|                                         | Villa                    | Kastanienweg 5 (Karte)             | 1934      | Villa mit Torpfosten, Putzbau mit unregelmäßiger Klinkergliederung und vorgesetztem Klinkerkamin im englischen Landhausstil                                                                                                  |    |
|                                         | Sandsteinbalustrade      | Raschwitzer Straße (Karte)         |           | Sandsteinbalustrade auf Bruchsteinmauer zwischen Hausnummer 3 und 7 |    |
|                                         | Villa                    | Raschwitzer Straße 22 (Karte)      | um 1900   | Villa mit Einfriedung, Teil der geschlossenen Villenbebauung, im Landhausstil erbaut |    |
| Direkt Bild zu diesem Denkmal hochladen | Berufsschule             | Raschwitzer Straße 35 (Karte)      | 1895      | Berufsschule und Turnhalle (1930), flachgedeckte Putzbauten mit horizontalen Putzbändern und markantem Treppenhaus, ehemals Fabrik Sinsel & Co.                                                                              |    |
|                                         | Mietvilla                | Raschwitzer Straße 58 (Karte)      | 1909      | Mietvilla in Ecklage mit Einfriedung, mit Risaliten und Putzgliederung im Jugendstil |    |
| Direkt Bild zu diesem Denkmal hochladen | Mietshaus                | Rathausstraße 15 (Karte)           | um 1895   | Mietshaus in geschlossener Bebauung mit Gaststätte und Tordurchfahrt, Putz-Klinkerfassade mit aufwändigem Stuck in den Fensterverdachungen und am Traufgesims, originale Ausstattung wie farbige und geätzte Fensterscheiben |    |
| Direkt Bild zu diesem Denkmal hochladen | Mietshaus                | Rathausstraße 16 (Karte)           | um 1895   | Mietshaus in geschlossener Bebauung mit Laden, Tordurchfahrt und Werkstattgebäude mit Ladeluke, aus der Gründerzeit, Putz-Klinkerfassade und originale Ausstattung                                                           |    |
| Direkt Bild zu diesem Denkmal hochladen | Mietshaus                | Rathausstraße 17 (Karte)           | um 1875   | Mietshaus in halboffener Bebauung, aus der Gründerzeit, Putzquaderung und Putzbänder |    |
| Direkt Bild zu diesem Denkmal hochladen | Mietshaus                | Schulstraße 7 (Karte)              | um 1898   | Mietshaus in offener Bebauung, aus der Gründerzeit, Putzfassade mit reich stuckierten Fenstern |    |
| Direkt Bild zu diesem Denkmal hochladen | Doppelwohnhaus           | Südstraße 6–8 (Karte)              | um 1900   | Doppelwohnhaus mit Einfriedung, aus der Gründerzeit, im Landhausstil erbaut |    |
| Direkt Bild zu diesem Denkmal hochladen | Mietvilla                | Südstraße 12 (Karte)               | um 1900   | Mietvilla mit Einfriedung, aus der Gründerzeit, mit aufwändigem zweigeschossigen Wintergarten im Landhausstil |    |
| Direkt Bild zu diesem Denkmal hochladen | Mietshaus                | Waldstraße 3 (Karte)               | um 1890   | Mietshaus in offener Bebauung, aus der Gründerzeit, Putz-Klinkerfassade mit Fensterverdachungen im ersten Obergeschoss |    |
| Direkt Bild zu diesem Denkmal hochladen | Wohnhaus                 | Wilhelm-Busch-Straße 2 (Karte)     | um 1909   | Wohnhaus mit Einfriedung, mächtigem Mansardgiebeldach und eingeschossigem Vorbau sowie originale Fenster und Fensterläden, Staketenzaun mit Putzpfosten, am Tor mit aufgesetzten Kugeln                                      |    |
|                                         | Villa                    | Wilhelm-Raabe-Straße 6 (Karte)     | um 1908   | Villa mit Garage und Einfriedung, mit Mansardgiebel über Vorbau und aufgesetztem Balkon und Fledermausgaube, ausgebautes Mansarddach der Garage mit Schopfwalm sowie Holzzaun auf Klinkersockel                              |    |
| Direkt Bild zu diesem Denkmal hochladen | Doppelwohnhaus           | Wolfgang-Heinze-Straße 1–3 (Karte) | um 1920   | Doppelwohnhaus mit runden Ecktürmen und Fledermausgauben |    |
|                                         | Einfriedung              | Wolfgang-Heinze-Straße 6 (Karte)   | um 1905   | schmiedeeisernes Gitter mit Klinkersockel und Klinkerpfosten |    |